# Suspensión independiente

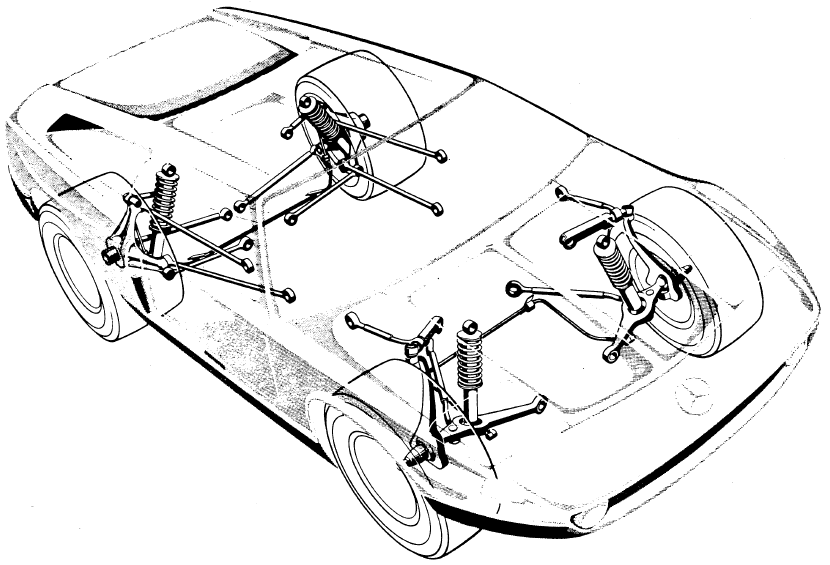
Suspensión independiente por dobles triángulos delanteros y multilink trasero en el Mercedes-Benz C111 experimental

El término suspensión independiente se refiere a cualquier sistema de suspensión de automóvil que permita el desplazamiento vertical de una rueda sin afectar al resto de las ruedas de su tren. En este sentido su funcionamiento se opone al de los sistemas dependientes como el eje rígido o el eje De Dion, en los que las ruedas están sólidamente enlazadas, de modo que el desplazamiento de una rueda necesariamente genera modificaciones parásitas en la geometría de la otra.
En cualquier caso, tanto en suspensiones dependientes como independientes es habitual conectar indirectamente las ruedas de un mismo tren con barras estabilizadoras, mecanismos capaces de limitar la inclinación de la carrocería mediante la transmisión a las ruedas interiores de parte de la fuerza de compresión ejercida por la fuerza centrífuga sobre las exteriores.

## Estructura y geometría de la suspensión

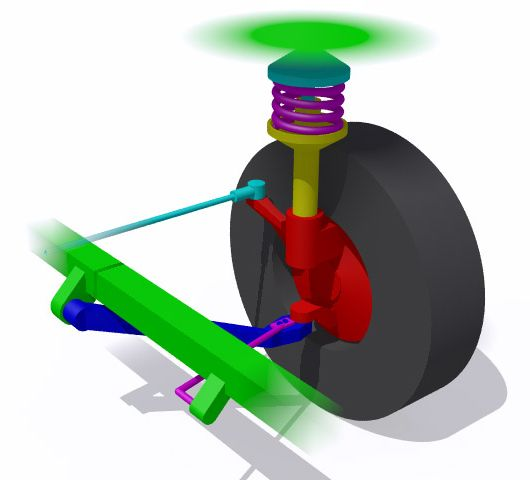
Una suspensión MacPherson simple en la rueda delantera izquierda de un vehículo con tracción trasera.

La suspensión es junto con los neumáticos el único componente que separa a los ocupantes del vehículo de la carretera. Está constituida por un sistema de resortes metálicos, o menos frecuentemente de goma, neumáticos o magnéticos, que aíslan de las irregularidades de la carretera a la carrocería, cuyas oscilaciones son detenidas por medio de amortiguadores, generalmente hidráulicos, que transforman la energía cinética en calorífica. 
Adicionalmente, la suspensión de casi todos los vehículos utiliza una serie de elementos estructurales que accionan resortes y amortiguadores, guiando a las ruedas en su recorrido. Estas conexiones mecánicas son conocidas genéricamente como brazos de suspensión y suelen clasificarse en función de su ubicación; bien horizontal -brazos propiamente dichos, triángulos o trapecios- o bien vertical -pilares o conjuntos strut de muelle y amortiguador-.
El número y disposición de estos brazos, ya sea transversal o longitudinal, junto con la de determinados mecanismos auxiliares -tirantes de reacción, barras estabilizadoras o mecanismos de guiado lateral- da lugar a los diferentes sistemas de suspensión. En las suspensiones independientes estos conjuntos de brazos y mecanismos se denominan trenes, mientras que en las suspensiones dependientes se habla en su lugar de ejes. El análisis de las características dimensionales y cinemáticas de estos conjuntos de elementos se define como geometría de suspensión.

### Ventajas frente a lassuspensiones no independientes
Tradicionalmente los sistemas de suspensión independiente requieren un esfuerzo de ingeniería adicional que supone un gasto en desarrollo importante y en el caso de los trenes propulsores unos mayores costes de fabricación frente a las transmisiones convencionales. A cambio aportan dos grandes ventajas desde el punto de vista de la dinámica de vehículos; por un lado permiten que cada rueda trabaje sin verse afectada por el desplazamiento de las demás y por otro reducen drásticamente la masa no suspendida, características que redundan en un mayor confort para los ocupantes y un mejor comportamiento del vehículo. 
En el tren delantero las suspensiones independientes pronto se universalizaron por su positiva influencia en el comportamiento de la dirección. La elevada masa no suspendida de los ejes rígidos directrices los hace muy sensibles a cualquier desequilibrio en las ruedas, susceptible de provocar "shimming" (zigzagueo con pérdida de capacidad direccional) por los rebotes a los que se ve sometido el eje. Para evitarlo los vehículos con eje rígido delantero requieren continuos equilibrados y el uso de amortiguadores de dirección, complicaciones evitadas en gran medida con los primeros sistemas de suspensión delantera independiente.
En el tren trasero las primeras suspensiones independientes distinguieron a marcas como Tatra o Mercedes-Benz. Su popularización sin embargo se debe a la aparición de vehículos con motor trasero, en los que el conjunto trasero fijado al chasís obliga a utilizar semiejes articulados para permitir el movimiento de las ruedas. En vehículos con motor delantero y propulsión trasera su difusión fue mucho más lenta debido a los problemas de guiado del tren propulsor al que se enfrentaron los primeros sistemas independientes. En contraposición los sistemas de suspensión dependiente mantienen en todo momento la superficie de rodadura en contacto con la carretera de modo natural, razón por la que muchos de estos sistemas se mantuvieron en vehículos de prestigio hasta bien entrados los años 80. En la actualidad se siguen utilizando en los ejes traseros de muchos vehículos industriales y de algunos vehículos de tracción delantera de bajo coste.

## Tipos
Existen muchos tipos de suspensiones independientes y distintas formas de clasificarse. Las más habituales lo hacen en función del tren en que se utilizan y de si este es o no motriz o directriz, de la disposición transversal o longitudinal de los brazos o de si la rueda se articula o no sobre una mangueta. En este caso se atenderá a la aparición de los distintos sistemas y a su evolución, por lo que se verán en primer lugar los utilizados en el tren delantero, anteriores en el tiempo.

### Pilar Deslizante

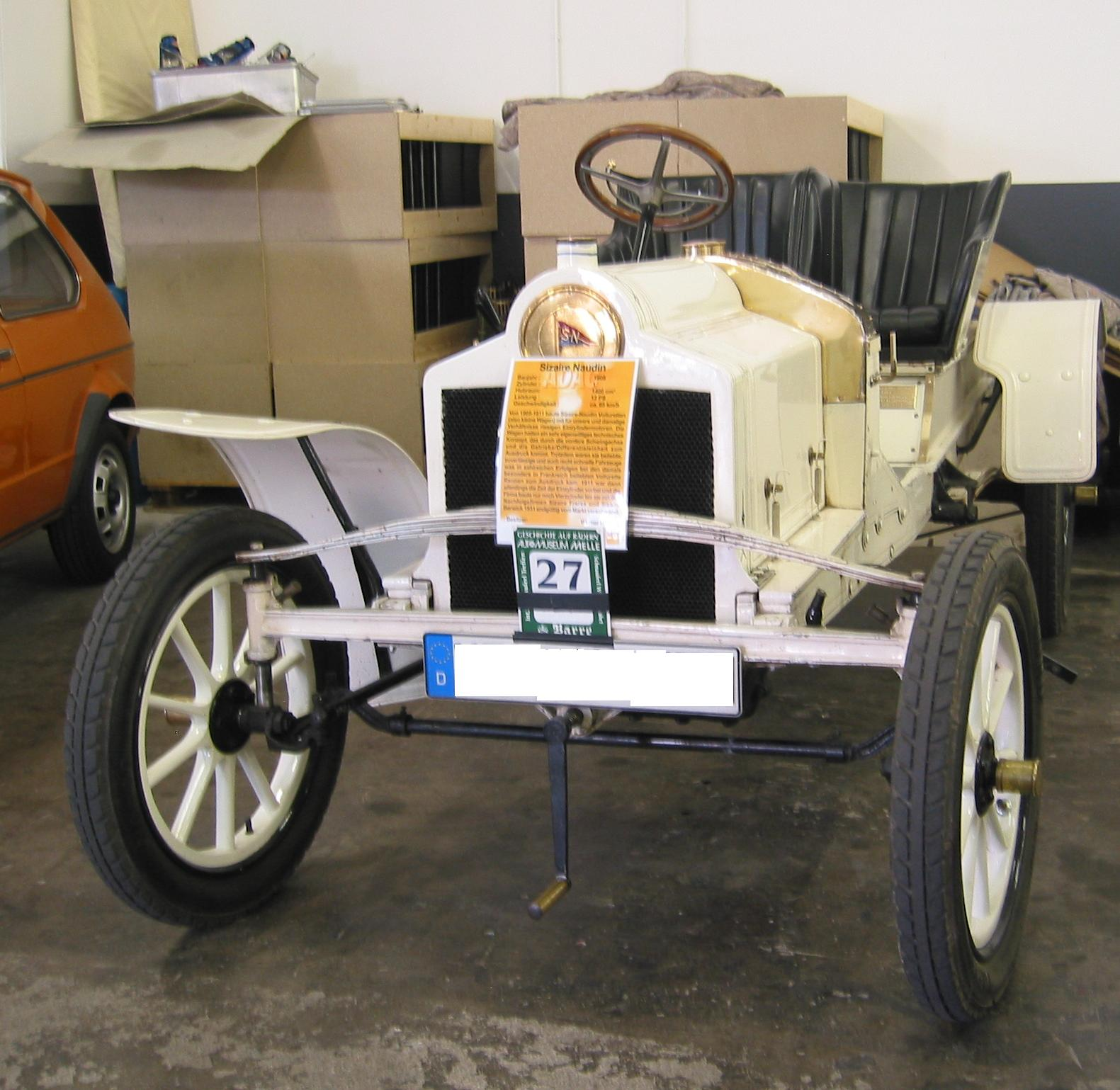
Pilar deslizante en un Sizaire-Naudin 1908

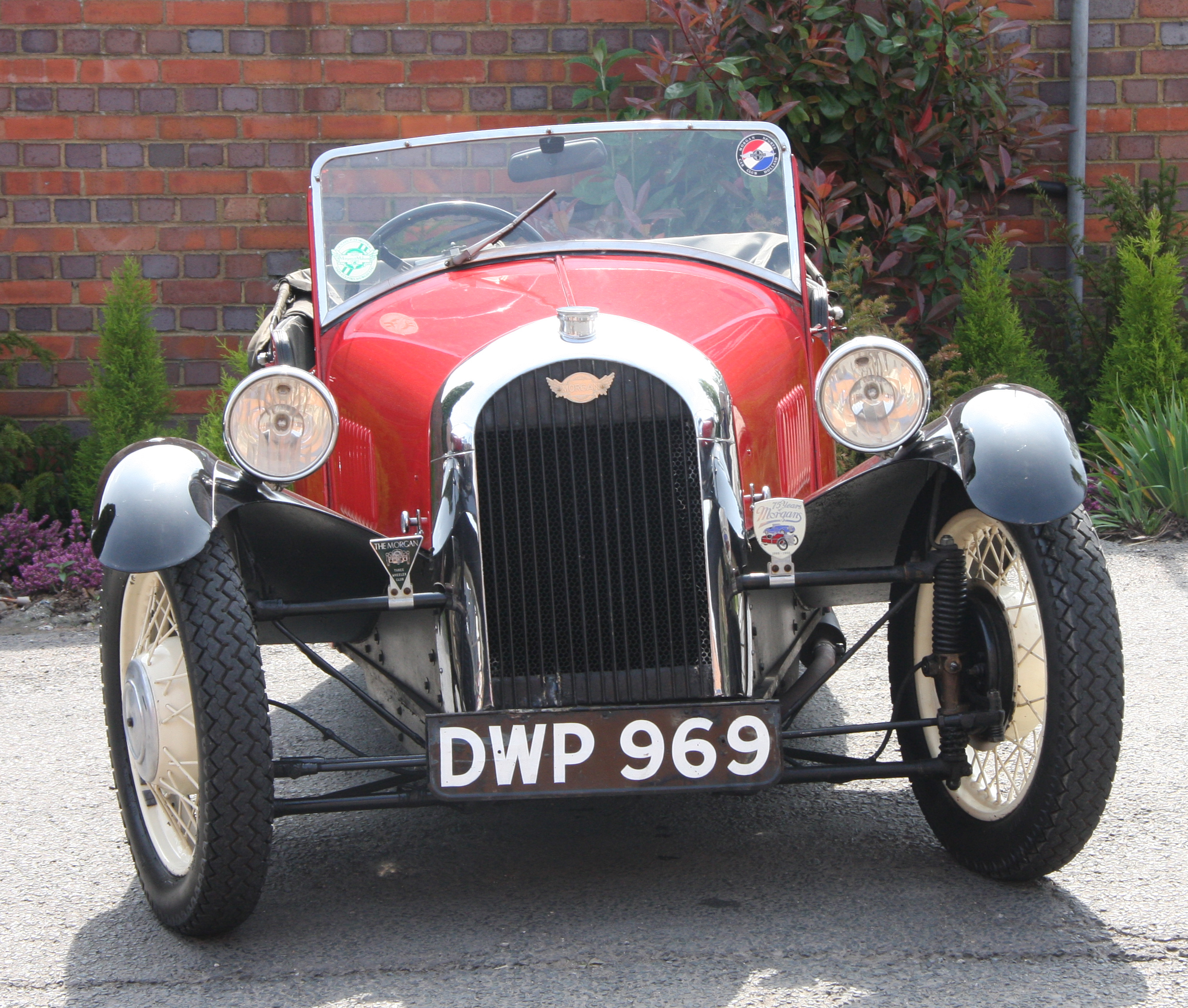
Eje deslizante en un Morgan F4 tricycle; los "brazos" son en realidad dos ejes rígidos superpuestos y los pilares son fijos, deslizándose únicamente los ejes de las ruedas

Fue el primer tipo de suspensión independiente utilizado en ejes directrices, empleado ya en 1898 por la compañía Decauville, Lancia fue el último fabricante de gran serie en utilizarlo, con el Lancia Appia como exponente final en la década de 1950. En la actualidad se utiliza en vehículos recreativos y en algunos modelos de la marca Morgan.
A diferencia de todos los sistemas de suspensión desarrollados posteriormente no utilizaba ningún tipo de brazo horizontal, sino que era la evolución de un pivote de dirección, adaptado para permitir su deslizamiento sobre un pilar vertical. Originariamente constaba de dos de estos pilares verticales, unidos entre sí mediante un eje rígido, al que podía sustituir fácilmente en vehículos con chasis separado de la carrocería. En su primera interpretación, el sistema empleado en los Decauville y otros microcoches como los Sizaire Naudin o los Eisenach, utilizaba como pilares cilindros huecos, sujetos al eje rígido por su parte central, dentro de los que se deslizaban unos pistones que comprimían algún tipo de resorte en su extremo superior y a cuyo extremo inferior se acoplaba el pivote de dirección que soportaba el buje, formando un mecanismo telescópico similar al pilar -strut- de una moderna suspensión MacPherson, pero sin ningún brazo inferior. 
En vehículos de mayor tamaño se utilizó un sistema invertido más robusto, ideado por el diseñador de suspensiones J. Walter Christie, más conocido por sus trabajos para suspensiones de tanques. En esta disposición invertida el pilar no es hueco sino que está formado por una viga sólida, conectada al chasis a diferencia del sistema anterior por ambos extremos. El pivote de dirección por su parte es hueco y se desplaza sobre el pilar, comprimiendo un muelle concéntrico a este y encapasulado entre ambos. Otras variables incorporaron al sistema un amortiguador hidráulico -Lancia-, o redujeron el elemento deslizante a los vástagos horizontales -spindles o ejes de rueda- comprimidos entre un muelle superior y uno inferior visibles desde el exterior, dando lugar al llamado eje deslizante de los vehículos Morgan. 
Sus principales ventajas estaban en su simplicidad y en la similitud con los ejes rígidos, lo que permitió su fácil adaptación a vehículos con chasis separado de la carrocería. Sin embargo la fijación sólida de ejes y pilares a la carrocería, provocaba que transmitieran la inclinación de esta a las ruedas, haciendo el sistema inadecuado para ejes motrices que requieren un sistema capaz de variar el ángulo de caída, como por ejemplo el eje oscilante.  En el tren directriz esta falta de caída, menos problemática de cara a la estabilidad, implicaba sin embargo una notable variacíon de la vía -distancia entre el centro de las dos ruedas del tren- al inclinarse la carrocería, que complicaba el uso de sistemas de dirección modernos basados en manguetas y rótulas, lo que originó su paulatina sustitución por sistemas basados en brazos.

### Suspensión Dubonnet

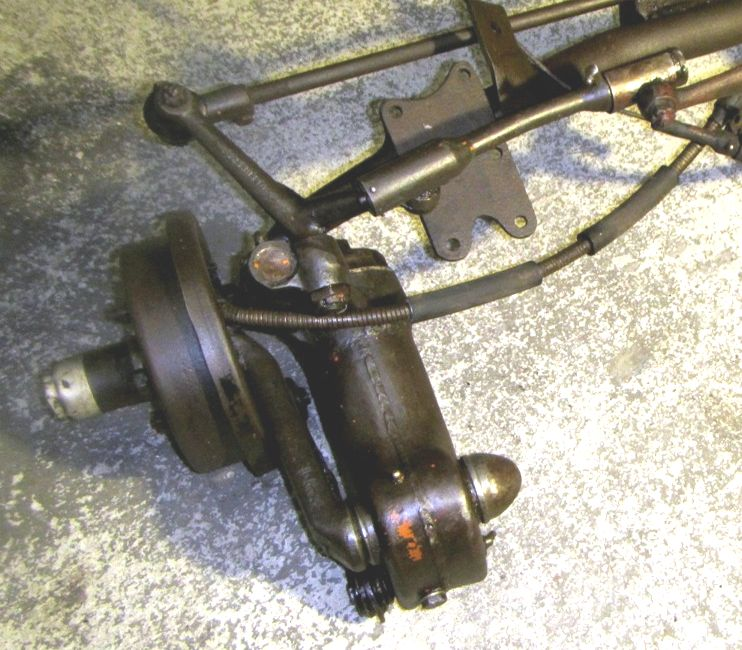
Suspensión Dubonnet; el conjunto muelle/amortiguador gira libremente sobre un pivote de dirección en un extremo, mientras que la biela de suspensión se articula sobre el otro.

Tipo de suspensión empleado durante las décadas de 1930 y 1940, comparte con el sistema anterior el uso de muelles encapsulados en los extremos de un eje rígido delantero, a los que también podía sustituir fácilmente en vehículos con chasis independiente de la carrocería.
Diseñada por el prolífico ingeniero francés André Dubonnet, el système Dubonnet fue presentado al público en el Salón del Automóvil de París de 1932 sobre un chasis modificado de Hispano-Suiza H6. El sistema alcanzó tal éxito que se incorporó con diversas variaciones a la producción de Fiat, Alfa Romeo, Delahaye y General Motors -en esta última bajo el nombre de Knee-action Ride, inicialmente como opción en el Chevrolet Master de (1934) y luego de serie en los Chevrolet y Pontiac como alternativa a los dobles triángulos de sus otras marcas-. 
El sistema, precursor en la introducción de brazos longitudinales, colocaba las vástagos de las ruedas en el extremo de unas bielas similares a las del mecanismo de pedaleo de una bicicleta, tiradas -trailing links- o empujadas -leading links- en el sentido de la marcha según el fabricante. Mediante un mecanismo de manivela, cada biela comprimía un conjunto de muelle y amortiguador bañado en aceite y encapsulado en un contenedor fijado a un pivote de dirección. 
De este modo se reducía al mínimo la masa no suspendida procedente de la suspensión/dirección -únicamente bielas, tambores de freno y la propia rueda- y se conseguía que las barras que accionaban los pivotes de dirección se conectaran directamente, sin el complicado varillaje de los sistemas de la época, por lo que no estaban sujetas a ningún movimiento que debiera absorber la suspensión. Como resultado el tacto de conducción era más refinado que el de los primitivos sistemas planar o double wishbone sin rótulas de sus rivales, con una dirección sin holguras, que hacía imperceptibles las vibraciones al volante. 
Sin embargo el sistema no estaba exento de problemas. Dinámicamente su reducidísima masa no suspendida y la elevada relación de palanca con la que trabajaban los conjuntos, hacían al sistema propenso a oscilar armónicamente, provocando "shimming" (zigzageo con pérdida de capacidad direccional) bajo determinados tipos de ondulaciones continuadas propias de las carreteras de la época. Por otra parte su funcionamiento requería un control exhaustivo del nivel de aceite de conjuntos, al que muchos usuarios no estaban acostumbrados. Finalmente la aparición de las manguetas de dirección con rótulas supuso una mejora sustancial en la interacción de los sistemas de dirección y suspensión, permitiendo la estandarización de las suspensiones basadas en dobles triángulos que forzaron su desaparición. Su última aplicación en un vehículo convencional fue probablemente el Vauxhall Velox de 1948, retorno de tecnología de preguerra del grupo G.M a su filial inglesa, utilizándose después en algunos micro coches como el BMW 600. 
Un vestigio de este primitivo sistema de accionamiento son los lever arm shockers- amortiguadores de palanca accionados por mecanismos de manivela- que no fueron definitivamente sustituidos por amortiguadores telescópicos hasta muchos años después, siendo quizá el Morris Marina su último usuario.

### Ejes Oscilantes

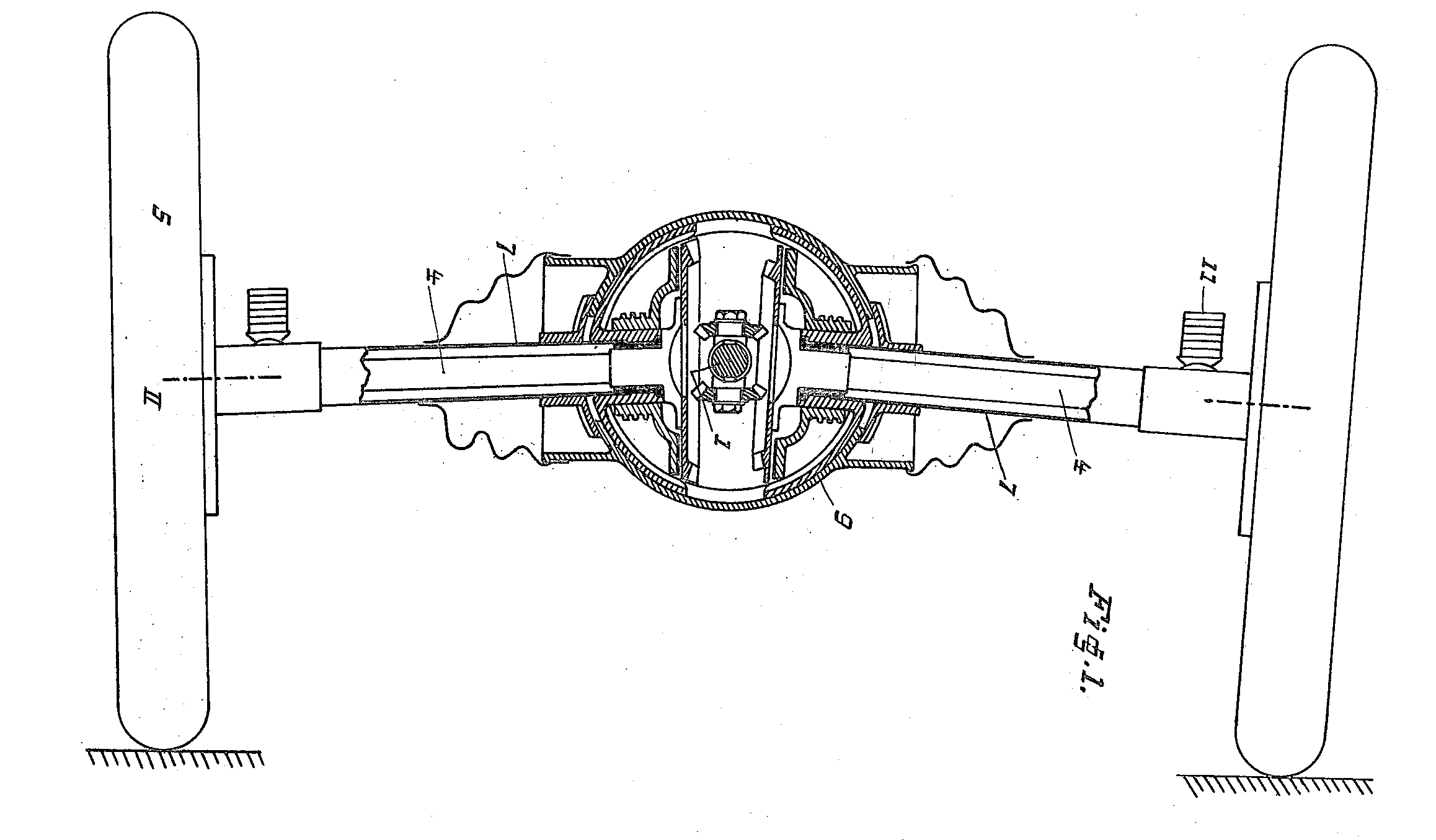
Ilustración de la patente de Rumpler

Fue el primer tipo de suspensión independiente utilizado en trenes traseros motrices. 
Diseñado y patentado por Edmund Rumpler en 1903, no vería su primera aplicación en serie hasta la aparición del Rumpler Tropfenwagen de 1925, para extenderse rápidamente a la producción de Tatra y popularizarse a partir de la siguiente década en las suspensiones traseras de Mercedes-Benz. 
La patente de Rumpler permitió por primera vez independizar los movimientos de las ruedas motrices del diferencial. Esta innovación hizo posible la aparición de automóviles con motor central o trasero como el Tropfenwagen o los Mercedes-Benz Heckmotor, en los que el pesado conjunto del motor cambio estaba necesariamente fijado al chasis formando parte de la masa suspendida. 
Tuvo su apogeo con la difusión de vehículos de este tipo en décadas posteriores como el Escarabajo, el 4/4, o el Chevrolet Corvair, utilizándose también por vehículos de motor delantero, en particular en los Mercedes-Benz  -en los que fue una característica distintiva durante más de 30 años- y en algunos deportivos como el Triumph Spitfire o el Pontiac Tempest. 

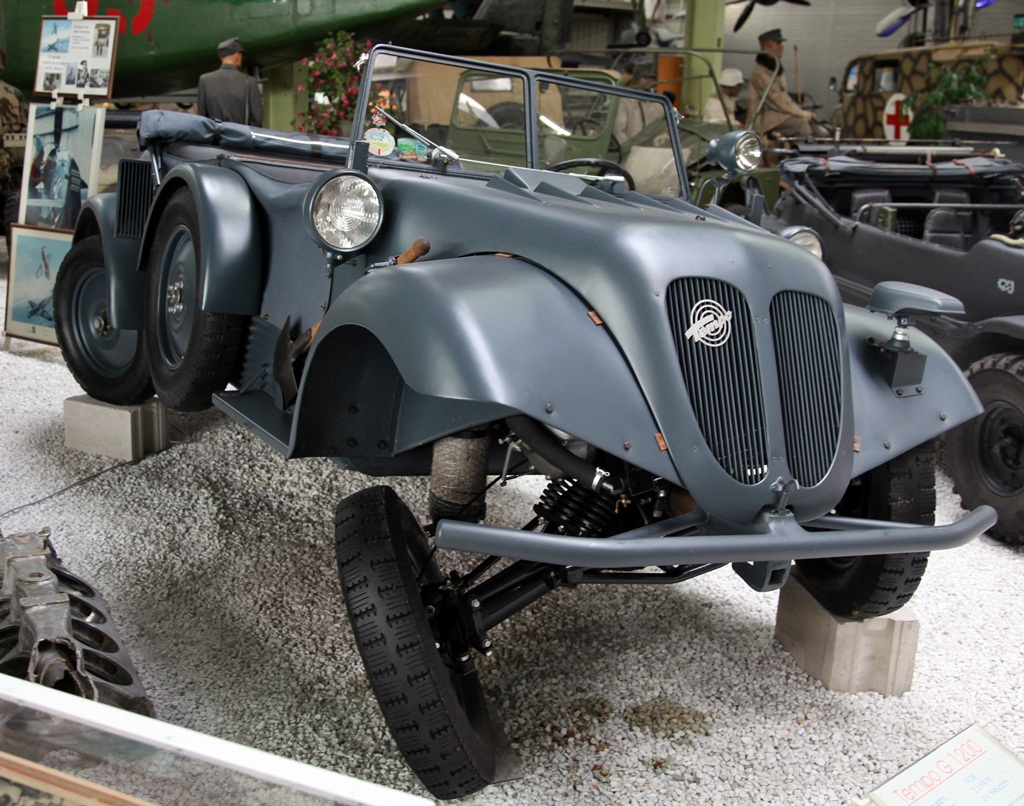
Tempo G 1200 (1936).Con un conjunto motor/transmisión por tren

Con mucha menor difusión, el sistema también se utilizó en trenes delanteros, tanto motrices como en los Tatra, en los Tempo G 1200 / T 1200  e incluso en el raro Lightburn Zeta de tracción delantera, como no motrices, caso del kit de conversión a suspensión delantera independiente de la Allard Motor Company  y del Twin I-Beam de Ford. También se utilizó en los trenes de aterrizaje de los pioneros de la aviación. 

#### Características
Su diseño deriva de un eje rígido, modificado mediante la fijación al chasis del diferencial y la introducción de articulaciones entre este y las trompetas. 

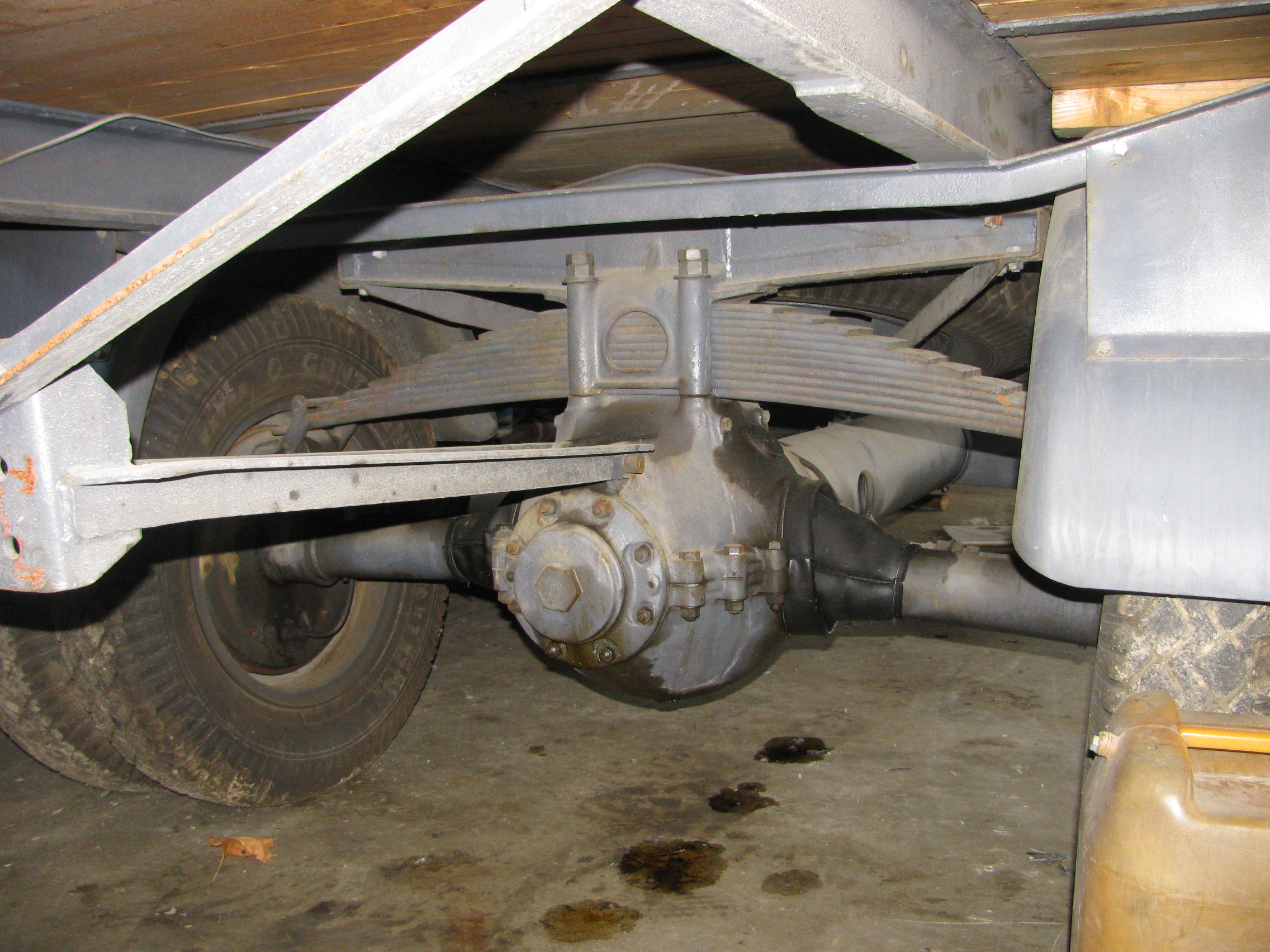
Ejes oscilantes en un Tatra T27B, nótese el diferencial fijado al chasis, el ballestón transversal y la ausencia de brazos de empuje

Para ello los semiejes pasan a conectarse al diferencial mediante juntas cardánicas, mientras que los mangones o "trompetas" que los cubren actúan como brazos articulados que oscilan verticalmente respecto de la carcasa del diferencial sobre la que se articulan, manteniendo su otro extremo solidario con el cubo de la rueda sin ninguna articulación. 
A consecuencia de esta unión rígida, los desplazamientos de la rueda necesariamente implicarán modificaciones en la geometría de la suspensión. Así en su desplazamiento vertical a lo largo del recorrido de la suspensión, la rueda describirá un arco en torno al diferencial que modifica el ángulo de caída que será tanto más acusado cuanto más cortas sean las trompetas. Como contrapartida el más mínimo desplazamiento horizontal de la rueda será suficiente para provocar una modificación parásita de la  convergencia.
Esta característica supuso una importante ventaja de cara a la geometría de la suspensión, pues dio por primera vez respuesta al problema de la gestión de los ángulos de caída al que se enfrentaron los sistemas pioneros de suspensión independiente: 
La suspensión de un vehículo tiene la doble función de permitir la superación de obstáculos y de mantener la estabilidad de la carrocería cuando esta se inclina al tomar una curva. Para ello es necesario que el tren haya sido diseñado de modo que pueda modificar continuamente los ángulos de caída de las ruedas interior y exterior -camber gain-, logrando que permanezcan perpendiculares a la carretera en todo momento. De otro modo se inclinarían con la carrocería apoyándose en los flancos de los neumáticos con el consiguiente riesgo de desllantado.
Con el sistema de Rumpler se consiguió no solo el movimiento relativo de las trompetas respecto del diferencial, sino que la inclinación de este se transmitiera a su vez a las trompetas, induciendo en curvas caída negativa en la rueda exterior donde se está produciendo el apoyo y positiva en la exterior para mantener la mayor parte de la banda de rodadura en contacto con la carretera Además, el pesado diferencial -o el conjunto motor cambio en los vehículos con motor trasero- pasó a formar parte del peso suspendido del vehículo, con la ventaja añadida de que el propio diferencial fijado a la carrocería actúaba como mecanismo de control lateral. 
Como mencanismo de control longitudinal incilamente se utilizó simplemente el ballestón transversal de la suspensión -como en el Rumpler Tropfenwagen- de modo que el propio resorte evitaba el movimiento hacia delante o detrás de la rueda. Posteriormente con la aparición de las suspensiones por muelles helicoidales se utilizaron brazos de empuje oblicuo como en el Chevrolet Corvair o Renault 8 y rara vez brazos tirados -análogos a los de los ejes rígidos- como los del Vw Escarabajo. Los brazos de anclaje oblicuo tíenen la ventaja de guiar la rueda en un sentido casi vertical, evitando el desplazamiento hacia delante y detrás -wheel recession- característico de las ruedas guiadas por brazos tirados, muy propenso a modificar la convergencia en este sistema debido a la escasa longitud de las trompetas desde su articulación. Renault por su parte optó en los 4/4 y Dauphine por prescindir de brazos, guiando las trompetas desde su articulación al transeje. Para ello cada trompeta contaba en su extremo interior con dos muñones a los que se acoplaban rodamientos cónicos de agujas alojados mediante jaulas en la carcasa del transeje. 
Como resorte se utilizaron inicialmente ballestones transversales y posteriormente muelles helicoidales o barras de torsión, acompañados en ocasiones de bandas textiles para controlar el puente en extensión junto con amortiguadores hidráulicos o de fricción.

#### Problemas
El sistema proporcionaba buenos resultados en terreno bacheado, hacía posible el uso de motores traseros e inducía caídas de modo natural, por lo que obtuvo una gran difusión hasta los años 50 del pasado siglo. Sin embargo la unión rígida del semieje a la rueda condicionaba la dinámica de la suspensión, generando problemas difíciles de superar:

Característicos efectos de variación del ángulo de caída a lo largo del recorrido de suspensión y disminución de vía al izar el vehículo

Por un lado, si bien el sistema induce caída negativa en la rueda exterior y positiva en la interior de forma natural, el ángulo de dichas caídas es muy superior al óptimo y depende de la longitud de las trompetas, necesariamente inferior a la mitad de la anchura del coche. Este problema se hace patente en frenadas de emergencia, donde al elevarse la parte trasera del coche las ruedas adquieren tal grado de caída positiva que apenas contribuyen a la acción de frenado .
Por otro, el empleo de las trompetas como brazos de suspensión produce un efecto indeseable conocido como "acuñamiento" o "tuck under" -meterse debajo en inglés-, que en casos extremos llega a provocar el vuelco del vehículo en curvas tomadas a cierta velocidad. Este efecto se debe a que a diferencia de otros sistemas, no se utiliza un segundo brazo para controlar la fuerza lateral que ejerce el neumático para oponerse a la fuerza centrífuga que empuja la parte inferior de las ruedas exteriores hacia el interior de la curva, sino que es simplemente la inclinación del diferencial respecto al semieje la que mantiene a este paralelo a la carretera. Como resultado, cuando la fuerza centrífuga superaba la fuerza ejercida por el peso del vehículo sobre el diferencial, la rueda exterior rotaba sobre sí misma en lugar de derrapar, adquiriendo una acusada caída positiva que inclinaba la trompeta a la que estaba unida perpendicularmente. Este súbito cambio de geometría provocaba el temido efecto jacking and tuck-under por el que la rueda pasaba a apoyarse en su flanco, inclinando la trompeta que elevaba la carrocería al tiempo que disminuía la vía trasera.
El problema se abordó desde distintas posiciones. Renault recurrió a aplicar el peso de la carrocería directamente sobre las trompetas mediante unos topes de goma situados en su parte superior. El sistema, denominado suspensión aerostable, se introdujo en el otoño de 1959 en los Renault Dauphine y Floride y se dejó de emplear en 1962. Consistía en el uso de unos topes de goma, que en el caso del tren trasero se situaban en la parte superior de las trompetas y eran huecos -de ahí el nombre del sistema-. La amortiguación, muy suave, permitía la inclinación de la carrocería hasta cierto punto, a partir del cual entraban en acción los topes, de modo que el propio peso de la carrocería evitaba que la rueda adquiriese caída positiva.

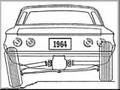
Corvair del 64 con ballesta inferior

Otros fabricantes se enfrentaron a la fuerza lateral recurriendo a resortes cuya función era mantener los semiejes perpendiculares al diferencial aún a costa de reducir la flexibilidad del eje trasero. Tras la publicación del libro Unsafe at any Speed que ponía en cuestión la seguridad del Corvair, Chevrolet incorporó en 1964 un mecanismo denominado "compensador de caída" consistente en una ballesta transversal que conectaba la parte inferior de los cubos de las ruedas con el diferencial, para terminar adoptando una suspensión por brazos superpuestos derivada de la del Chevrolet Corvette un año después. En lugar de trompetas la suspensión original del Corvair empleaba semiejes parcialmente descubiertos guiados por grandes triángulos de anclaje oblicuo similares a los de las suspensiones de brazo semitirado. Esta disposición atípica facilitó la adopción al año siguiente de una suspensión derivada de la del Chevrolet Corvette en la que la rueda era soportada por una mangueta articulada entre el brazo inferior y el propio semieje dotado de una segunda junta cardánica en su unión a la rueda muy similar a la del Jaguar E-Type. Este esquema en el que el semieje actúa como brazo superior en una geometría de brazos superpuestos sería mantenida por ambas marcas durante más de treinta años y es en esencia un derivado de la vieja suspensión por ejes oscilantes. 
Por su parte Volkswagen y Mercedes-Benz recurrieron a mecanismos que conectaban ambas ruedas, en el caso de VW mediante una barra denominada "Z-bar" que conectaba los brazos de empuje transfiriendo parte de la fuerza de compresión de una rueda a la otra de modo contrario a una barra estabilizadora, de modo que cuando una subía la otra era forzada a bajar.
Mercedes-Benz siguió un camino totalmente distinto a la hora de sustituir el tren de ejes oscilantes convencional que venía empleando desde su debut en el Mercedes-Benz W-15 de 1931. El nuevo tren denominado Low-pivot Swing-Axle, fue presentado en los "Ponton" de seis cilindros Mercedes-Benz W-180 (1954) y su uso se extendió a toda la gama Ponton así como a sus sucesores los "Colas" W-110/111/108/112. Se trataba de un eje guiado por brazos de empuje longitudinales y dividido en dos mitades. El diferencial en lugar de fijarse al chasis iba dispuesto en prolongación de una de las trompetas -más corta-, dando lugar a un eje partido en dos mitades de igual longitud que oscilaban sobre un punto común. Esta única articulación, ubicada en la carcasa del diferencial, se situaba por debajo del eje transversal de las ruedas y basculaba sobre un receptáculo anclado al chasis mediante un vástago fijado con tacos de goma de modo que la transmisión no se movía y formaba parte de la masa suspendida. 
De este modo se conseguía aumentar la longitud de las trompetas, reduciendo así el ángulo de caída, al tiempo que se rebajaba el centro de balanceo, crítico en estas suspensiones. Posteriormente se añadió un "resorte de compensación" (inicialmente un muelle helicoidal a partir del 220SE cupé, sustituido posteriormente por un bloque hidroneumático a partir del 250SE cupé) que mantenía las mitades del eje alineadas, obligando a la trompeta interior a bajar, evitando que adquiriese caída negativa al verse descargada. 
El sistema fue a su vez sustituido a partir de 1968 por el nuevo tren Diagonal Swing-Axle de los W-114/115 "Stroke 8", que pese a su denominación un tanto ambigua, es en realidad una suspensión por triángulos semitirados de anclaje oblicuo. En lugar de trompetas empleaba semiejes articulados en ambos extremos, guiados por enormes triángulos de anclaje oblicuo, disposición similar a la de los BMW Neue Klasse (1962) o Triumph 2000 (1963). Por razones de mercadotecnia sin embargo, su denominación aludía al anclaje diagonal de los trapecios, utilizada también en algunos vehículos con suspensión por auténticos ejes oscilantes como el Chevrolet Corvair. Gracias a este anclaje diagonal, el trapecio era capaz de guiar los semiejes en un plano estrictamente vertical, evitando que la rueda describiera el característico arco -"wheel recession"- de las suspensiones por brazos tirados. De este modo la junta homocinética del lado de la rueda trabajaba con total suavidad -garantizándose la robustez de un tren que pasaba a contar con cuatro juntas-, dotándosele además de geometría antihundimiento. La denominación "swing axle" permitía en cualquier caso homogeneizar la gama, no poniendo en evidencia a la suspensión de la Clase S contemporánea (W108), fiel al antiguo eje low-pivot swing axle. El nuevo tren se montó posteriormente en el Mercedes Benz W123 y en dos generaciones de clase S (W116 y W126). Así mismo sirvió de inspiración para el tren trasero de modelos como el Opel Omega o los Ford Sierra y Scorpio.

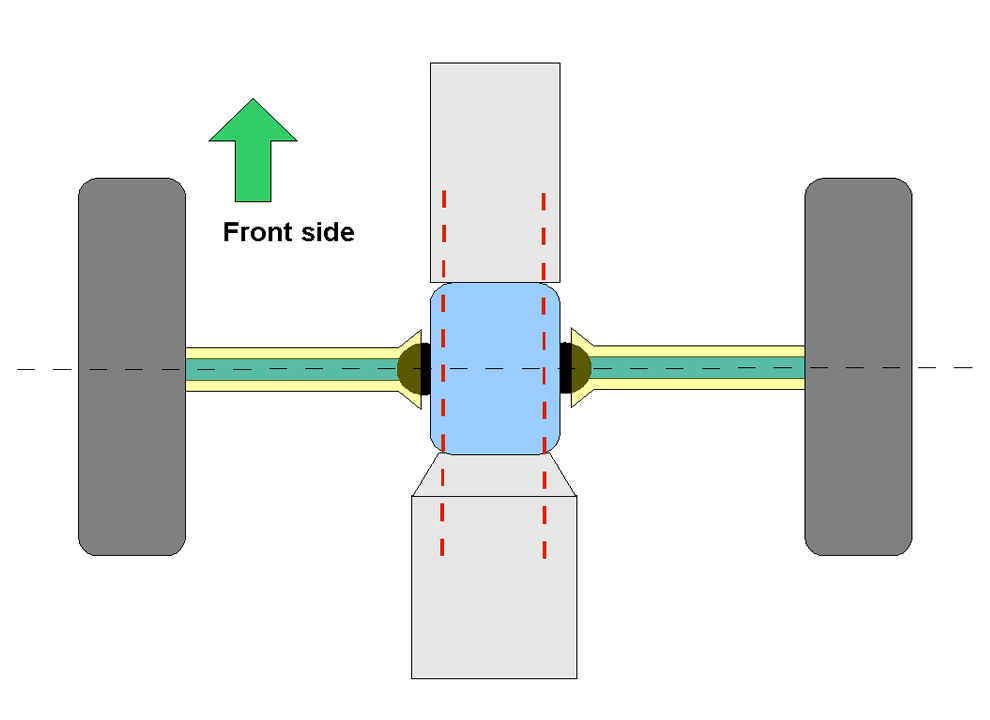
Ejes oscilantes guiados desde la articulación de la trompeta. -Renault Dauphine-
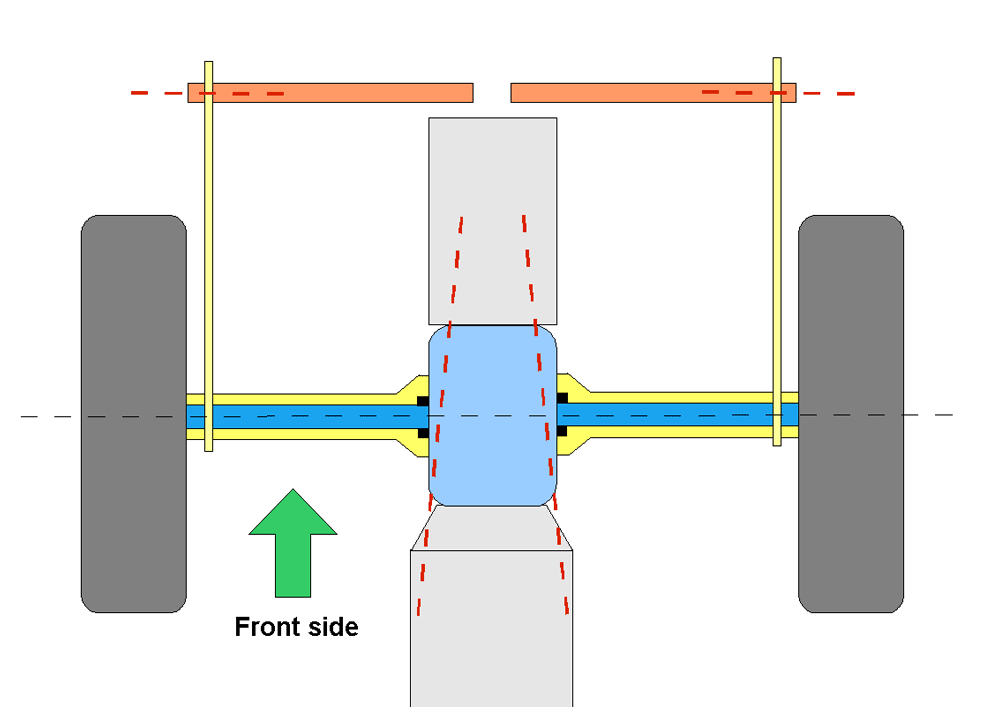
Guiado mediante brazo anclado transversalmene (brazos tirados), propenso a modificaciones parásitas de convergencia -VW Escarabajo-
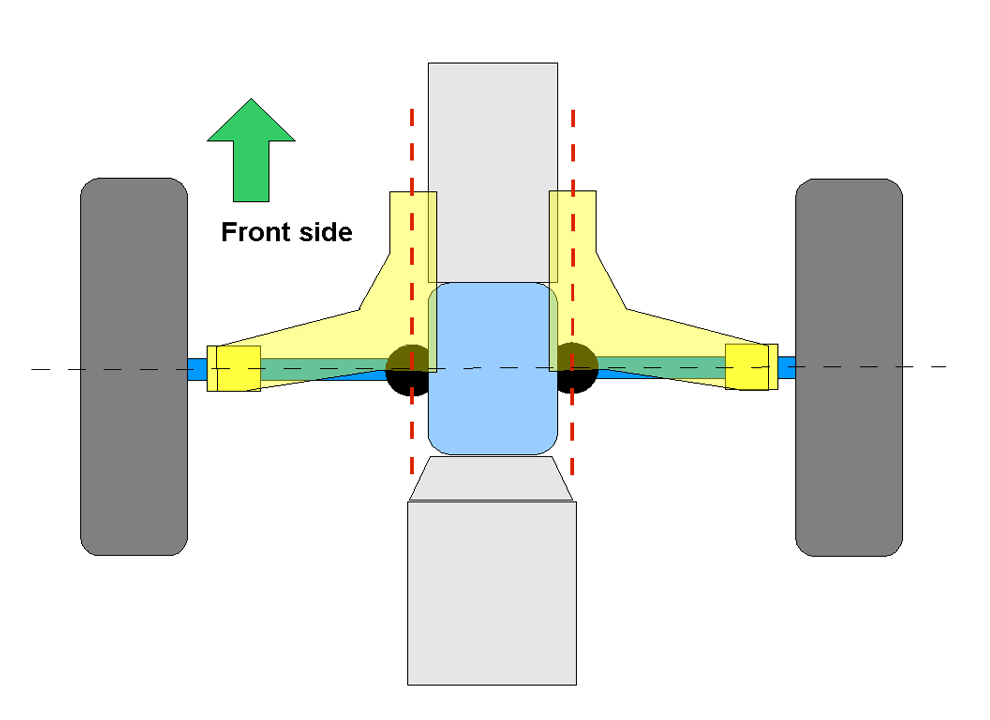
Guiado mediante brazo anclado longitudinalmente. El eje de pivote coincide con el de la trompeta. -Renault 8-
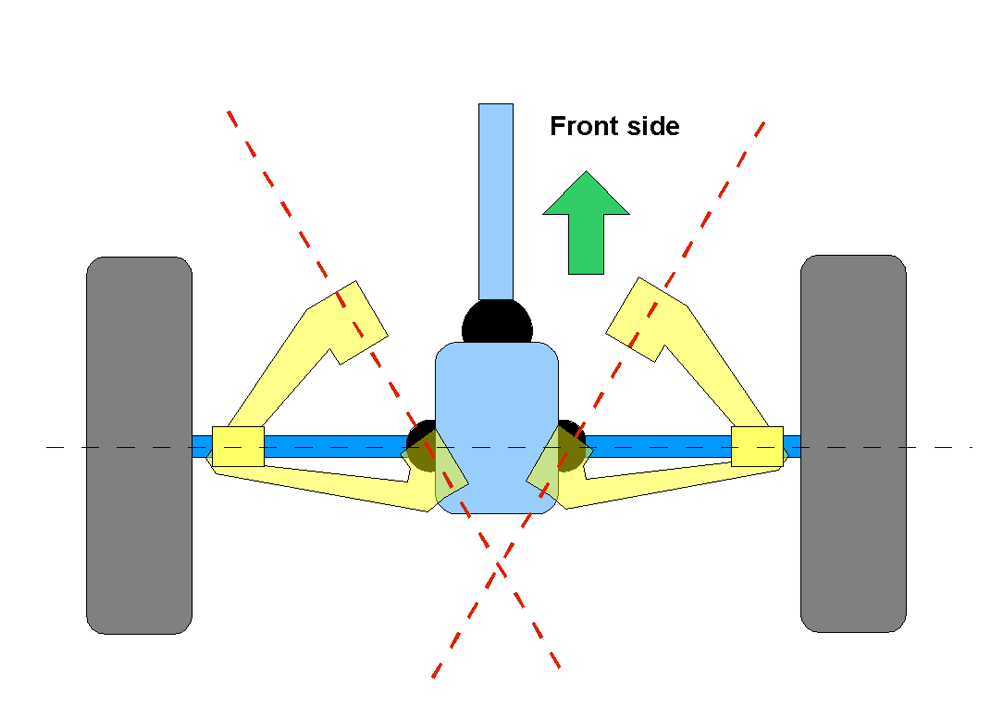
Guiado mediante brazo semitirado anclado diagonalmente. -Chevrolet Corvair-.
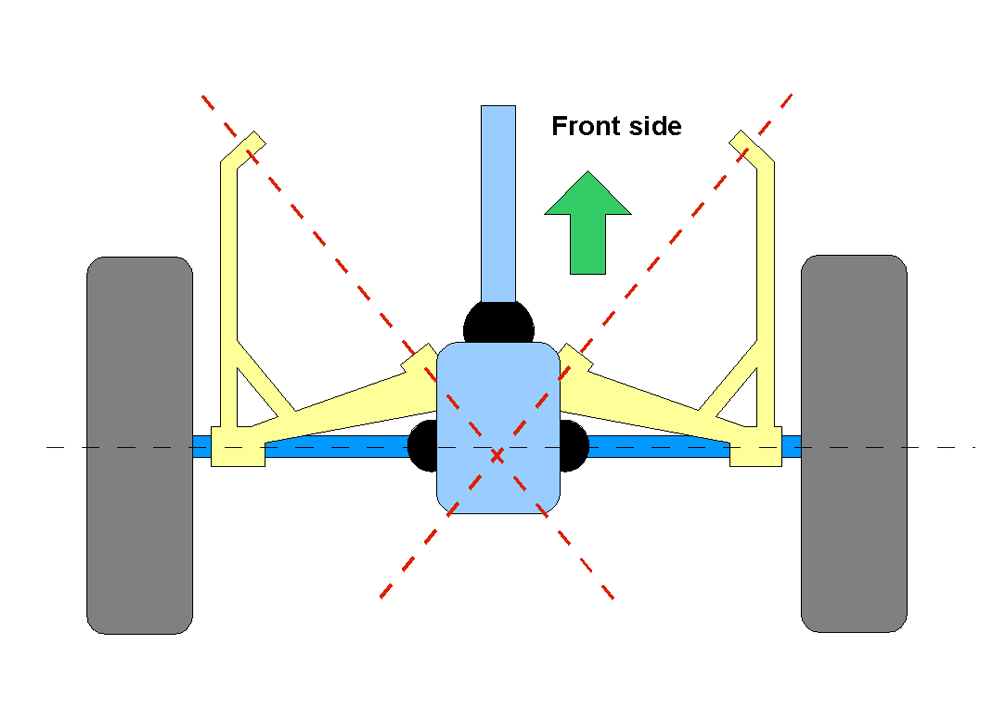
Geometría del eje oscilante diagonal. Sobre este diseño básico Mercedes-Benz utilizó semiejes articulados en ambos extremos.

#### Actualidad

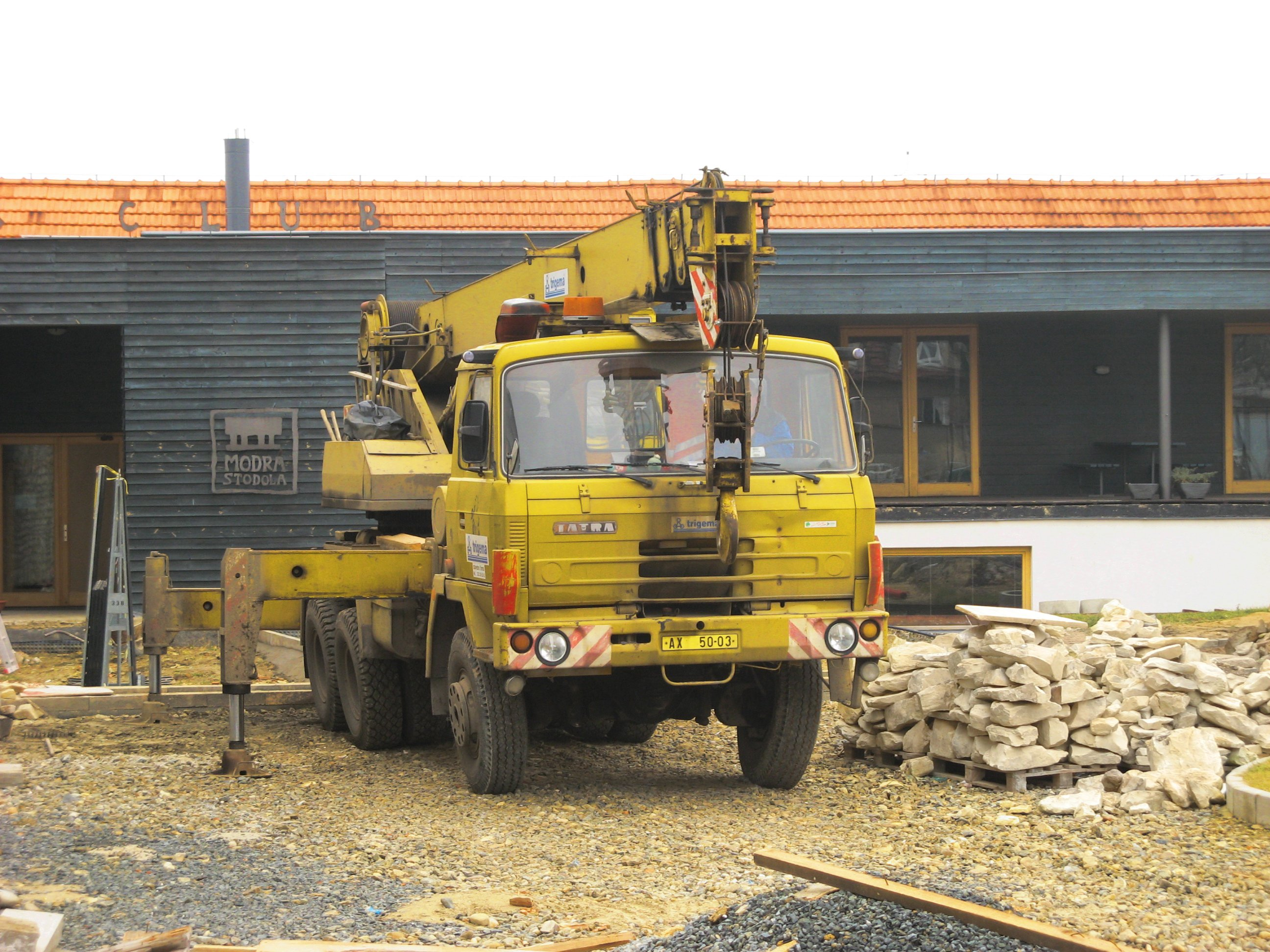
Tatra 815. Apreciable caída positiva al ser izado sobre gatos de fijación

En la actualidad los ejes oscilantes motrices no se utilizan en automóviles convencionales, estando restringido su uso a algunos vehículos recreativos y de obras públicas y especialmente a la gama de vehículos pesados del fabricante checo Tatra. En vehículos ligeros el sistema fue sustituido paulatinamente por alternativas con mejores características de cara a la seguridad y a la geometría de la suspensión. Algunos ejemplos son el Eje De Dion, un tipo de suspensión dependiente que también lleva el diferencial anclado al chasis para reducir la masa no suspendida utilizada en vehículos de prestigio con motor delantero y propulsión trasera o los triángulos semitirados de anclaje oblicuo, presentes en muchos vehículos con motor trasero de las décadas de los años 60 y años 70.

Twin I-Beam

Por su parte los ejes ocilantes no motrices empleados en el tren delantero, como el popular Twin I-Beam de Ford, presentan la gran ventaja de que la longitud de los brazos o trompetas no está condicionada por su articulación sobre la carcasa del diferencial, por lo que se pueden articular en el lado de la carrocería opuesto a la rueda. 
La longitud mucho mayor de los brazos reduce ángulo de caída de la rueda hasta aproximarlo al óptimo, permitiendo un sistema de suspensión independiente sin ninguna articulación de la suspensión en los pivotes de dirección, muy eficaz por su simplicidad en ejes directrices de vehículos industriales.
El Twin I-Beam aparece en la cuarta generación de Ford F-150 y se mantiene en producción hasta 1996. 
En 1980 en colaboración con el especialista en transmisiones Dana Incorporated se desarrolla una versión para ejes delanteros motrices denominada Twin Traction-Beam en la que las trompetas se articulan en el lado opuesto del subchasis, portando una de ellas el diferencial conectado directamente al semieje de su trompeta y mediante una junta cardánica y deslizante al semieje de la opuesta. 
Un sistema similar, con largos brazos oscilantes articulados en el extremo opuesto de la carrocería ya había sido utilizado en los Ford Prefect E93A británicos, así como en el Lotus Eleven MkI que empleaba elementos de la suspensión delantera tomados de estos.

#### Legado
La utilización de los semiejes como brazos de suspensión se mantuvo en diseños de suspensión independiente posteriores, conjugando la simplicidad constructiva de los ejes oscilantes con un control adecuado de la geometría de la rueda. Para ello se introdujeron dos mejoras relevantes, por un lado los semiejes recibieron una segunda junta cardánica en el lado de la rueda evitando así el problema crítico del ángulo de caída inducido por su inclinación y por otro se introdujo un segundo brazo horizontal o strut vertical con el que el semieje y la mangueta formaban un paralelogramo o un triángulo deformables. 
Desde la perspectiva de la época utilizar el semieje como uno de los lados de un triángulo o paralelogramo deformable suponía una gran ventaja constructiva, pues al estar conectado con el centro de la rueda la distancia entre este y el diferencial era constante, obviando la necesidad de junta deslizante de los semiejes motrices de otros tipos de suspensión, de modo que podían utilizarse gruesos ejes cardánicos que portaban la rueda directamente.

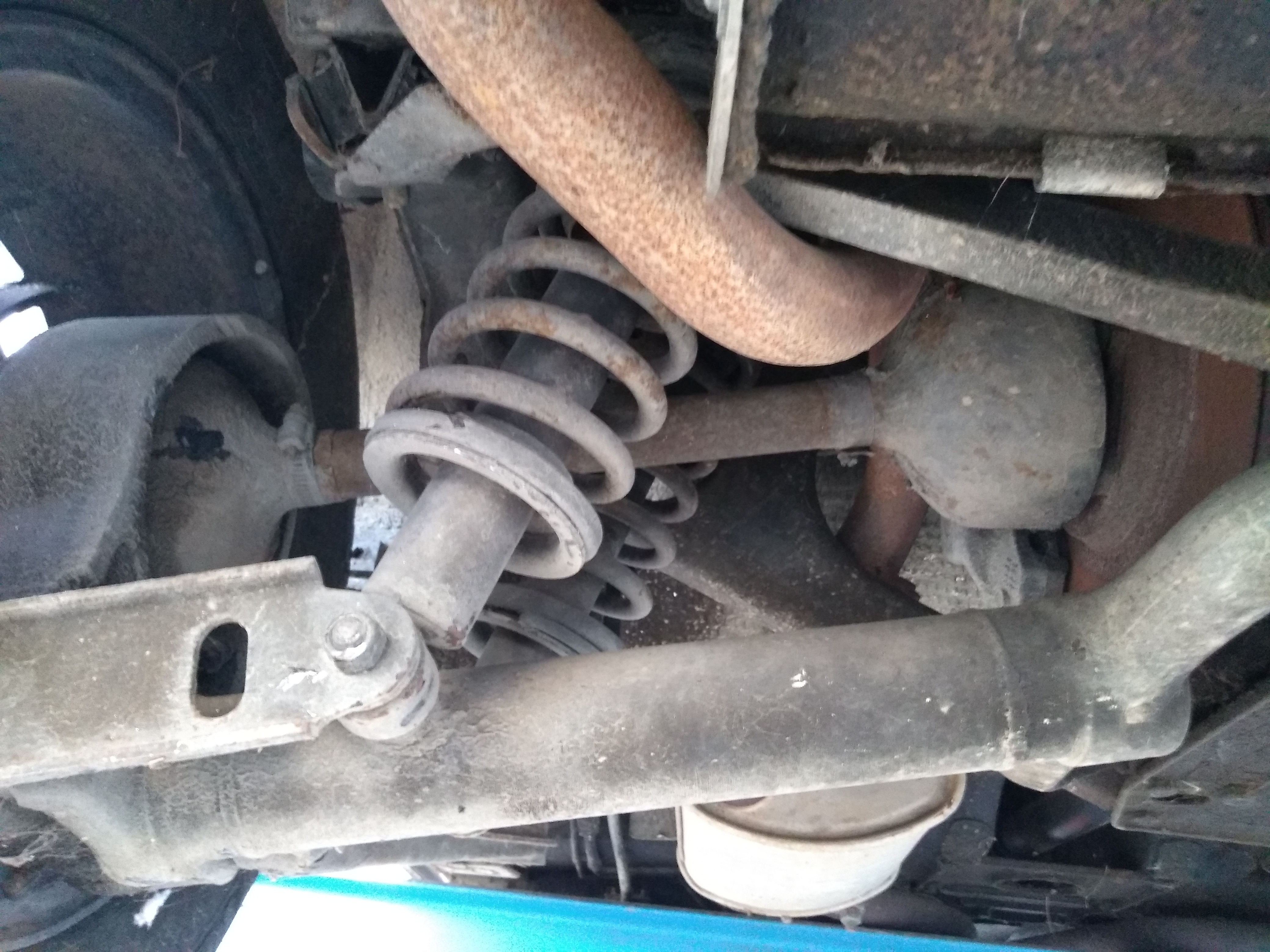
Suspensión clásica Jaguar: Los ejes cardánicos actúan de brazo superior en una geometría de brazos superpuestos, portando y guiando la rueda desde el centro, por lo que utilizan dos robustas juntas no homocinéticas cuyas variaciones de velocidad se compensan entre sí y prescinden de junta deslizante

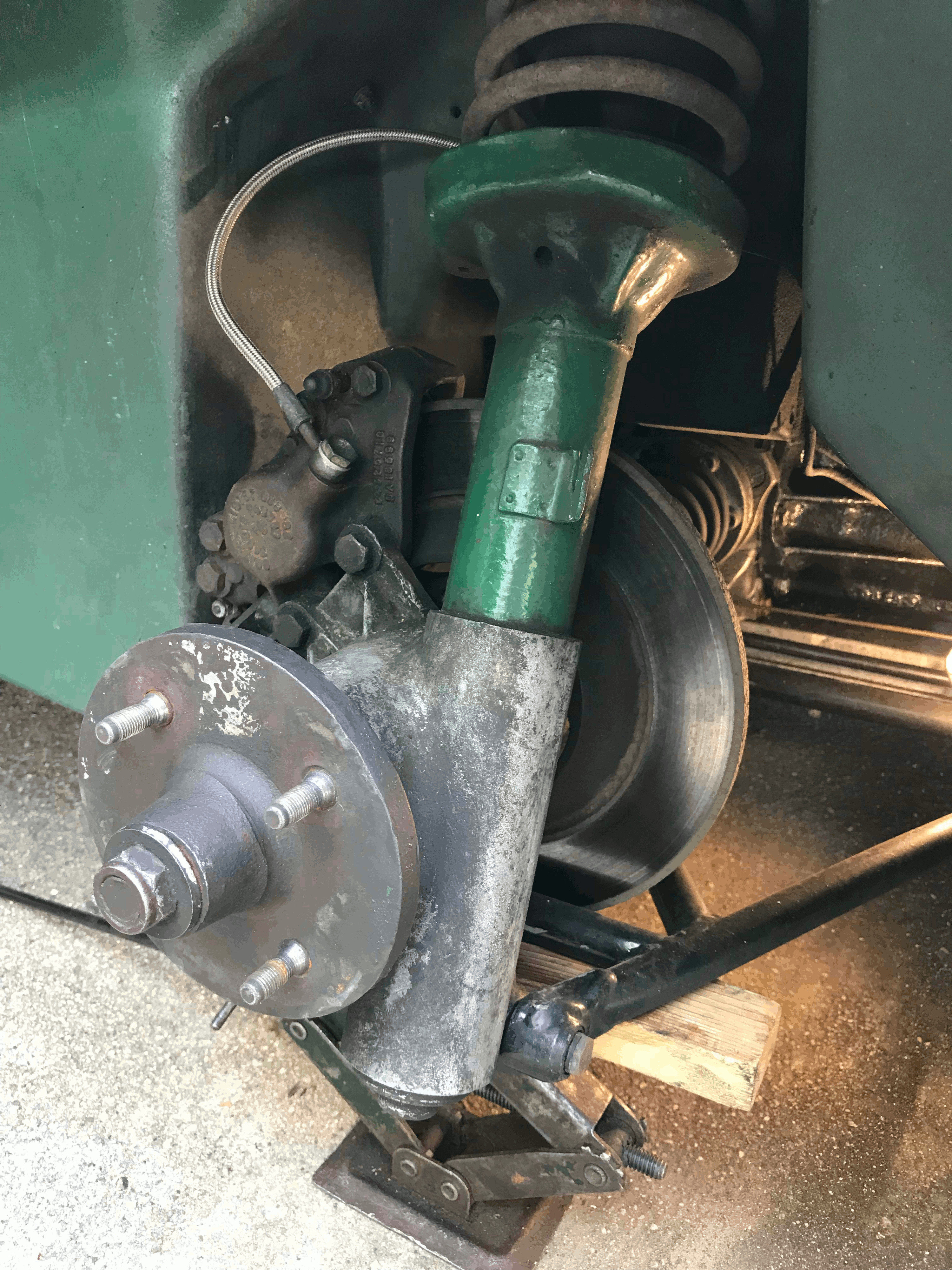
Supsensión clásica Lutus, en este caso los semiejes actúan de brazo inferior

Ejemplos de esta disposición se pueden encontrar por un lado en las suspensiones independientes clásicas de Jaguar, -desde el Jaguar E-Type de 1961 hasta el Aston Martin DB7 de 2006- o de los Chevrolet Corvette -desde el C2 de 1963 hasta el C4 de 2006- y Corvair MKII de 1965. En esta disposición se utilizaban robustos ejes cardánicos que actuaban como brazo superior de un paralelogramo deformable, en el que la junta cardánica transmitía el par y guiaba la geometría de la rueda al portar la parte superior de la mangueta, articulada sobre un segundo brazo inferior. 
Por otra parte, en las suspensiones Chapman, un tipo de suspensión Mc Pherson diseñada por Colin Chapman para los vehículos Lotus cars, el semieje se utilizaba esta vez como brazo inferior en sustitución del trapecio habitual en las suspensiones Mc Pherson, portando la mangueta junto con el conjunto strut de muelle/amortiguador vertical.

### Dobles triángulos o brazos superpuestos

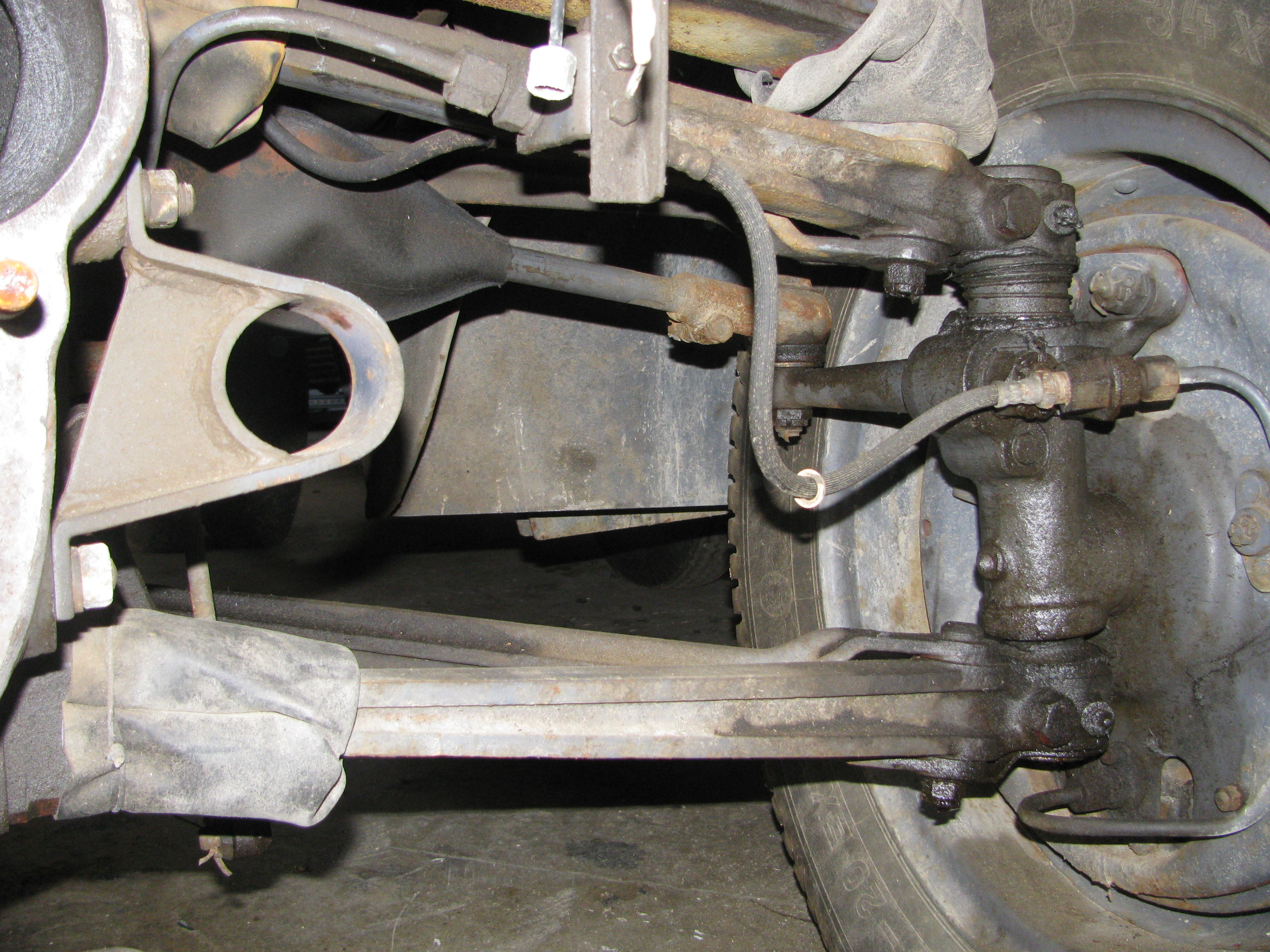
Eje delantero de un camión Tatra T27B con el pivote de dirección articulado entre triángulos superpuestos

Ejemplo de suspensión clásica con triángulos superpuestos in-wheel en funcionamiento

Desde el punto de vista de la geometría de suspensión, la suspensión por brazos, triángulos o trapecios superpuestos – también conocida como doble horquilla o double wishbone en países de habla inglesa – se ha considerado tradicionalmente como el sistema ideal, utilizado desde antes de la aparición de muchos de los otros sistemas. Empleada por primera vez en los años 30 por Packard  y por las marcas de General Motors Cadillac, LaSalle, buick y Oldsmobile, se populariza tras la Segunda Guerra Mundial en las primeras suspensiones independientes de Ford (1949), así como en el grueso de la producción de los grupos Chrysler y G.M tras el abandono del sistema Dubonnet. En Europa este tipo de suspensión fue introducido por Citroën  ya en el Rosalie y posteriormente en el Traction, mientras que Fiat lo utiliza por primera vez en el Fiat 1400/1900 también en sustitución del sistema Dubonnet, adaptándose posteriormente por prácticamente todos los fabricantes mundiales. 

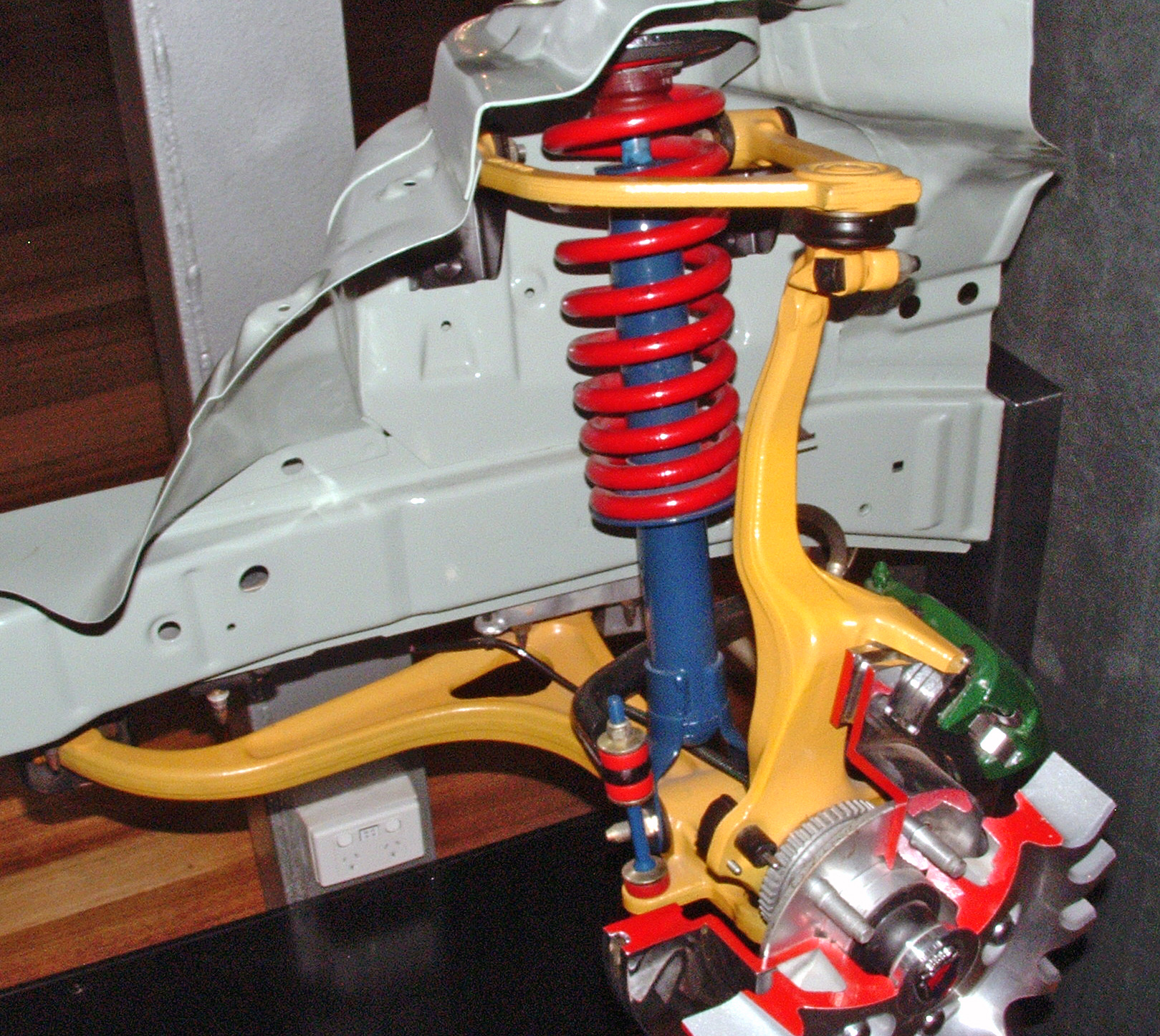
Suspensión mediante dobles triángulos de barra alta; la mangueta se extiende fuera de la llanta

El sistema consiste en dos brazos transversales superpuestos, ambos de forma triangular similar a una "A" mayúscula y un elemento sobre el que se articula el movimiento de la rueda, inicialmente un pivote de dirección, posteriormente sustituidos por manguetas. Es precisamente el empleo de este elemento articulado entre ambos brazos el que permite, a diferencia de otras configuraciones como los ejes oscilantes, gestionar la geometría con independencia de la longitud de los propios brazos. A cambio en trenes con tracción es necesario emplear semiejes con una articulación mecánica en su unión a la rueda.
En su disposición más habitual resorte y amortiguador pasan a través del triángulo superior, siendo comprimidos entre el brazo inferior y el chasis del vehículo. La rueda gira sobre un cubo fijado a la mangueta conectada por rótulas a los vértices de los brazos, formando un paralelogramo deformable con estos y con el propio chasis que actúa de lado fijo. 
Geométricamente esta disposición tiene la gran ventaja de conjugar unos desplazamientos verticales de la mangueta prácticamente lineales como en un pilar deslizante, con un control del ángulo de caída capaz de mantener la superficie de rodadura paralela a la carretera cuando se inclina la carrocería como en los ejes oscilantes, pero evitando los inconvenientes de ambos sistemas.
- El control del ángulo de caída es a diferencia de en el pilar deslizante posible, pero no depende como en el eje oscilante de la longitud de los semiejes sino de la diferencia de longitud entre los brazos superior e inferior, enfrentándose además el brazo inferior a la fuerza centrífuga para evitar el peligroso fenómeno del tuck-under característico de las suspensiones por ejes oscilantes.

- La rueda describe un arco al subir o bajar que la desplaza ligeramente hacia el interior de la carrocería. Esta característica permite mantener constante la distancia entre el centro de la rueda y el eje longitudinal del vehículo, haciendo posible el uso de sistemas de dirección basados en rótulas y de semiejes de transmisión sin juntas extensibles.

La articulación o articulaciones sobre la mangueta tradicionalmente quedan dentro del hueco disponible en la llanta  (in-wheel layout), lo que condiciona la separación de los brazos y sobrecarga el trabajo de las articulaciones para controlar el par de reacción, por lo que se suelen utilizar tirantes de reacción. Alternativamente se han desarrollado las suspensiones con triángulos de "barra alta", en este sistema presente en muchos diseños actuales la mangueta se expande paralela al amortiguador fuera del cubo de la rueda, desligando la separación entre triángulos del diámetro de la llanta.
Existen múltiples variaciones del sistema colocando muelle y/o amortiguador sobre el triángulo superior, utilizando cualquier combinación de brazos y triángulos o incluso utilizando el semieje de la transmisión como brazo superior. Cuando los brazos o triángulos son de desigual longitud  -SLA short long arm en inglés- el sistema se denomina trapecio articulado en referencia a la forma geométrica que adopta el paralelogramo deformable cuando el brazo superior es más corto, lo que es común para forzar a las ruedas exterior e interior a adoptar caídas negativa y positiva respectivamente.

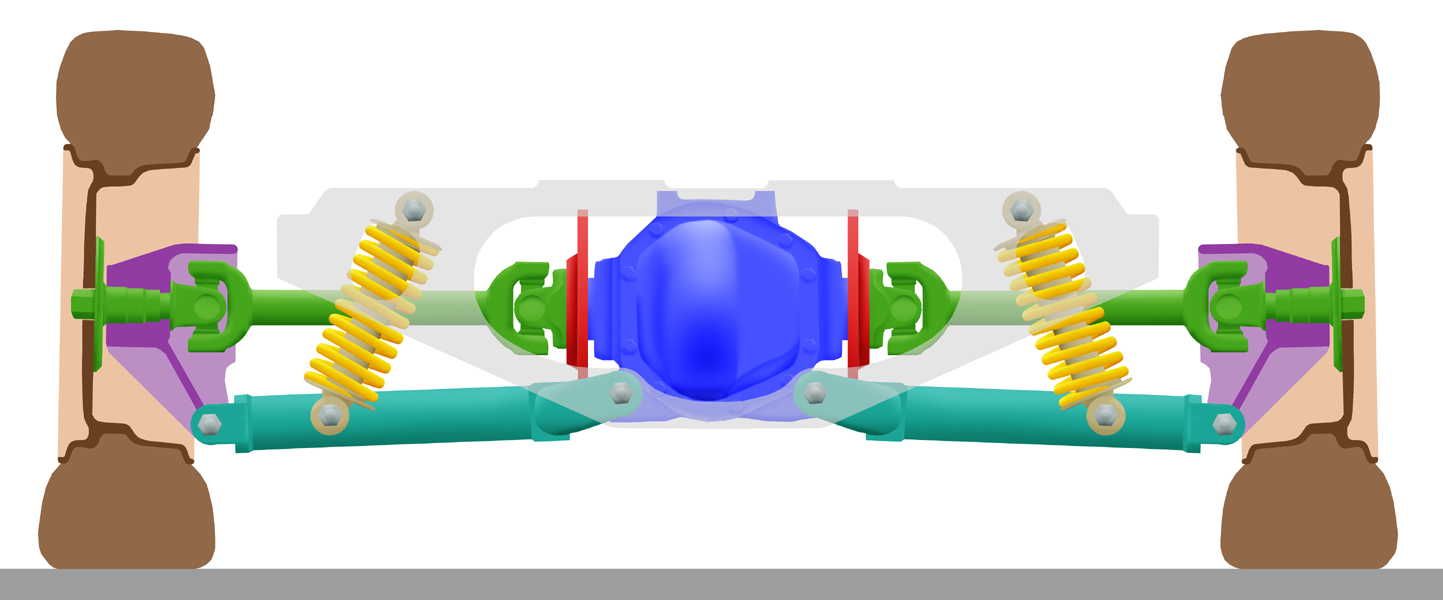
Suspensión clásica Jaguar -de 1961 a 2004-. Lejana descendiente del eje oscilante

Un tipo especial de suspensión por triángulos superpuestos se encuentra en el eje trasero de vehículos que utilizan los semiejes de la transmisión como brazos superiores. Ejemplos de esta disposición se pueden encontrar en las suspensiones independientes clásicas de Jaguar, -desde el Jaguar E-Type de 1961 hasta el Aston Martin DB7 de 2006- o de los Chevrolet Corvette -desde el C2 de 1963 hasta el C4 de 2006- y Corvair MKII de 1965.
Los semiejes soportan los esfuerzos transversales y guían la rueda desde su centro como en un eje oscilante, por lo que emplean robustas juntas cardánicas y su longitud es fija. Sin embargo para enfrentarse a la fuerza lateral y guiar verticalmente la rueda se utiliza un trapecio inferior, sobre el que se articula una mangueta sujeta por su parte superior al semieje mediante un doble cojinete, mientras que un brazo tirado asegura el control longitudinal. De este modo, la mangueta formaba un paralelogramo deformable con el trapecio, el semieje y el chasis, garantizando el control del ángulo de caída mediante una segunda junta cardánica en la rueda. 
En la actualidad su uso es muy limitado en el tren delantero, pues la generalización de las mecánicas transversales de tamaños cada vez mayores limitan el espacio disponible para los triángulos superiores, optando la mayoría de fabricantes de vehículos con estas mecánicas por conjuntos Mcpherson y de sistemas multilink (un derivado de los dobles triángulos) en vehículos con motor longitudinal. Algunas ejemplos son las suspensiones empleadas en modelos grandes de PSA y Fiat Chrysler Automobiles. En el tren trasero también ha evolucionado en distintos tipos de sistemas multilink, hasta el punto que incluso el Honda Civic, defensor a ultranza del sistema durante décadas lo abandonó en su séptima generación en favor del multilink reactive-link double wishbone, para pasar al eje torsional en las versiones europeas de las siguientes generaciones. En vehículos todo-terreno con suspensión independiente su uso sigue siendo muy común por el plus de robustez que ofrece sobre los sistemas multilink.

### Dobles brazos longitudinales

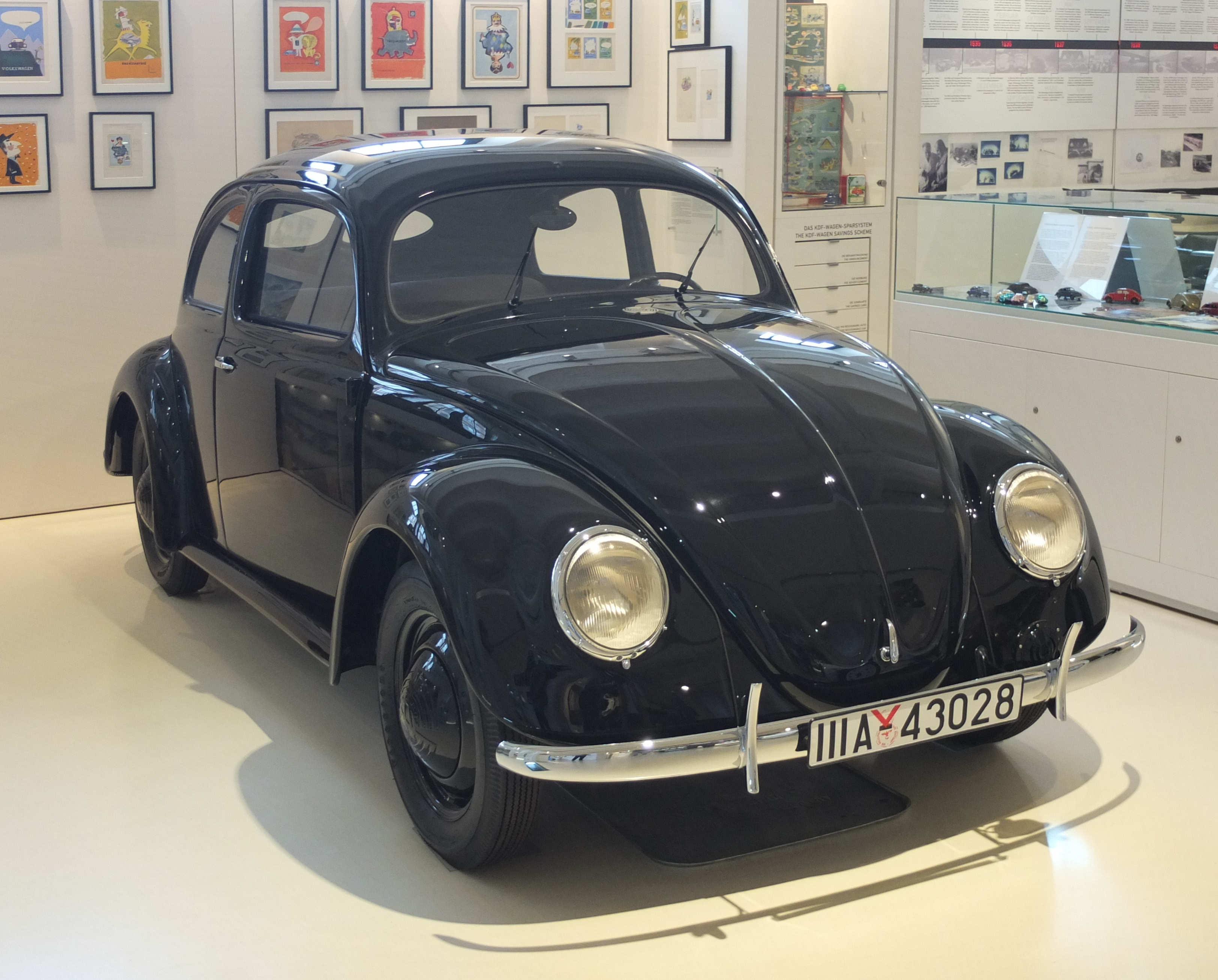
VW39 Prototyp

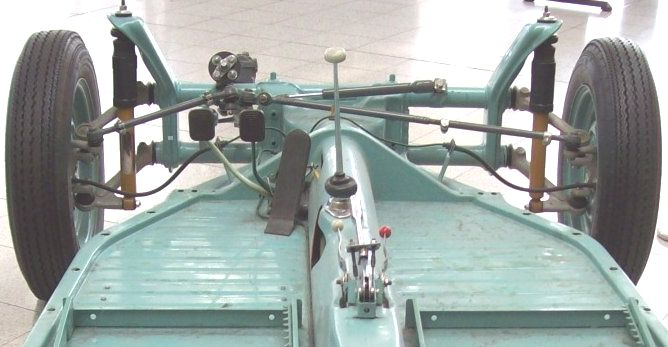
Vista posterior. VW kaefer 1300 1966

Sistema similar a los triángulos superpuestos con la particularidad de que los brazos están en este caso dispuestos longitudinalmente en el sentido de la marcha, bien tirados o bien empujados.
El doble brazo tirado fue utilizado en el tren delantero del Volkswagen Tipo 1 y derivados. El Citroën SM utilizó una versión con brazo tirado acodado derivada de la del Citroën DS 
En su concepción original la suspensión de Volkswagen consistía en el uso de dos brazos tirados superpuestos, unidos mediante un perno sobre el que giraba un pivote de dirección, sustituido a partir de 1966 por una mangueta articulada sobre rótulas en los extremos de los brazos. En 1973 el sistema se abandona en favor de una disposición convencional McPherson.
Como resorte se empleaba una barra de torsión por brazo, de modo que el tren completo contaba con cuatro semibarras ajustables fijadas a un suchasis central, mientras que los amortiguadores telescópicos, anclados al subchasis de la suspensión actuaban sobre el brazo inferior.
Respecto a los dobles brazos transversales esta disposición atípica tiene el inconveniente de que no permite ajustar fácilmente la ganancia de caída al inclinarse la carrocería. Por otra parte, la articulación del pivote de dirección supone una complicación innecesaria respecto a las populares suspensiones de brazo único tirado utilizadas en el tren trasero que incluyen el muñón -spindle- fijado al propio brazo. Por úiltimo, en el caso del Escarabajo las barras de torsión transversales ocupaban parte del espacio del compartimento de equipajes por lo que el sistema se sustituyó por una suspensión McPherson con muelles helicoidales concéntricos a los amortiguadores, aumentando el volumen del portaequipajes delantero.

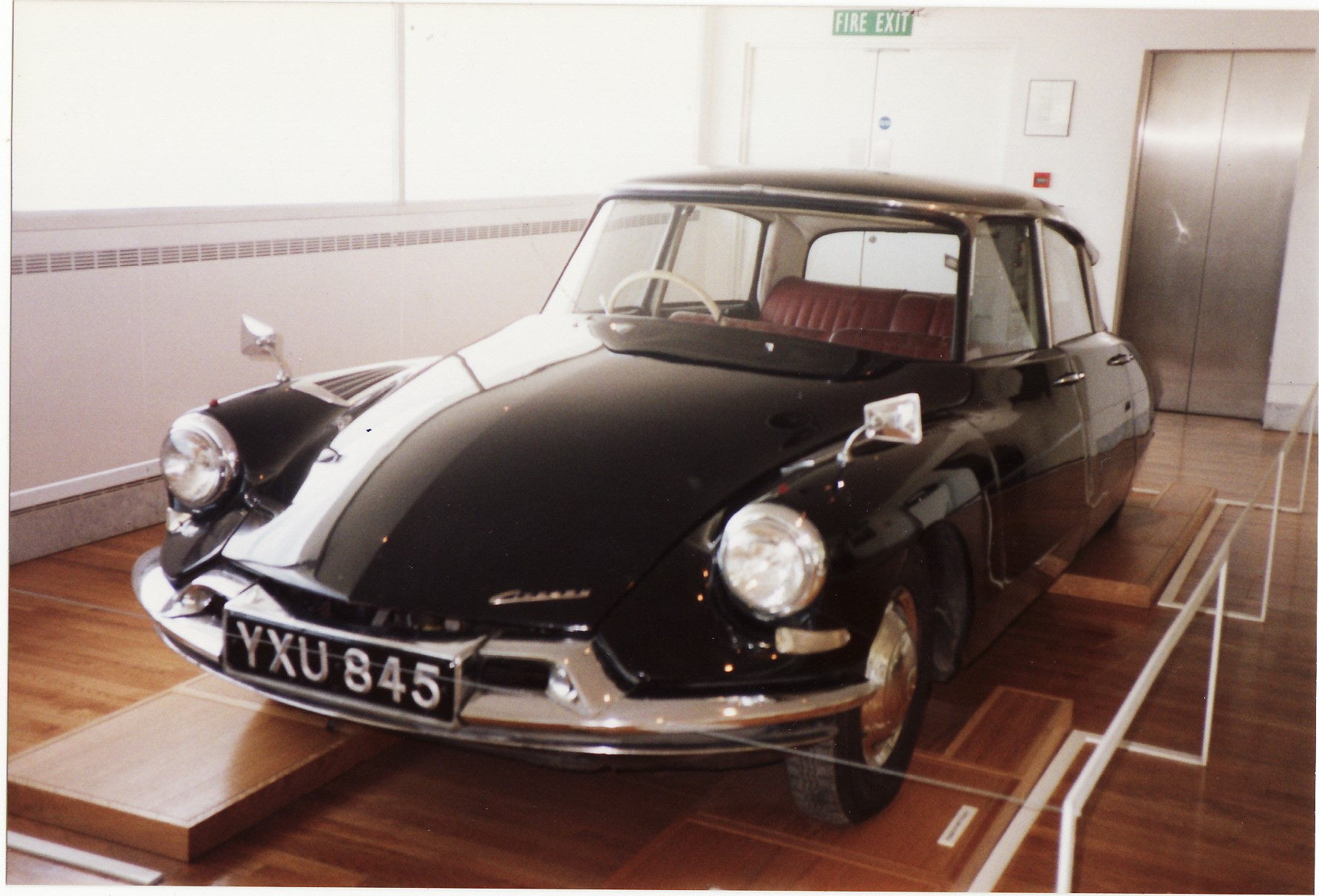
Citroën DS 19

Por su parte los dobles brazos empujados fueron utilizados por Citroën en el DS como evolución del brazo empujado de la familia Citroën 2CV. 
Si bien Citroën había sido pionera en la introducción de la suspensión por triángulos superpuestos en Europa ya con el Rosalie y después con el Citroën Traction Avant, para el proyecto VGD de Citroën grande  el ingeniero de suspensiones Paul Magès  optó por evolucionar el sistema de brazo empujado-brazo tirado desarrollado por Alphonse Forceau para el proyecto PTV del que nació el 2CV.

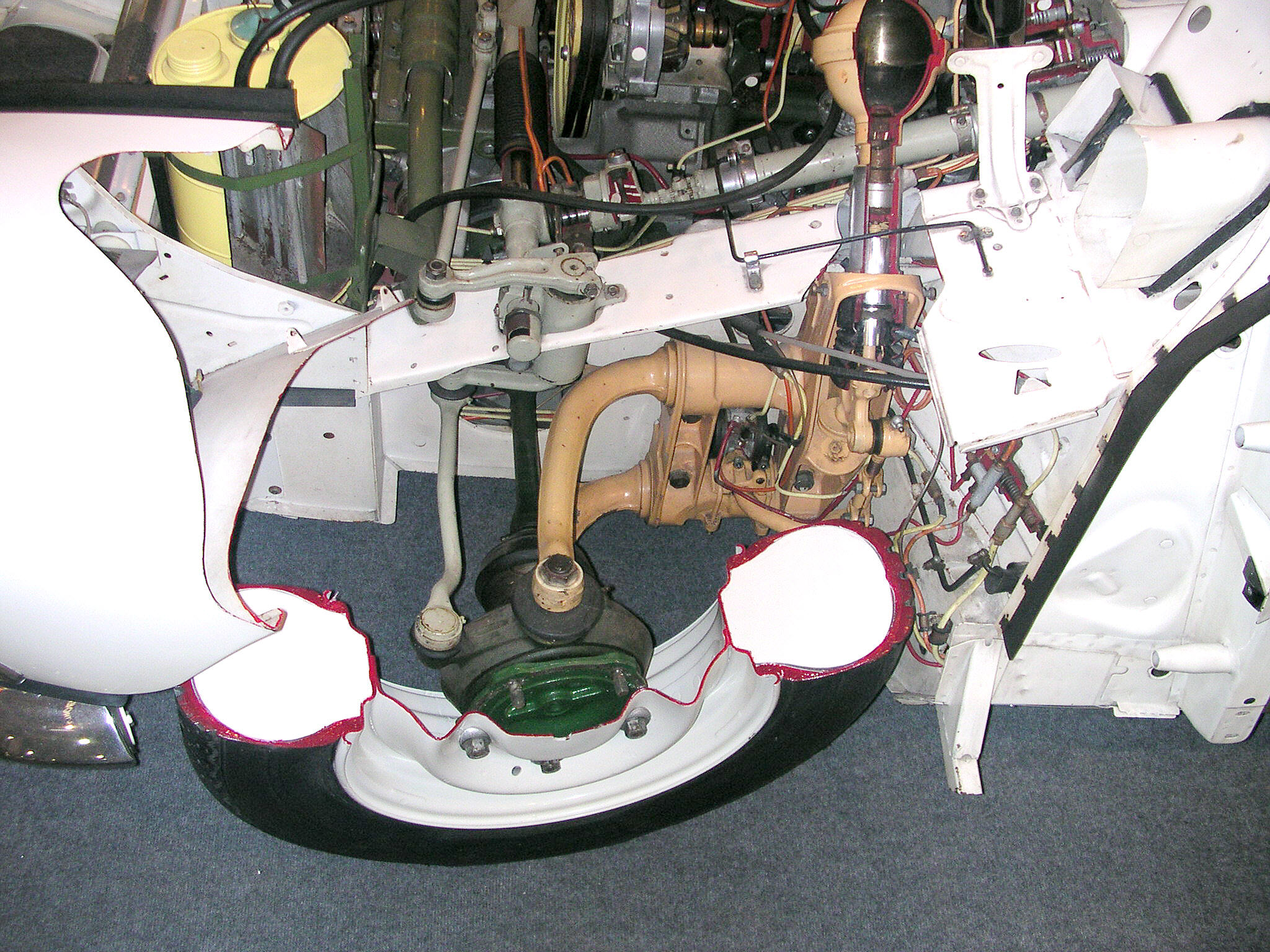
Doble brazo empujado en un Citroën DS

Para ello se utilizan dos brazos acodados empujados que se articulan longitudinalmente sobre un alojamiento situado en los laterales del bastidor en el que se sitúan también los bloques hidroneumáticos. Gracias al diseño en forma de letra "L" de los brazos, el esquema de suspensión goza de una geometría semejante al paralelogramo deformable de una suspensión convencional por triángulos superpuestos transversales, con la ventaja de desplazar detrás de la rueda tanto la articulación de los brazos como los voluminosos bloques hidroneumáticos. 

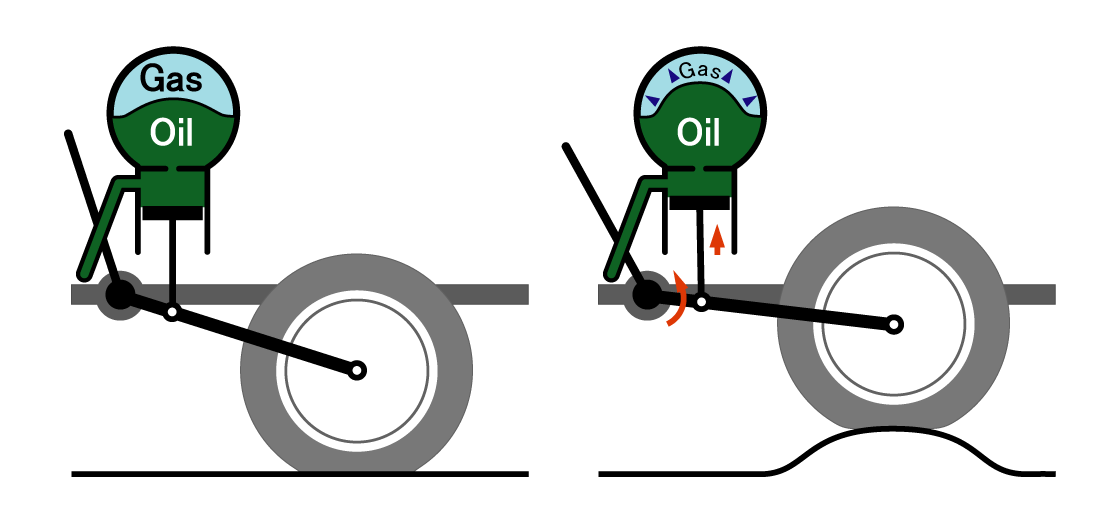
Esquema de brazo y actuador (esfera de suspensión)

La razón de esta disposición atípica estaba en la concepción integral de Magès de reducir al máximo la masa no suspendida, situando los elementos de la suspensión en los laterales del coche, apartando frenos, resortes y amortiguadores de la rueda como en el 2CV para lo que los brazos longitudinales resultaban la solución ideal. De este modo los actuadores, en este caso cilindros hidráulicos, podían situarse próximos al punto de articulación del brazo bien directamente o mediante un mecanismo de manivela, de modo que un pequeño desplazamiento del pistón hidráulico se corresponda con el recorrido de toda la suspensión.
La primera aplicación de esta idea en el desarrollo de la suspensión hidroneumática se materializó en el tren trasero del Traction Avant 15 Six H (Hydropneumatique), que sustituía el eje rígido del Avant normal por un par de brazos tirados similares a los del 2CV.
Para el DS presentado un año después se avanza en la implementación de la solución integral, pasando todos los órganos del coche a estar interconectados mediante un fluido oleoso a alta presión -LHS- similar al que había empleado el Six H, utilizdo para mover una serie de actuadores hidráulicos. En el caso de la suspensión, el paso del fluido incompresible a través de una válvula hacía las veces de amortiguador, que comprimía el gas situado en la parte superior de las esferas de suspensión que al ser compresible actuaba de resorte.
El doble brazo del DS supuso una ventaja radical respecto al brazo único del 2CV, pasando a utilizar una mangueta de dirección muy compacta (los frenos se situaban a la salida del diferencial) articulada mediante rótulas entre los dos brazos. El bloque hidroneumático era comprimido de modo similar al accionamiento de una barra de torsión mediante el giro del brazo acodado superior, que actuaba como un mecanismo manivela con una elevada relación de palanca. Como en el 2CV la combinación de brazos empujados-tirados propiciaba que la batalla variase notablemente en función de la inclinación de la carrocería, haciendo que las ruedas exteriores se separasen entre sí. 
La interconexión de las ruedas también evolucionó. Si en el 2CV o en la suspensión hidroelástica de BMC se conectaban las ruedas de un mismo lado, en el DS son las dos ruedas de un mismo tren las que están interconectadas mediante fluido hidráulico y barras estabilizadoras metálicas. Esta característica influye sobremanera en el comportamiento del vehículo, siempre caracterizado por unas inclinaciones de la carrocería notables pese a su excelente estabilidad. A diferencia del sistema hidroelástico de BMC, la interconexión de las ruedas de un mismo tren provoca que el fluido contenido en la esfera donde se está produciendo el apoyo se drene hacia la esfera de la rueda interior, provocando en virtud del principio de Pascal que la presión sobre ambas ruedas sea la misma a costa de permitir oscilar la carrocería, haciendo imprescindible el uso de barras estabilizadoras que junto con los neumáticos radiales de perfil alto conferían al DS su característica estabilidad. A cambio, los movimientos parásitos transmitidos por la estabilizadora eran contrarrestados por el paso de fluido hidráulico de una esfera a su opuesta, de modo que cuando una rueda subía al superar un bache y esa fuerza se transmitía en sentido opuesto a la rueda del otro lado a través de la estabilizadora, el paso de fluido hidráulico se oponía con una fuerza de la misma magnitud, permitiendo al DS flotar sobre las irregularidades del terreno.
Pese a sus ventajas en cuanto a reducción de masas no suspendidas y distribución espacial de los componentes de la suspensión, el uso de brazos empujados impedía una gestión convencional de la geometría, formando desde el principio parte de un concepto integral que nunca se desarrollaría completamente. Ya desde los prototipos del 2CV se estudiaron sistemas alternativos para el control del hundimiento, el cabeceo y la inclinación de la carrocería mediante actuadores hidráulicos o de otro tipo, haciendo que Magès no estuviese de acuerdo por ejemplo con el empleo de barras estabilizadoras metálicas. En el Citroën CX, su sucesor, se emplearon gruesas barras estabilizadoras en ambos trenes y brazos de suspensión transversales en el tren delantero que evitaban el excesivo aumento de la batalla en las ruedas exteriores al inclinarse la carrocería, limitando enormemente los desplazamientos laterales de esta. La combinación de brazos empujados-brazos tirados por otra parte propiciaba una tendencia característica al hundimiento en frenado y aceleración superada con la geometría antihundimiento del tren delantero del CX que posibilitaba además un control más eficaz de los ángulos de lanzamiento,vde caída o de salida, permitiendo el uso de neumáticos anchos y de perfil bajo.
Por otra parte, la concepción integral de suspensiones laterales de Magès estaba muy condicionada por la disposición longitudinal de los motores del 2CV y DS y tuvo que evolucionar para alojar otro tipo de mecánicas. En el Citroën SM el alojamiento de la articulación de los brazos y los bloques hidroneumáticos se situó delante de la rueda para dejar espacio al gran motor V6, de modo que los brazos acodados pasaron a ser tirados. Posteriormente los GS y CX con mecánicas bóxer-longitudinal y transversal respectivamente, abandonaron los brazos longitudinales en favor de un subchasis independiente del monocasco que incluía unos brazos transversales superpuestos con el accionamiento de los bloques hidroneumáticos muy próximo al punto de articulación del brazo superior. Finalmente el Citroën BX terminaría adoptando una disposición convencional McPherson con elementos compartidos con el Peugeot 405.

### Ballestón transversal

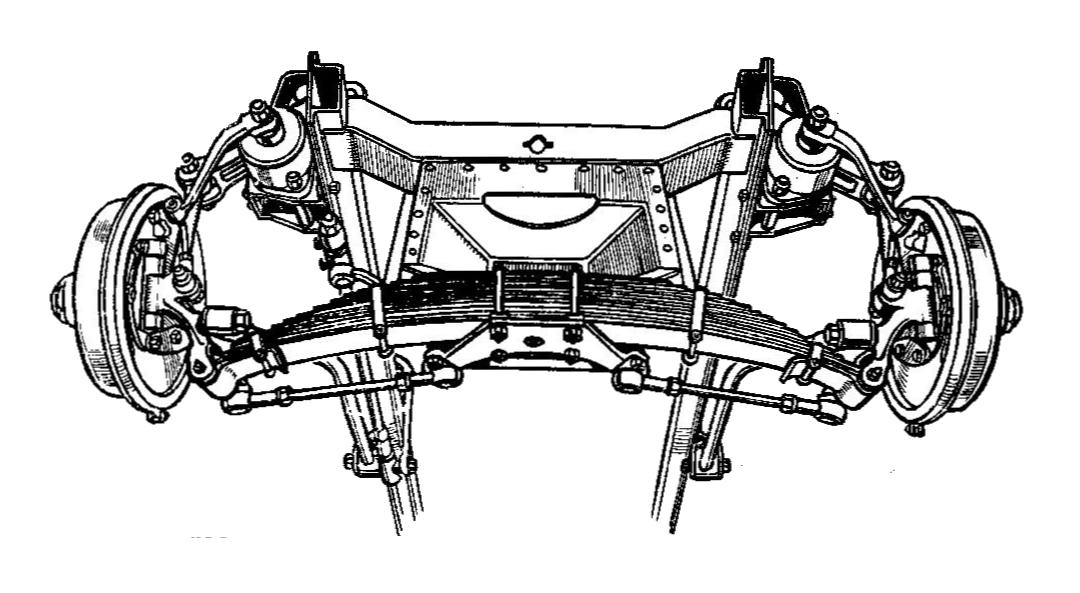
Sistema Evenkeel del Grupo Rootes; el ballestón sustituye a los brazos inferiores

Sistema ya utilizado por la pionera Sizaire-Naudin en sustitución del pilar deslizante, fue popularizado en Europa por la compañía británica Humber bajo la denominación Evenkeel System y Mercedes-Benz en los Mercedes 170 -W15- y en Norteamérica por Studebaker como Planar Suspension, siendo después adaptado en el tren delantero de los Willys-Overland Jeepster 2WD. Posteriormente fue muy utilizado por Fiat tanto en el tren delantero de sus populares todo atrás – Fiat 500, Fiat 600, etc– como en el tren trasero en sus primeros vehículos de tracción delantera, manteniéndose hasta bien entrados los años 80 en el Fiat Ritmo y sus derivados. Actualmente lo utiliza el Chevrolet Corvette, la marca Smart y varios modelos de Volvo como el XC-90.
Muchos diseños de suspensión independientes han utilizado ballestas transversales. En su concepción clásica el sistema es básicamente una evolución de una suspensión por triángulos superpuestos, en la que los brazos superiores -como en ambos trenes del AC Cobra-, los inferiores -como en la suspensión delantera del Seat 600- o ambos -como en la suspensión delantera del Mercedes-Benz W15-, son sustituidos por una ballesta dispuesta transversalmente que actúa simultáneamente de brazo y de resorte. Frente a los sistemas que utilizan conjuntos muelle/amortiguador, el ballestón utilizado como brazo permite rebajar el centro de gravedad del vehículo, reduce peso y volumen y permite una mejor gestión de la geometría de la suspensión con un coste inferior.

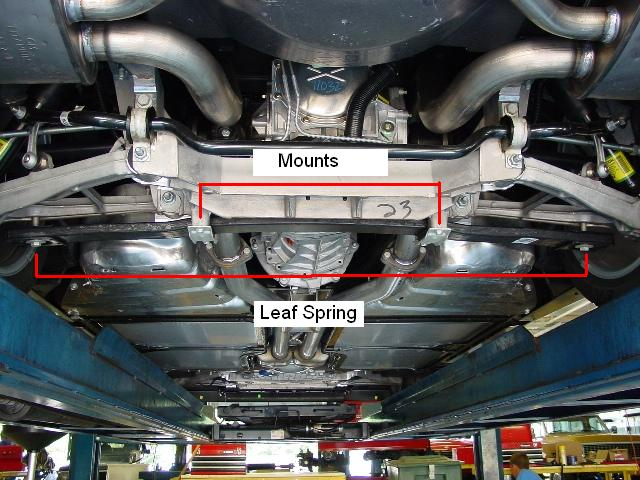
Ballestón transversal como mero resorte en un Chevrolet Corvette C6

Alternativamente se puede utilizar la ballesta transversal como mero resorte en otro tipo de suspensiones. 
En este caso puede acoplarse al brazo inferior, como en la suspensión McPherson del tren trasero del Fiat 128 y derivados cuyos pilares -struts- estaban compuestos exclusivamente por los amortiguadores, o a la mangueta, como en la suspensión posterior por brazos superpuestos del Chevrolet Corvette de 1963, que utilizaba los semiejes como brazos superiores.
La sujeción de la hoja de la ballesta tradicionalmente se hace firmemente por el centro, actuando en la práctica como dos ballestas cuarto elípticas independientes, de modo que el desplazamiento de una rueda no afecta a la otra. Fiat sin embargo utilizó un sistema de sujeción mediante dos silentblocks rectangulares de goma, que dividían la ballesta en tres partes, dos de las cuales actuaban como resortes, cada una aislada de la otra y una zona central comunicada con ambas con función estabilizadora. El Corvette también utiliza una sujeción doble desde la generación de 1984 (ver imagen).
Si bien la mayoría de las aplicaciones utilizaron ballestas multihoja de acero, diseños más recientes de fabricantes como Volvo o el Corvette a partir de 1981 utilizan fibra de plástico reforzado (FRP, fibra de vidrio) que reduce peso y elimina la fricción entre ballestas en comparación con un sistema multihoja metálico.

### Ruedas tiradas/Brazos semitirados oblicuos

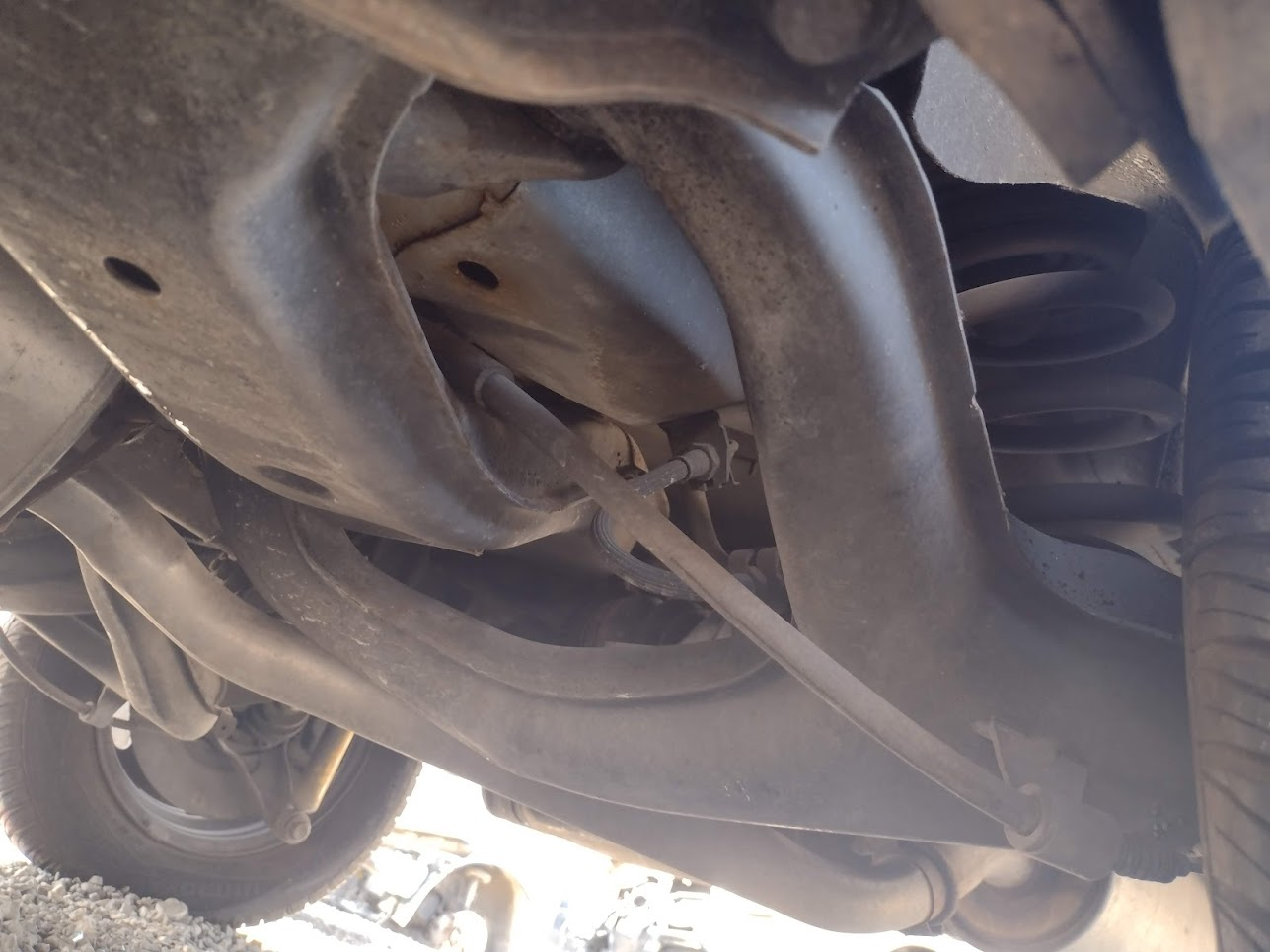
Suspensión trasera mediante triángulos semitirados en un Opel Omega MKI. Las articulaciones del triángulo están ancladas oblicuamente respecto al eje transversal del vehículo.

Genéricamente un brazo tirado es un tipo muy común de brazo de suspensión utilizado en la mayoría de los sistemas de suspensión trasera y rara vez en el tren delantero –caso de los brazos longitudinales superpuestos del Volkswagen Escarabajo-. Se utiliza para proporcionar guiado longitudinal, evitando los movimientos hacia delante o atrás del eje o la rueda. 

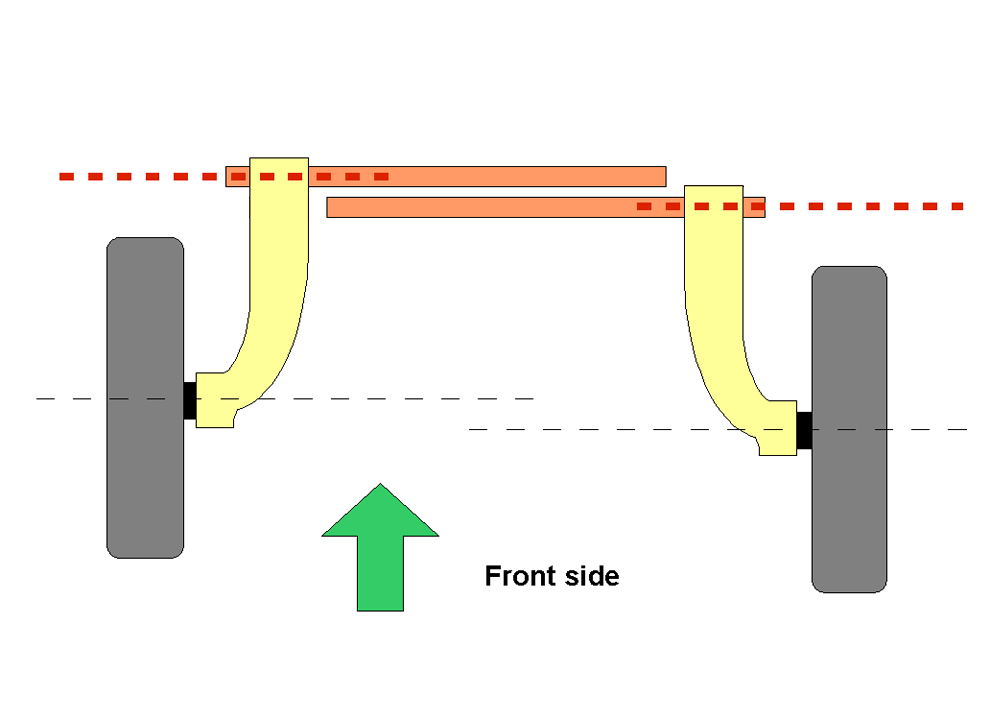
Un eje trasero con brazos tirados y barras de torsión similar al de los Renault 4 y Renault 5.

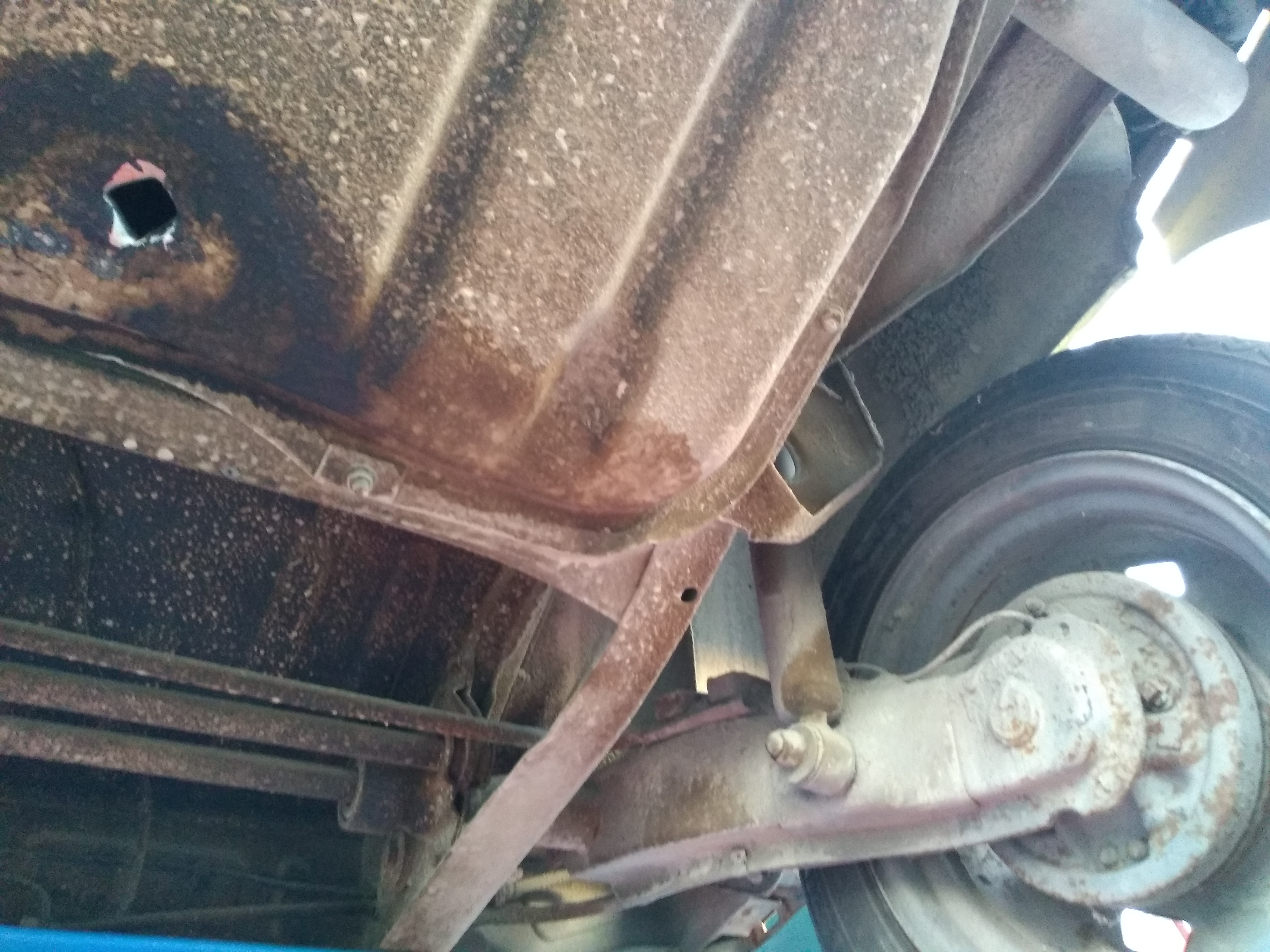
Suspensión trasera mediante rueda tirada con barras de torsión como resorte en un Renault de tracción delantera.

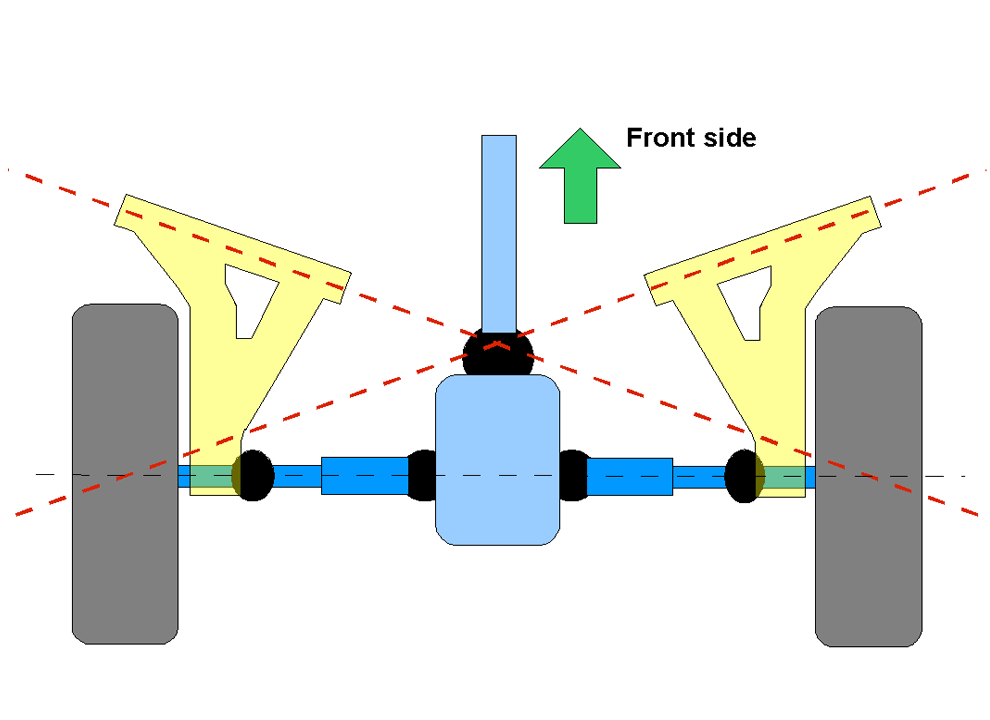
Esquema de eje motriz con triángulos semitirados, nótese el anclaje oblicuo de los triángulos para inducir caída al inclinarse la carrocería.

Cuando el brazo se utiliza en solitario o es el principal elemento de un esquema de suspensión da lugar a un tipo específico de suspensión independiente denominada "rueda tirada".
Fue popularizado por su aparición casi simultánea en los trenes traseros de vehículos todo atrás -como los Fiat 600, Simca 1000 o BMW 700- y de los pioneros de la tracción delantera -Citroën 2CV y Renault 4-. En los años 60 su uso se extendió a todos los vehículos franceses e ingleses de tracción delantera, para en la década siguiente universalizarse gracias a su simplicidad como el sistema de suspensión trasera independiente de prácticamente todos las berlinas de motor delantero y tracción trasera -salvo Jaguar y Mercedes-Benz, fieles a sus propios sistemas-, empleándose también en muchos vehículos deportivos.

#### Descripción técnica
Tal como sucede con los ejes oscilantes, en este caso también se utilizan solo dos brazos o triángulos inferiores a los que se une directamente el vástago o cubo de la rueda sin necesidad de mangueta. Resorte y amortiguador se sitúan sobre el triángulo formando ocasionalmente un conjunto o en posición tumbada acoplados al brazo. La novedad es que los brazos son longitudinales, lo que define sus características geométricas.
Por un lado el arco que describen las ruedas siguiendo el recorrido de la suspensión -wheel recession-, modifica la batalla pero no la vía, de modo que como sucedía con la antigua suspensión por pilar deslizante, cuando el chasis se inclina en una curva, la rueda se inclina con él perdiendo el paralelismo con la carretera. Debido a esta característica los primeros vehículos en adoptar suspensión trasera por brazos tirados -como el Citroën 2CV o Renault 4- se apoyaban de manera casi cómica en el flanco del neumático. 
En vehículos de propulsión posterior esta situación no es deseable por lo que Renault y Lancia (esta úlitma tras la experiencia adquirida con el Lancia Aprilia con suspensión por pilares deslizantes delanteros y brazos tirados traseros, ambos sistemas incapaces de varíar la caída de las ruedas) presentan casi simultáneamente sus propias interpretaciones de un sistema de "triángulos semitirados de anclaje oblicuo" en los Fregate  y Aurelia de 1950.
La novedad consistía en inducir de modo natural ángulos de caída en las ruedas como ya sucedía en los ejes oscilantes, para lo que simplemente se modifica el anclaje de las articulaciones de los brazos o triángulos que pasan a anclarse oblicuamente -entre 50 y 70 grados respecto al eje transversal del vehículo-. De este modo la inclinación de la carrocería es utilizada provechosamente para gestionar la geometría de la suspensión, forzando a las ruedas interior y exterior a adoptar negativa y positiva respectivamente mientras que la batalla se mantiene casi constante, de modo que la convergencia de la rueda apenas varía. Esta característica permitió incluso en algunos casos prescindir de las entonces costosas juntas. Por ejemplo en los Seat 600 y primeros Simca 1000 los semiejes estaban divididos en dos tramos estriados acoplados directamente a la rueda y mediante "patines" al diferencial, utilizándose como unión oscilante y deslizante un simple manguito-flector que los abrazaba. 
Ford por su parte tomó el camino contrario en el Fod Zephyr Mk.IV utilizando semiejes con juntas cardánicas en ambos extremos pero prescindiendo de la junta teléscopica, de modo que la modificación de la caída mantenía constante la distancia entre la rueda y el diferencial.
Como resorte los vehículos de tracción delantera suelen emplear barras de torsión acompañadas de amortiguadores tendidos, lo que permite un gran ahorro de espacio en el maletero, su principal razón de ser. Una característica de este tipo de resorte es que su uso acarreaba en los vehículos más antiguos, como el Renault 4 y Renault 5, una pequeña diferencia de batalla de 30 mm entre ambos lados del vehículo -ver imagen-. Otro tipo de resorte característico de este tipo de suspensión son los "conjuntos", bien de goma o mixtos hidroelásticos, hidroneumáticos u oleoneumáticos de las suspensiones moulton  e hidroneumática. Por ejemplo la suspensión moulton del Austin Mini original, empleaba en el tren trasero unos brazos tirados que comprimían unos compactos conos de goma encapsulados en contenedores con una elevada relación de palanca, danto al coche su característico andar a saltos similar al de un Go-kart. El sistema se utilizó como paso previo a las famosas suspensiones hidráulicas  hidrolástica e hydragas del grupo British Leyland que también emplearon brazos tirados en el tren posterior. Citroën por su parte también utilizó brazos tirados en el tren trasero de todos sus vehículos con suspensión hidroneumática hasta el primer Citroën C5.
Por contra los vehículos de propulsión trasera generalmente utilizaron muelles helicoidales, con el amortiguador situado ocasionlamente de forma concéntrica como en los conjuntos Mc Pherson, pero sin capacidad portante como en muchos vehículos BMW.

#### Evolución

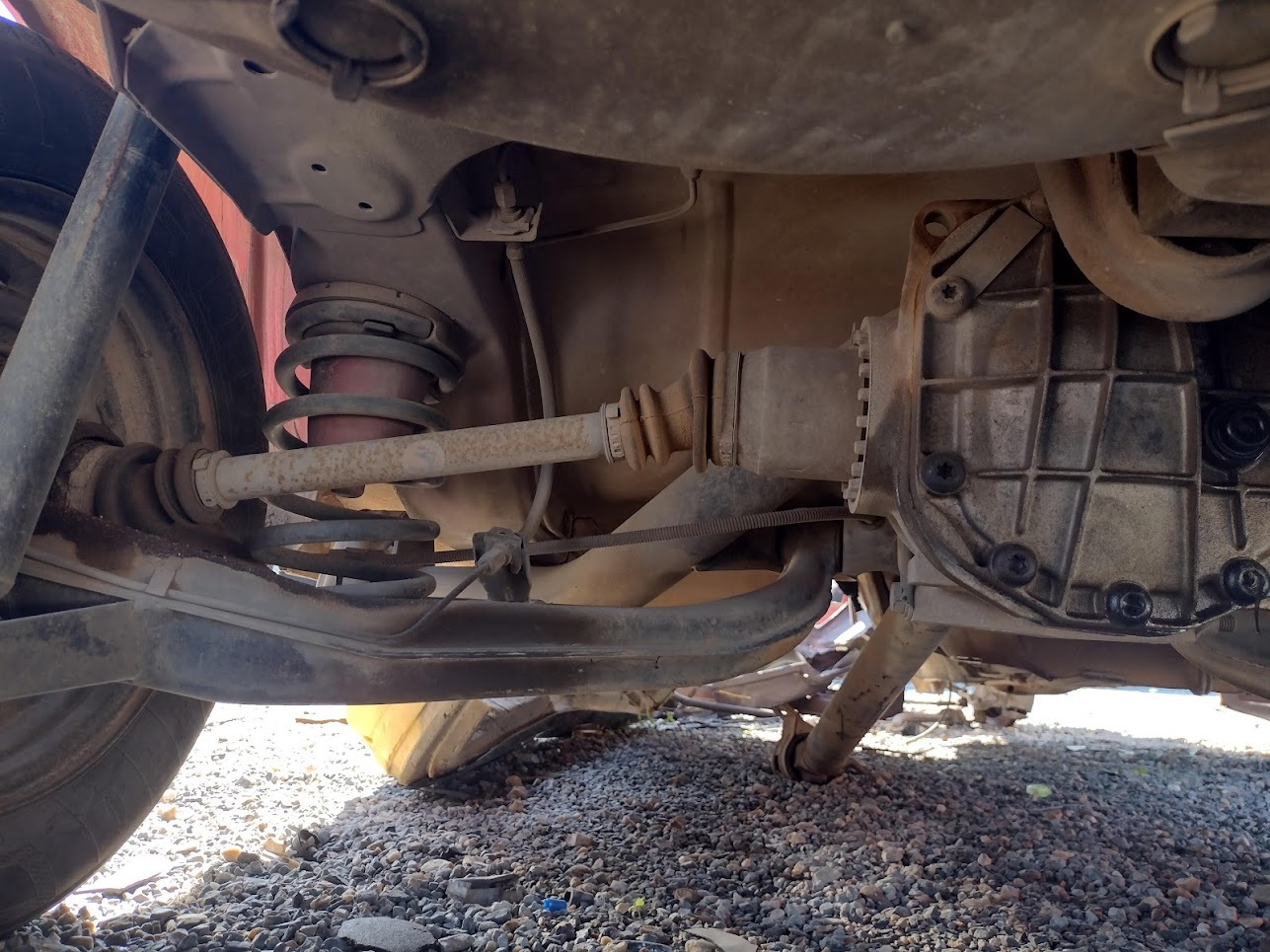
Semieje articulado mediante juntas homocinéticas en ambos extremos en un Ford Sierra con suspensión por triángulo semitirado.

A partir de los años 70 del siglo pasado el sistema había alcanzado su madurez en vehículos de propulsión posterior, universalizánose su uso a partir de que el fabricante Peugeot utilizara los triángulos de anclaje oblicuo en combinación con semiejes provistos de juntas homocinéticas en el modelo Peugeot 504 de gran difusión. Una rara excepción a esta norma fue el Fiat 130, fiel a las juntas cardánicas. 
Según desaparecieron del mercado los vehículos como motor y propulsión trasera, el conocimiento dedicado al desarrollo de sus suspensiones por triángulos semitirados se aplicó a los vehículos de motor delantero y propulsión trasera, uno de cuyos primeros ejemplos es la Neue Classe de BMW, con un tren trasero basado en el del BMW 700. El diseño básico del tren trasero de BMW, considerado arquetípico del sistema, se mantuvo hasta la aparición de su primer tren multilink en los años 90 y reminiscencias de su diseño se pueden encontrar en la primera generación de suspensiones independientes de las filiales europeas de GM -Opel Monza- y Ford -Ford Granada-. Por contra la influencia del diagonal swing-axle de Mercedes-Benz se aprecia claramente en el diseño de los trenes de la siguiente generación Opel Omega y Ford Scorpio. 
Pese a sus ventajas, el anclaje oblicuo de los triángulos tiende a provocar variaciones de convergencia ante las fuertes deceleraciones propias de los vehículos de altas prestaciones. Esto se debe a que el par de reacción en frenadas comprime desigualmente los silent-blocks flexibles sobre los que se articulan los trapecios, expandiendo el interior y comprimiendo el exterior, lo que genera divergencia justo antes de trazar una curva en un efecto conocido como sobreviraje en deceleración. Para evitarlo el fabricante Porsche desarrolló en los años 70 el Weissach axle, capaz de optimizar mecánicamente la convergencia mediante unos triángulos en forma de  "L" anclados en su vértice superior sobre bieletas articuladas. Este tipo de anclaje respondía al par de reacción desplazando la bieleta hacia atrás, lo que hacía pivotar ligeramente al triángulo, provocando un aumento de la convergencia  que preparaba a las ruedas para trazar la curva. 
Otra consecuencia negativa del anclaje oblicuo de los triángulos es la incidencia de la fuerza lateral, mucho mayor que en los sistemas con basados brazos transversales como los dobles triángulos o la suspensión McPherson. Al no existir brazos transversales, el esfuerzo lateral requerido por el neumático para openerse a la fuerza centrífuga tiende a provocar dos fenómenos característicos. Por un lado igual que sucedía con el par de reacción, la fuerza lateral provoca modificaciones de convergencia  por la diferente deformación de los silent-blocks interior y exterior sobre los que se articulan los triángulos, por otro la rueda exterior al no estar articulada sobre una mangueta solo puede responder a la fuerza lateral que genera el neumático desplazándose en el plano horizontal, lo que provoca su hundimiento.
Los sistemas modernos se enfrentaron al problema utilizando anclajes especiales capaces de deformarse en función de la fuerza lateral, aumentando la convergencia  en la rueda exterior y provocando divergencia  en la interior como en el eje trasero auto direccional del Groupe PSA, o empleando mecanismos específicos de guiado transversal como las bieletas de posicionamiento del Peugeot 206 RC. Para controlar la tendencia a hundir la rueda exterior derivada del desplazamiento del brazo en un único plano, es imprescindible el empleo de mecanismos auxiliares incluso en los modelos más sencillos, como la suspensión conjugada del Citroën 2CV o las barras estabilizadoras del Renault 4. BMW por su parte reaccionó a los trenes multilink de Mercedes-Benz con el Schraublenker hinterachse -o eje trasero roscable-, empleado en los años 80 hasta que desarrolló sus propios sistemas multibrazo. Se trataba de una evolución de su conocido tren de triángulos semitirados que implementaba una ingenioso sistema capaz de modificiar la geometría en dos dimensiones simultáneamente. Para ello se valía de una pequeña bieleta de control adicional conectada al chasis mediante un mecanismo sin fin el que se enroscaba ligeramente a lo largo del recorrido de la suspensión. Gracias a este mecanismo el trapecio se desplazaba en dos dimensiones, modificando el centro de balanceo -lo que permitía utilizar estabilizadoras menos rígidas- al tiempo que se modificaba provechosamente la convergencia de las ruedas exterior e interior.
En la actualidad los problemas geométricos de brazos semitirados han sido superados con el control de la rueda que permiten las suspensiones con manguetas. En vehículos de tracción delantera ha sido desplazado por sistemas híbridos multilink, que añaden al brazo tirado -o control blade- brazos transversales para el control de la fuerza lateral, o por sencillos ejes torsionales más económicos y con mejores características geométricas. En vehículos de propulsión trasera se utilizan casi exclusivamente sistemas articulados sobre manguetas -multilink o triángulos superpuestos-.
Una excepción es la suspensión Fiat Bi-Link de la segunda generación del Fiat Doblò y derivados. Se trata de un sistema híbrido, formado por un robusto triángulo semitirado de anclaje oblicuo unido sólidamente por su vértice al cubo de la rueda formando una gran mangueta -mangetón- y dos largos brazos transversales superpuestos articulados entre esta y un subchasis central. El objetivo del sistema, exclusivo de esta serie de vehículos comerciales es reducir al máximo la intrusión de los elementos de la suspensión en el espacio de carga, desplazando el muelle al extremo posterior del tríangulo y colocando el amortiguador en posición tendida tras este.

### Brazos empujados

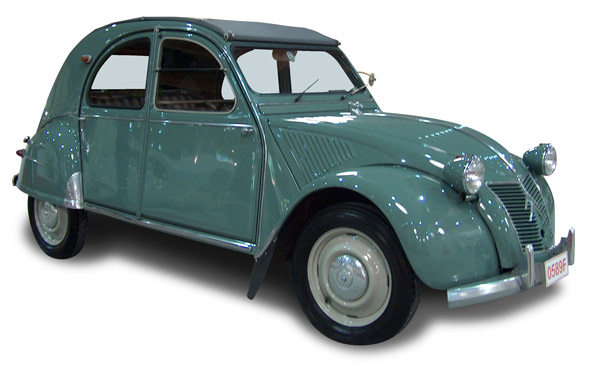
Citroën 2CV 1949

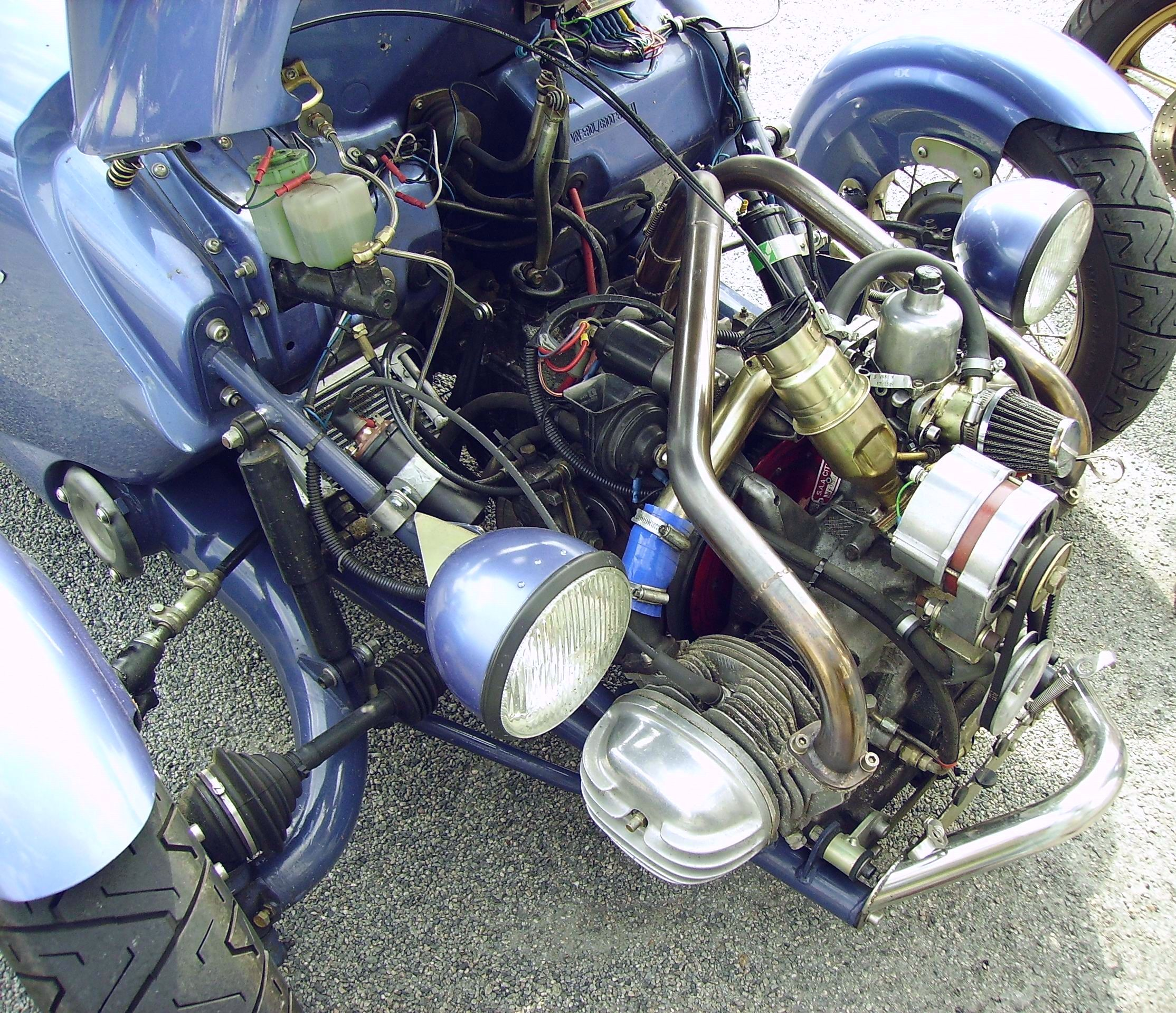
Mecánica y suspensióh delantera en un Blackjack Avion, basado en el Citroën 2CV

Sistema muy poco utilizado, similar al anterior también utiliza brazos longitudinales, con la diferencia de que el punto de pivote está detrás del brazo en sentido de la marcha. Se utilizó en el tren delantero del vehículo militar M422 Mighty Mite y de la suspensión conjugada del Citroën 2CV y sus derivados, el Ami, Dyane 6, AZU/AK o Méhari, que utilizaban ruedas tiradas en el tren trasero. 
El objetivo de las suspensiones interconectadas mecánica o hidráulicamente era reducir el ángulo de cabeceo -"pitch"- , especialmente en vehículos de batalla corta, consiguiendo que las ruedas de un mismo lado actuasen al unísono. La suspensión interconectada Citroën diseñada por el ingeniero Alphonse Forceau lograba este efecto mediante el desplazamiento del cilindro contenedor de los muelles de suspensión: 
Los brazos delantero y trasero de cada lado estaban conectados mediante varillas a uno de estos cilindros centrales, dispuestos longitudinalmente en posición horizontal en cada costado. Los cilindros contenían en su interior dos muelles helicoidales, conectados mediante una varilla con el brazo de suspensión más cercano y podían desplazarse entre dos pequeños muelles espirales situados en sus extremos. 
Cuando el brazo delantero subía al encontrar un bache, la varilla tiraba del muelle interior de suspensión comprimiéndolo, lo que al mismo tiempo producía el desplazamiento del cilindro hacia delante al vencer la resistencia de los muelles espirales. Este desplazamiento estiraba el muelle trasero, que a su vez tiraba de la varilla haciendo bajar el brazo trasero, lo que elevaba la parte trasera de la carrocería y preparaba la suspensión para recibir el bache.
Como amortiguadores inicialmente se utilizaron batteurs (amortiguadores de inercia) en las ruedas, posteriormente sustituidos por amortiguadores telescópicos paralelos a las varillas, sin utilizarse nunca barras estabilizadoras sustituidas por la interconexión de las ruedas de un mismo lado.
Este diseño único dotaba al 2CV de un compromiso inigualable entre recorrido de suspensión, estabilidad y confort, a costa de permitir unas grandes oscilaciones de carrocería que le otorgaban su característico andar cabeceante, muy práctico para una utilización rural como se describiera en las condiciones de diseño. La combinación de brazos delanteros empujados y traseros tirados hacía que tanto la batalla -distancia entre las ruedas de un mismo lado- como el lanzamiento -inclinación del eje de pivote de la dirección- aumentasen a medida que la suspensión bajase, mejorando el control del coche en curvas o a plena carga.

### Conjuntos MacPherson

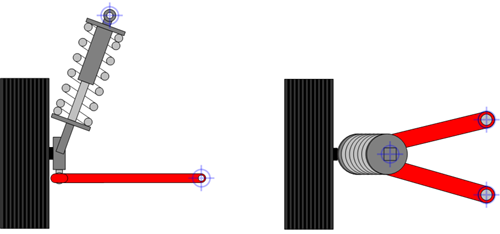
Vista lateral y superior, nótese el anclaje no articulado del conjunto muelle/amortiguador

Es con diferencia el sistema más común, utilizado en el tren delantero de la inmensa mayoría vehículos de origen europeo y japonés y en el tren trasero de muchos vehículos de combustión y particularmente eléctricos, donde ha resurgido por razones de espacio. 
La economía de espacio es precisamente su razón de ser, tanto en sentido transversal frente a un esquema clásico de dobles triángulos como en sentido longitudinal frente a los brazos tirados y ejes torsionales. Esta compacidad es especialmente útil en la suspensión delantera de los modelos con motor delantero transversal evitando la intrusión de los brazos superiores de una suspensión por doble triángulo en el vano motor y en la suspensión trasera de vehículos eléctricos, evitando el uso de brazos longitudinales cuyo punto de articulación quede por delante de la rueda trasera robando espacio a la batería. 
Se diseñó y patentó en el curso del desarrollo del Chevrolet Cadet -diseño de G.M para un automóvil pequeño con carrocería autoportante que no llegó a ver la luz-, no siendo utilizado hasta la marcha de su diseñador Earle MacPherson a Ford, donde se empleó por primera vez en la suspensión delantera de los Ford ingleses de los años 50,  popularizándose inmediatamente.
Utiliza un único triángulo o trapecio inferior (originalmente un brazo y la propia estabilizadora que actuaba como tirante longitudinal), sustituyendo el brazo superior por un conjunto telescópico vertical -el "strut" o puntal-, formado generalmente por el amortiguador y un muelle concéntrico, aunque el ocasiones se utilizan otros tipos de resorte o el muelle es independiente. La mangueta se articula mediante una única rótula sobre el vértice del brazo inferior mientras que está anclada rígidamente al conjunto, que es comprimido entre esta y un alojamiento en el paso de rueda del vehículo, razón por la que el sistema despegó con la popularización de las carrocerías auto portantes. 
Su característica fundamental es el que strut actúa como un verdadero brazo telescópico. A diferencia de otros sistemas, aquí es el propio conjunto el que guía la parte superior de la mangueta y soporta los esfuerzos transversales, incluso cuando está formado solo por el amortiguador, para lo que es imprescindible que esté fijado sólidamente a esta y sea lo suficientemente rígido como para soportarlos.
Desde el punto de vista de la geometría de suspensión el sistema es inferior a los triángulos superpuestos puesto que en lugar de un paralelogramo deformable, aquí el brazo, el conjunto y el propio chasis forman un triángulo deformable, por lo que el movimiento de la rueda no es lineal, sino que describe un arco en torno al único brazo o trapecio. Esta característica puede sin embargo utilizarse provechosamente, pasando la caída en el primer tramo del recorrido de caída positiva a negativa con solo inclinar el conjunto o el brazo inferior, consiguiéndose un resultado aceptable a costa de ocupar espacio habitable -perdiendo entonces su principal ventaja-. Otra forma de superar esta imperfección geométrica a la que recurren algunos fabricantes es desacoplar la mangueta del conjunto, denominando al sistema como Hiperstrut  por General Motors o Revoknuckle por Ford entre otros. En este caso el conjunto no se fija directamente a la mangueta, sino que está desacoplado mediante una rótula doble que actúa como brazo superior, permitiendo desligar geométricamente el eje de pivote de la rueda de la inclinación del conjunto muelle-amortiguador.
El sistema McPherson se utiliza en ambos trenes. Cuando se emplea en suspensiones delanteras el conjunto es soportado en su parte superior por un rodamiento de agujas, de modo que gira entre este y la rótula inferior, o bien es fijo pero se acopla sólidamente a un portamanguetas con dos rótulas de dirección que permiten a la mangueta girar con la dirección.
En el tren trasero fue utilizado por modelos como el Fiat 128, el Ford Escort MKIII o los Renault 25 y Safrane. Sin embargo frente a la alternativa cada vez más en boga de los brazos tirados y ejes torsionales, más ligeros y aún menos intrusivos, los voluminosos trapecios aportaban excesiva masa no suspendida mientras que la ubicación inclinada de los conjuntos restaba espacio de maletero.

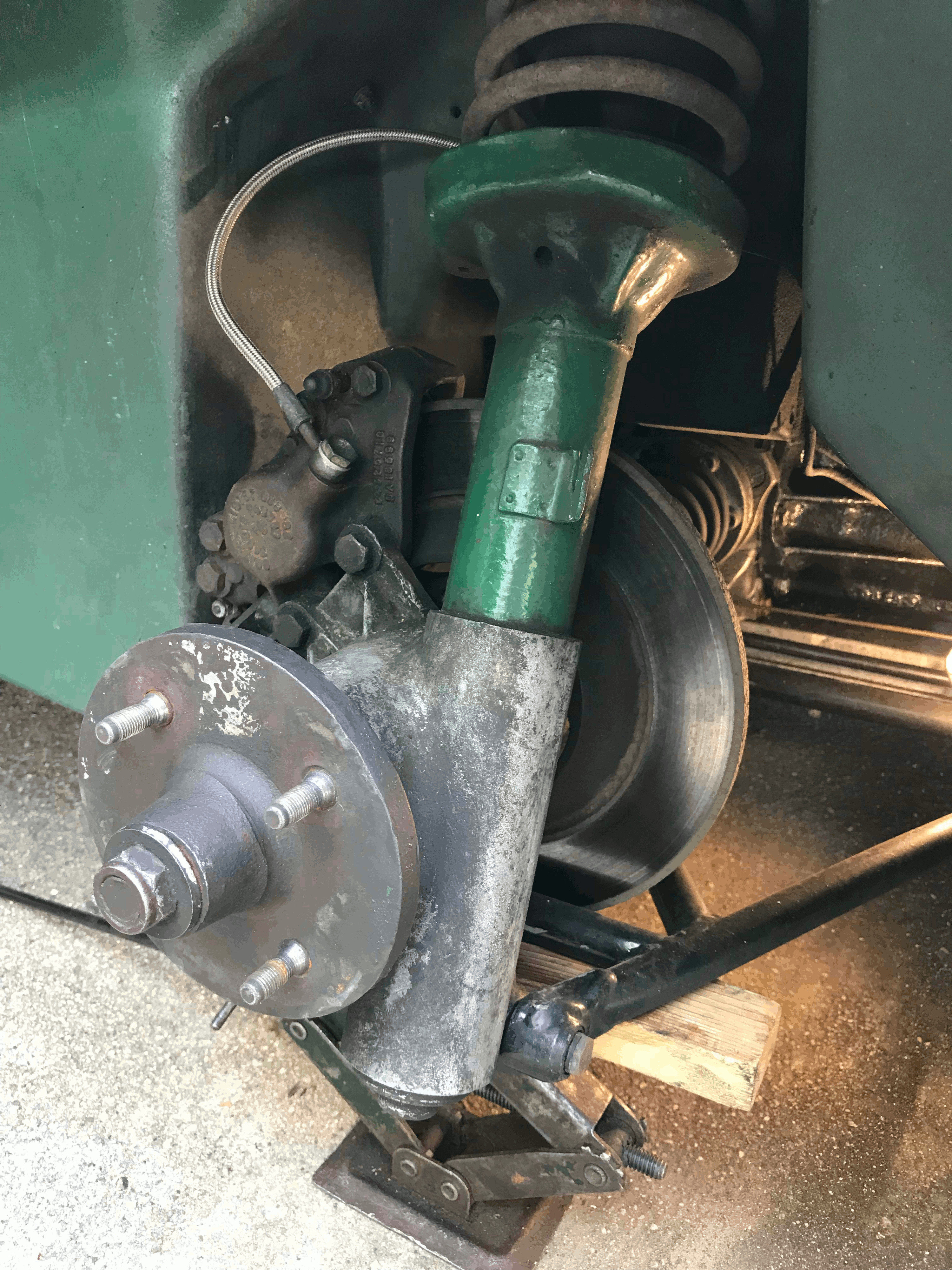
Conjunto Chapman; notablemente inclinado y con semieje portante (no visible) en un Lotus Elan

Estas limitaciones fueron superadas en interpretaciones posteriores del sistema, que sigue utilizándose en casos en los que se asume que los conjuntos resten cierto espacio transversal frente a las suspensiones por brazos tirados o eje torsional a cambio de mejorar el comportamiento dinámico o, en el caso de los vehículos eléctricos, permitir el uso baterías más grandes en vehículos con batallas reducidas como los Renault 5 EV.
Un ejemplo es el denominado Conjunto Chapman, una variante del sistema McPherson desarrollada por Colin Chapman para el tren trasero motriz de algunos vehículos deportivos del fabricante británico Lotus Cars.
Utiliza unos conjuntos muy inclinados para inducir caídas negativas, al tiempo que sustituye el triángulo inferior por el propio semieje, que equipado con una junta en cada extremo es el encargado de portar la mangueta y controlar la deriva lateral, acompañado por un ligero tirante de reacción oblicuo que sitúa el tren longitudinalmente.

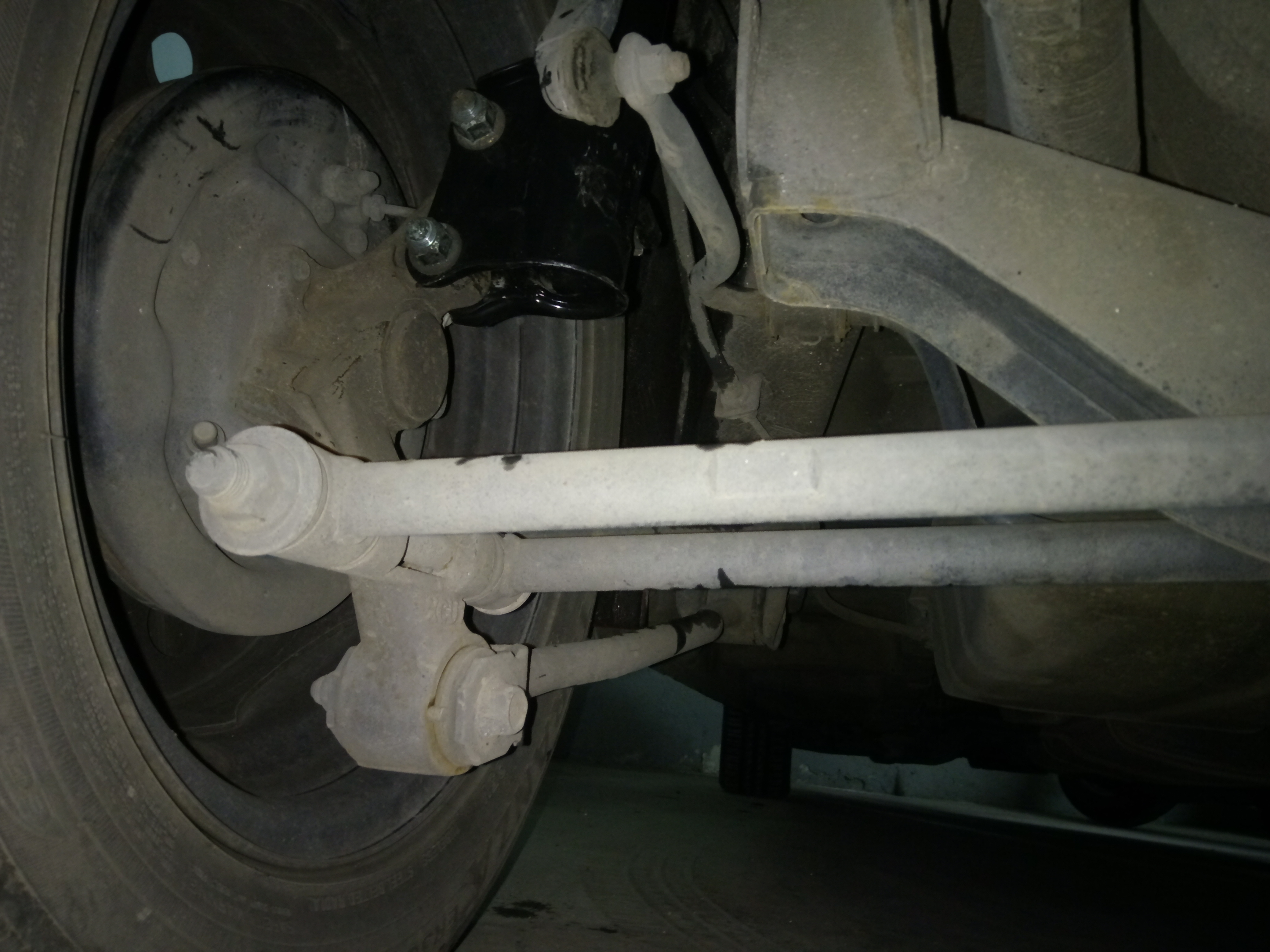
Mc Pherson "Camuffo" en el tren trasero de un Hyundai Matrix En esta versión se utiliza un auténtico brazo longitudinal articulado en la parte inferior de la mangueta mientras que la estabilizadora -en primer plano- lo hace sobre una bieleta

Una segunda variante prestacional empleada en trenes traseros es el Esquema Camuffo, que debe su nombre al ingeniero Sergio Camuffo quien lo diseñara para el Lancia Beta, adaptando a la tracción delantera el concepto de dobles elementos transversales articulados sobre subchasis central ya visto en la suspensión trasera del Fiat 130. Ese mismo esquema ha sido después utilizado en muchos vehículos italianos, sirviendo además de inspiración a la mayoría de las suspensiones traseras basadas en struts diseñadas posteriormente, caso del tren Quadralink de los Ford Taurus/Sable y Mondeo/Contour o de la suspensión de muchos vehículos asiáticos como los Primera P10, Celica, 626 o los Lantra/Cerato/Matrix. 
En esta configuración la mangueta también se articula entre un conjunto vertical superior y unos brazos transversales inferiores, la diferencia es que en lugar de inclinar el conjunto, son los brazos transversales los que se inclinan, creciendo además en número y longitud.
El conjunto casi vertical roba menos espacio en el maletero, mientras que el trapecio habitual de las suspensiones McPherson es sustituido por tres brazos inferiores, dos transversales paralelos, conectados a un pequeño subchasis situado a la altura del centro de la rueda y próximo al eje longitudinal del coche y uno longitudinal tirado (originalmente una larguísima barra estabilizadora modificada).

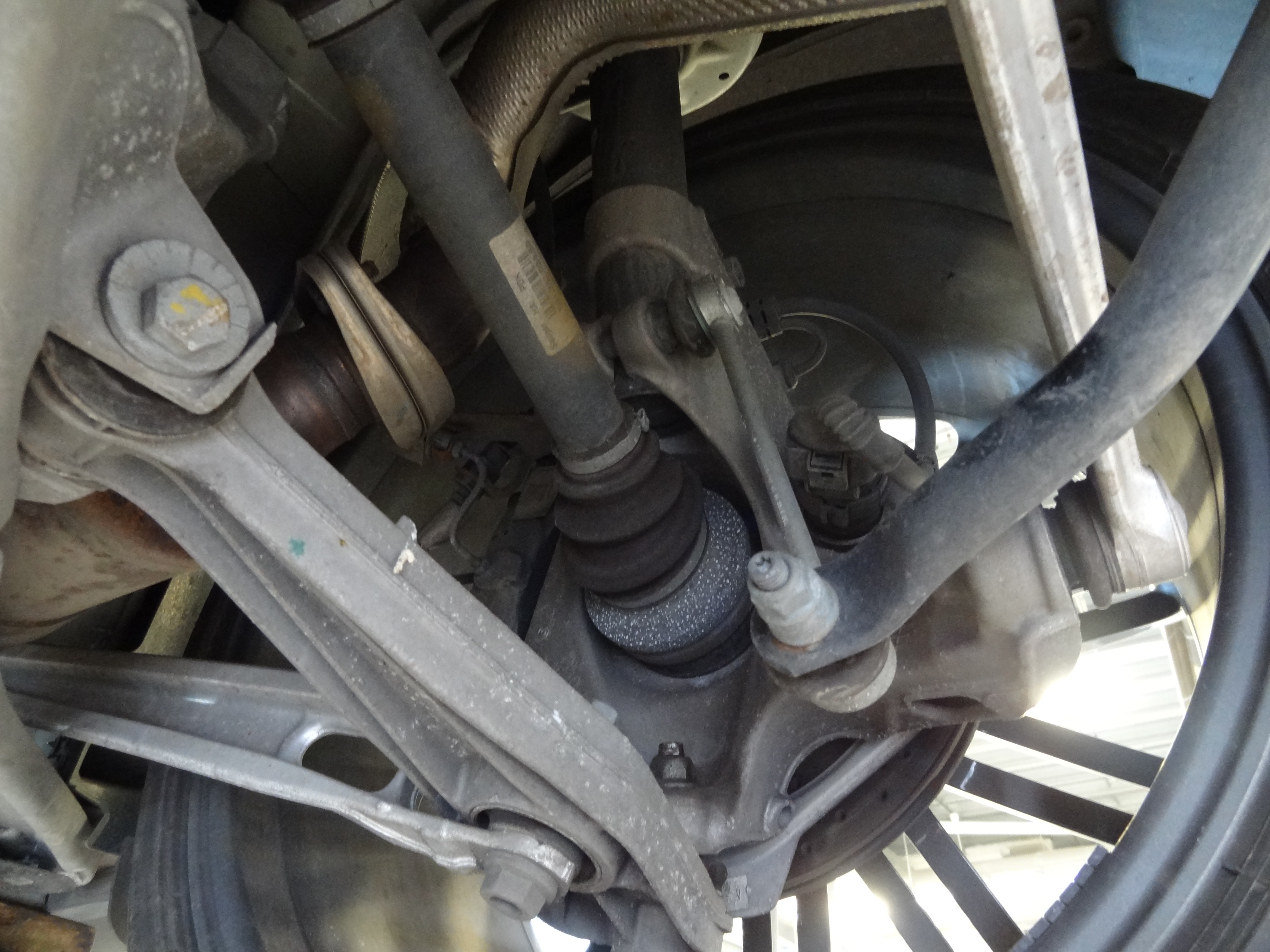
Porsche Boxster tipo 981, con Strut portante tipo Mc Pherson

 La presencia de los dos ligeros tirantes gemelos reduce la masa no suspendida, mientras que su longitud suaviza el arco característico de la geometría McPherson y su inclinación induce las caídas adecuadas, siendo posible además ajustar los ángulos de caída y convergencia. El brazo tirado por su parte actúa como tirante de reacción y guía longitudinal del tren.
Con la aparición de los Lancia Kappa y Alfa Romeo 156 el sistema se modificó, pasando a utilizar brazos tirados propiamente dichos, junto con una barra estabilizadora independiente y conectada mediante bieletas a la mangueta.
Por último existen variantes multibrazo en la que un conjunto vertical no articulado controla el ángulo de caída. Es precisamente esta falta de articulación del anclaje del pilar a la mangueta la que caracteriza estos sistemas como derivados del esquema McPherson, aunque comercialmente puedan ser denominados multilink, como en el caso de Porsche. Un ejemplo es la suspensión basada en pilares horizontales y múltiples brazos de control de los Porsche Boxster/Cayman, que gracias a utilizar un conjunto vertical puede prescindir del triángulo superior habitual en las suspensiones multibrazo para dejar espacio al ancho motor boxer situado en posición central longitudinal. Como curiosidad la primera generación de Porsche Boxster -Tipo 986-  utilizó los mismos componentes en ambos trenes.

### Multilink

Suspensión multilink

Es el sistema más utilizado en la actualidad en el eje motriz de vehículos de tracción trasera y se está popularizando en suspensiones tanto delanteras como traseras de todo tipo de vehículos. Una de sus primeras aplicaciones procede de la serie experimental Mercedes-Benz C111, donde el tren trasero aun se definía como tren de "triple brazo superpuesto y doble brazo tirado por rueda", antecedente del multibrazo estrenado en los Mercedes-Benz W201 y Mercedes-Benz w124. Otro notable valedor del sistema fue la marca japonesa Nissan, que lo incluyó por primera vez en un tren delantero motriz en el Nissan Primera P-10 y en ambos trenes en los Infiniti Q45.
Aunque genéricamente un eje o tren "multibrazo" es simplemente aquel que con independencia del tipo de suspensión utiliza múltiples brazos, el término suele utilizarse para referirse a trenes con la mangueta articulada derivados del esquema de brazos superpuestos.
Desde el punto de vista geométrico, la rueda como cualquier cuerpo que se mueve en el espacio, lo hace sobre sus tres ejes lineales, sobre los que además puede rotar, dando lugar a un movimiento en hasta seis grados de libertad. Las suspensiones multibrazo llevan más allá el concepto de paralelogramo deformable de los triángulos superpuestos, al estar la mangueta guiada adicionalmente por otros brazos longitudinales u oblicuos de control -control arms- cuya función no es portar la rueda, sino guiarla mediante la restricción de alguno de estos grados de libertad. 
De este modo es posible circunscribir el trayecto seguido por la rueda al definido por el diseñador de la suspensión, que en el caso de las disposiciones más complejas - los trenes de cinco brazos- puede llegar a ser un eje vertical sobre el suelo, con independencia de la inclinación de la carrocería y de las fuerzas soportadas por la rueda. En cambio, en sistemas multibrazo más sencillos aun se producen desplazamientos parásitos -rotatorios o sobre el eje longitudinal- bajo esas circunstancias.

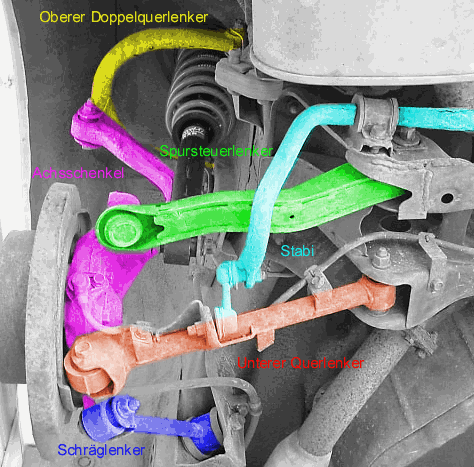
Tren de 5 brazos Mitsubishi Galant EO

A diferencia de otros sistemas, el uso de múltiples brazos permite guiar la rueda tridimensionalmente, controlando exactamente los ángulos de caída, convergencia y avance a lo largo del recorrido de la suspensión, previendo su comportamiento ante los esfuerzos relativos a la fuerza lateral y al par de empuje o reacción. Adicionalmente el minucioso estudio de las masas y fuerzas intervinientes permite utilizar brazos de control muy ligeros, reduciendo significativamente la masa no suspendida frente a los antiguos triángulos o trapecios tirados a los que ha sustituido. 
En el tren delantero prácticamente todos los diseños actuales derivan de dobles triángulos de barra alta con un tercer brazo que hace de tirante de reacción longitudinal, aunque su exacta disposición varía de un fabricante a otro, por ejemplo Audi emplea un sistema de cuatro brazos en el tren delantero, similar a un doble triángulo con dos brazos superiores y dos inferiores. 
En los trenes posteriores la pionera Mercedes-Benz introdujo los ejes de cinco brazos en sus gamas Mercedes-Benz W201 y Mercedes-Benz W124 en los que junto a un robusto brazo portante inferior se empleaban brazos de control específicos para control del par de empuje, par de reacción, ángulo de caída y una bieleta de dirección o "tie rod" para controlar la convergencia y permitir ajustes de geometría. Honda por su parte, un especialista en trenes traseros multilink en vehículos de tracción delantera, desarrolló su famoso tren de cinco brazos oblicuos formando un mecanismo de Watt independiente en cada rueda para un preciso guiado longitudinal.
Muchos fabricantes siguen recurriendo a diseños in-wheel en el tren trasero, con los brazos en el interior de la llanta para no condicionar el espacio del maletero. Una notable excepción es Alfa Romeo que bajo la denominación genérica AlfaLink emplea tanto sistemas multibrazo derivados de triángulos superpuestos de barra alta en los Alfa de tracción trasera -Giulia y Stelvio-, como un diseño in-wheel en el Giulietta, compacto de tracción delantera que comparte la plataforma "C-Evo" con distintos modelos de los segmentos C y D del grupo FCA. 
Pese a sus ventajas, su alto costo de producción y desarrollo junto con el espacio que necesita frente a sistemas más compactos, especialmente en suspensiones traseras, han lastrado su uso.
Un tipo especial de tren trasero multilink lo constituyen los sistemas híbridos "SLA trailing arm" (Short Long Arm trailing arm o "triángulos superpuestos de desigual longitud y brazo tirado"). Esta disposición emplea un sistema de triángulos superpuestos de desigual longitud, montado en un subchasis muy compacto que incluye el muelle, mientras que el voluminoso amortiguador puede montarse en el paso de la rueda permitiendo un maletero plano. Adicionalmente se caracterízan por utilizar un brazo, hoja o trapecio longitudinal tirado que actúa de tirante de reacción y guía longitudinal. Son más baratos de producir y ocupan menos espacio, por lo que su difusión es mucho mayor. Se popularizaron tras la adopción en el compacto Ford Focus Mk1 del sistema "BLC" Control Blade de Ford, desarrollado originalmente para permitir un maletero plano en el Ford Mondeo MK1 Wagon, evitando la intrusión de las columnas McPherson del "Quadralink" que utilizaba el resto de la gama. 

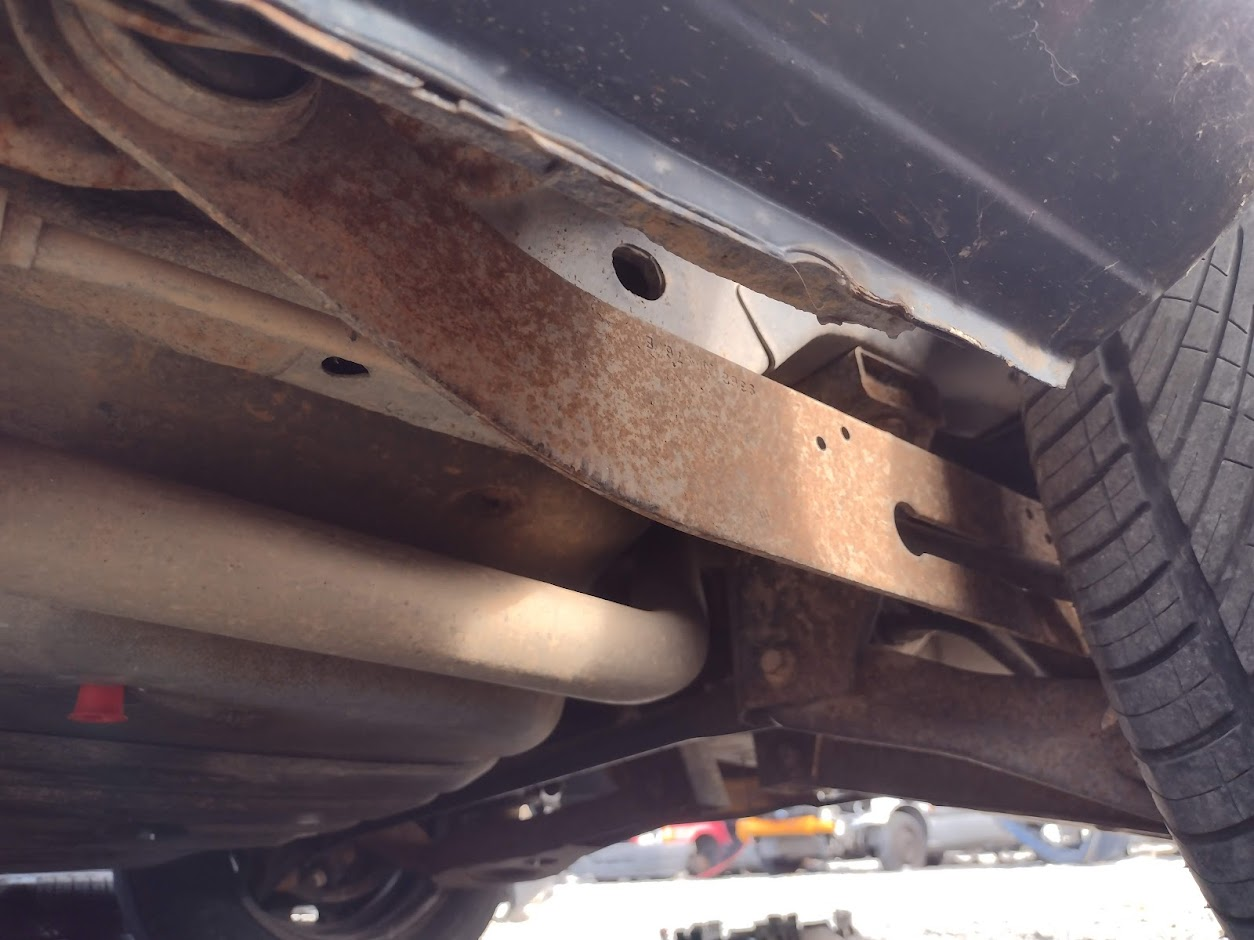
Control Blade Ford Mondeo MK1 Wagon

El Control Blade tiene la particularidad de sustituir el brazo longitudinal rígido por una "hoja" -blade-, flexible en sentido transversal. La hoja no se articula sobre la mangueta, sino que está fijada sólidamente a esta mediante un anclaje antiruido, de modo que controla el par de reacción (evita la tendencia del tren a girar sobre sí mismo) y ejerce control antihundimiento. El anclaje de la hoja al chasis solo está articulado verticalmente, encargándose la deformación de la hoja de asumir el ligero desplazamiento transversal que los triángulos superpuestos imprimen a la mangueta. 
El resultado es un comportamiento que la prensa del motor definió como "único"; "ni es sensible a las variaciones de carga como la Mc Pherson "Camuffo", ni pasa, cuando el coche balancea a caída positiva como las de brazo tirado o eje torsional. Con buen firme, el paso por curva no busca la implacable solidez de un sistema dependiente bien guiado -como el MLB de Nissan-, sino que permite un ligero efecto direccional a voluntad del conductor, pero sin pasar nunca al sobreviraje y, sobre todo, admite mejor que ninguna frenar en curva sin que la zaga se desbande".
El sistema ha sido utilizado en modelos con plataforma Ford -como los Volvo S40/V50 o distintos Mazda- y ha servido de inspiración y para los trenes multibrazo trasero de otras marcas como Opel, Volkswagen o de la propia Mazda, donde el sistema se denomina e-Link. 

En otros casos se utiliza un brazo longitudinal rígido anclado oblicuamente y articulado como en el Z-Axle de BMW, así denominado por su similitud con la letra Z o incluso un trapecio como en el "BLG" del Lancia Lybra. 

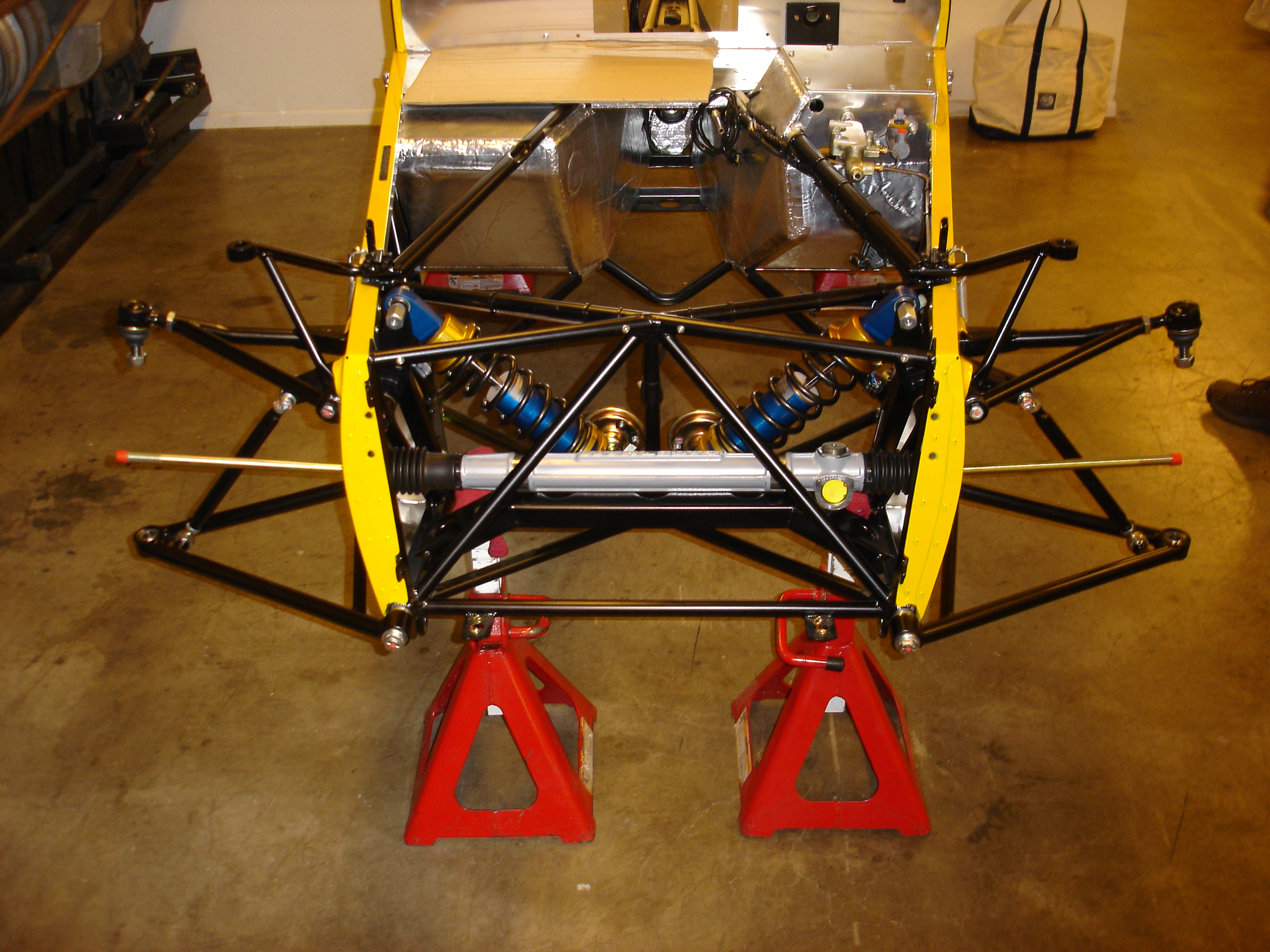
Suspensión push-rod en un Caterham Seven CSR

En muchos casos se añaden brazos adicionales para controlar la convergencia como en el Reactive-link double wishbone empleado en sexta y séptima generaciones del Honda Civic y la segunda del Honda CR-V o para controlar el ángulo de caída como en el tren Trigone del Renault Vel Satis, en el que una bieleta modificaba mediante una junta giratoria la posición del triángulo inferior, generando un eje de rotación virtual en tres planos.

### Suspensiones por barras de empuje Push-rod y Pull-Rod
Se trata de suspensiones multilink utilizadas en monoplazas y ocasionalmente en vehículos deportivos de calle. En este caso la mangueta está articulada sobre una serie de barras o actuadores -rods-, que empujan o tiran de resortes y amortiguadores situados en otra parte del chasis. De este modo se reduce al máximo la masa no suspendida al tiempo que el diseño de la suspensión atiende solo a necesidades geométricas sin verse entorpecido por el tamaño de sus componentes, lo que da mayor libertad a los diseñadores de carrocerías o mejora la aerodinámica cuando los actuadores no van carenados.

## Suspensión semiindependiente
Sistemas utilizados exclusivamente en las suspensiones traseras de vehículos de tracción delantera. Todos se basan en brazos longitudinales unidos de algún modo, formando un único eje que actúa de modo similar a una barra estabilizadora, transmitiendo a una rueda parte de la fuerza de compresión ejercida sobre la otra mediante la torsión de alguna parte del eje. En este sentido su funcionamiento se opone al de las barras de torsión utilizadas como resorte en este u otro tipo de suspensiones, pues aquí la viga central se torsiona sólo cuando exista diferencia de flexión entre los brazos y no cuando esta sea simultánea.
Frente a otros sistemas tienen la ventaja de su reducido coste, puesto que están formados de una sola pieza, sin necesidad de manguetas, brazos de control, ni en muchos casos barras estabilizadoras, siendo capaces de proporcionar pese a su simplicidad excelente estabilidad en vehículos de referencia como el Volkswagen Golf Mk-IV, el Mazda 3 (2019), o en las versiones básicas de muchos modelos actuales.
Su mayor inconveniente es que desde el principio el sistema estuvo enfocado a las carreteras europeas -en particular a las alemanas- donde habitualmente se rueda sobre buen firme con velocidades de paso por curva elevadas, en las que una suspensión de tacto "firme", como la del Volkswagen Golf desde su primera generación, se asocia con calidad. Sin embargo este tacto puede resultar inadecuado para las redes viarias de algunos mercados que requieren más aislamiento acústico o un mayor recorrido de suspensión. Para evitarlo algunos tipos de suspensión semiindependiente utilizan silent-blocks de deformación programada, que aumentan el grado de independencia de una rueda respecto a la otra o mejoran su guiado, con el inconveniente de aumentar el mantenimiento requerido.

### Eje torsional
Consiste en un eje de una sola pieza formado por dos brazos longitudinales unidos por medio de un travesaño torsional soldado entre ambos, con las ruedas conectadas directamente a los extremos de los brazos por medio de vástagos o "muñones". La situación del travesaño central define su comportamiento ante las demandas de torsión y flexión de los brazos, marcando las diferencias entre cada tipo de eje torsional.

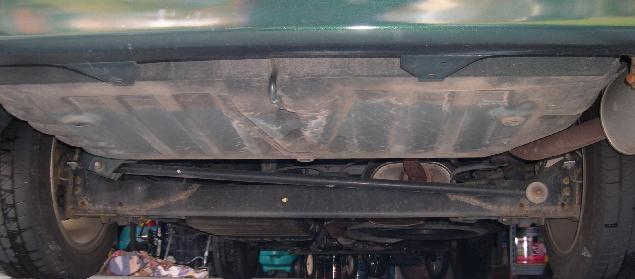
suspensión dependiente mediante eje torsional en "C" -Torsion crank axle- guiado por barra panhard en un Mazda MPV

En el tipo más antiguo  -torsion type-, el travesaño está situado entre las ruedas formando un eje en forma de "C". Empleado en combinación con barras de torsión por la pionera DKW, su diseño pasó a través del DKW F102/Audi F103 al Audi 80 B1 de 1972, ya con muelles como resorte bajo la denominación torsion crank axle.
Debido a su ubicación, el comportamiento del travesaño será similar al de un eje rígido, por lo que se trata de una suspensión dependiente, es decir ante el movimiento de una sola rueda el travesaño está sujeto a una demanda de flexión que se transformará en caída parásita en la otra, mientras que a la fuerza centrífuga ejercida sobre el talón de la rueda exterior se opondrá la fuerza lateral de ambos neumáticos, por lo que es necesario un mecanismo de guiado lateral. Sin embargo a diferencia de los ejes rígidos convencionales el travesaño tiene capacidad torsional (de ahí el nombre crank "manivela"), de modo que la inclinación de la carrocería provocará el movimiento de los dos brazos en sentido contrario, retorciendo el travesaño sobre su eje como en una barra antivuelco. Como mecanismo de control lateral VAG empleó una barra Panhard en los 80, 90, Passat B1 y 100 como también hicieron Chrysler en la Plataforma K, Mazda en el MPV o PSA y Fiat en el monovolumen conjunto Peugeot 807/ Citroën C8/ Fiat Ulisse/ Lancia Phedra, mientras que muchos Nissan (Máxima, Primera p11, Sentra, etc) utilizaron en su lugar un mecanismo de Scott Russell, denominando al sistema de un modo un tanto confuso "MLB" -multilink beam-

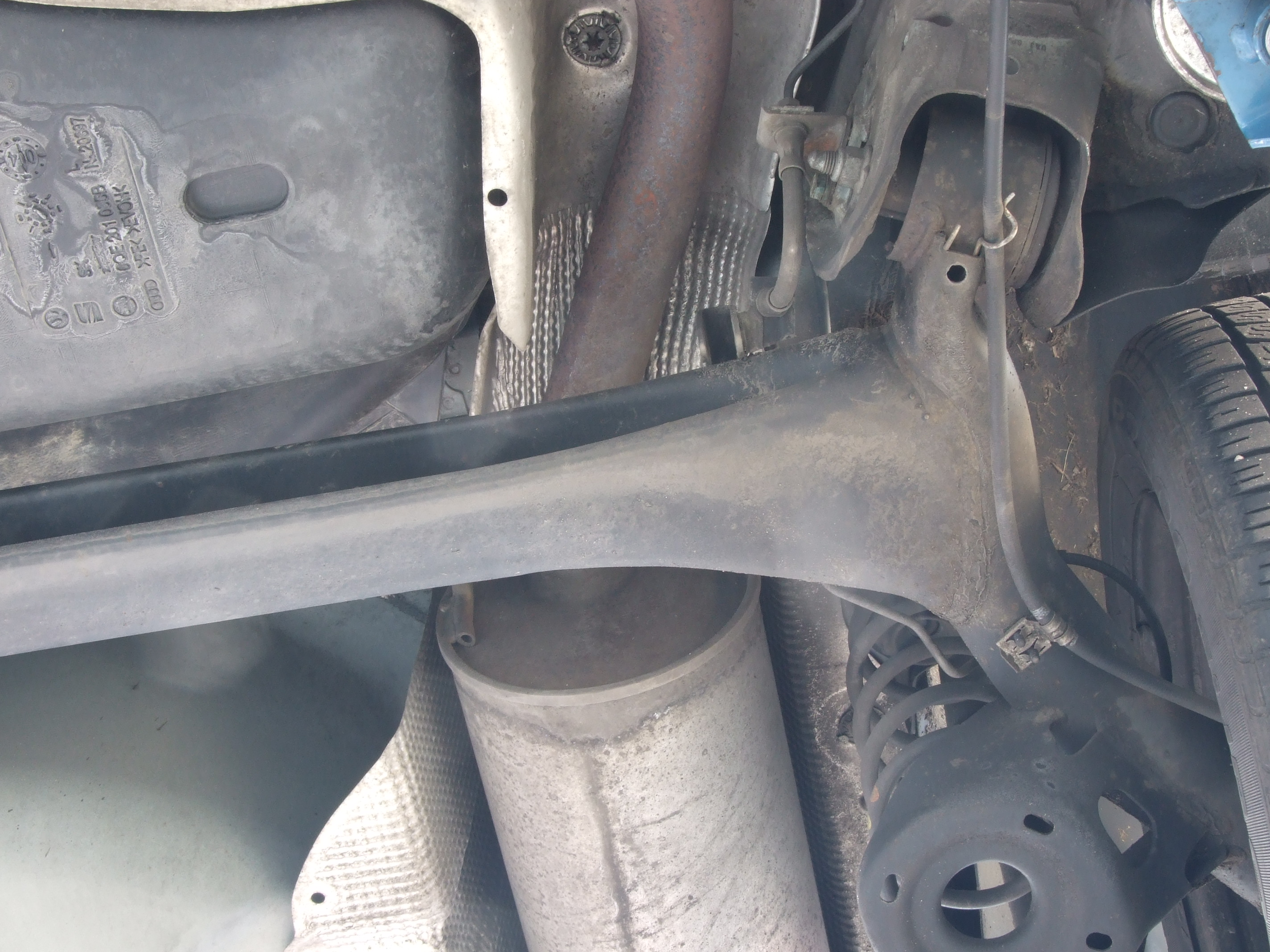
Suspensión semiindependiente mediante eje torsional en "H" -standard twist beam- en un VW Polo MkII

Volkswagen, en el VW Golf MKI de 1974, introdujo como alternativa económica el eje torsional en forma de "U" que evolucionaría a partir de la siguiente generación de VW Golf y derivados en el eje en "H", hoy conocido como "standard twist beam", disposición empleada en sucesivas generaciones de VW Golf y en muchos vehículos de los años 90 y 2000. Este diseño sitúa el travesaño tan próximo como sea posible al eje de pivote, dando lugar a una "U" o en la mayoría de los casos a una "H", donde los brazos superiores, oblicuos y muy cortos, sirven para conectar el eje al chasis mediante cojinetes elásticos. Los brazos inferiores actúan como brazos tirados semiindependientes en cuyo extremo se sitúan el resorte -generalmente un muelle helicoidal- y el amortiguador que tiene la función secundaria de sujetar el puente en extensión. 

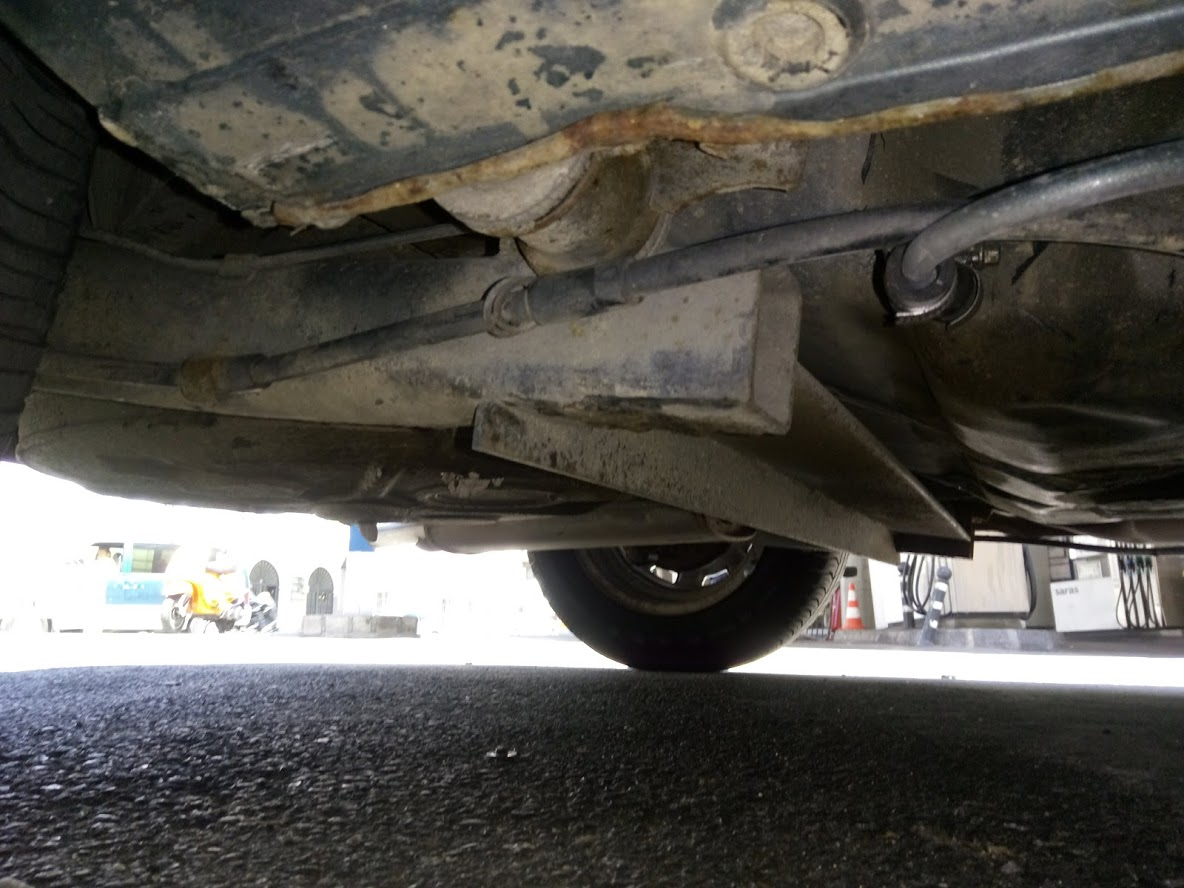
Suspensión semiindependiente mediante el tipo original de eje torsional en "U" en un VW Golf Mk1

A diferencia de las suspensiones por brazos tirados con barras de torsión como resorte, la viga central se comportará como una barra estabilizadora, torsionándose sólo cuando exista diferencia de flexión entre los brazos y no cuando esta sea simultánea. El comportamiento del eje es similar al de unos brazos tirados longitudinales auxiliados por una gran barra estabilizadora, siendo como en aquellos complicado inducir las caídas adecuadas cuando se inclina la carrocería y sufriendo una acusada tendencia a variar la convergencia ante demandas de fuerza lateral, por lo que también utilizan anclajes correctores -toe correcting bushings-. La rigidez del conjunto y el anclaje directo de los vástagos son suficientes para guiarlos lateralmente, sin necesidad de ningún mecanismo adicional salvo raras excepciones como las versiones eléctricas de los subcompactos del grupo Stellantis -Peugeot 208/Opel Corsa/Lancia Ypsilon-  que añaden una barra Panhard al puente de las versiones térmicas para compensar el peso de la baterìa, mientras la torsión del travesaño central proporciona el control antibalanceo y aísla relativamente el movimiento de un brazo respecto al otro, reduciendo la caída parásita por lo que hablamos de una suspensión "semiindependiente". 
Por último cuando la viga se sitúa a lo largo del primer tercio de los brazos el sistema se denomina coupling type. Es el sistema utilizado por Ford desde el Ford Fiesta Mk II y permite un recorrido de suspensión adicional, necesario en mercados emergentes o en SUV económicos como el Ford Ecosport. La situación del travesaño mejora la rigidez lateral del eje -menor modificación de la convergencia en la rueda en la que se está produciendo el apoyo- y reduce las modificaciones de geometría en la rueda opuesta, de modo que el brazo puede ser más largo sin necesidad de mecanismos de control lateral. A cambio el confort se ve ligeramente perjudicado por el aumento del ángulo de caída parásito ante el movimiento de una sola rueda (p.e superando un bache). 

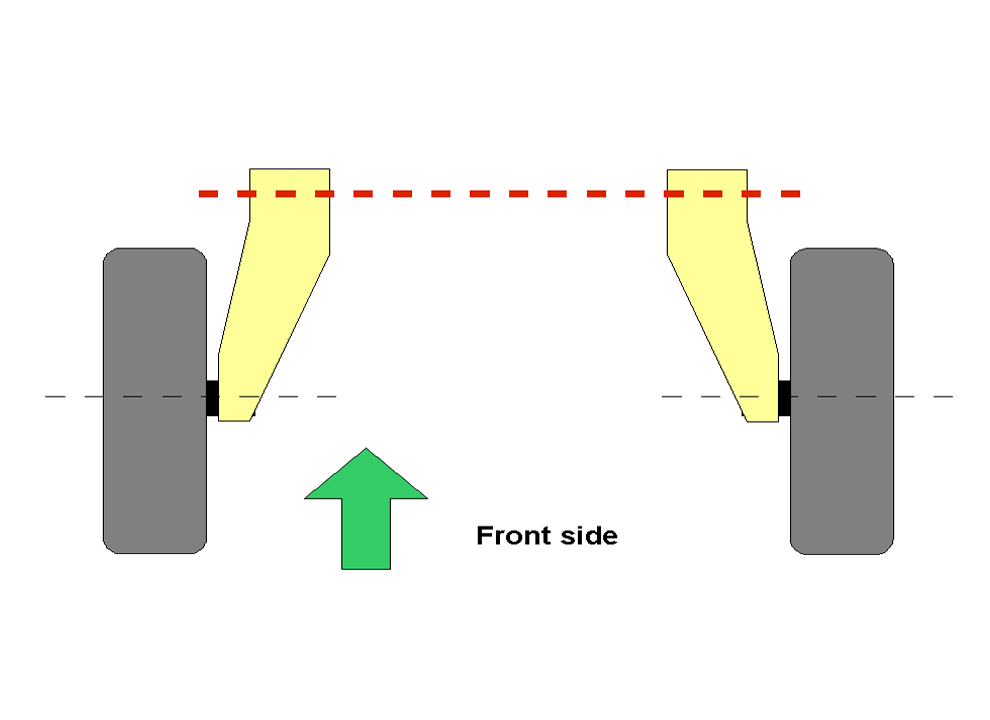
Brazos tirados
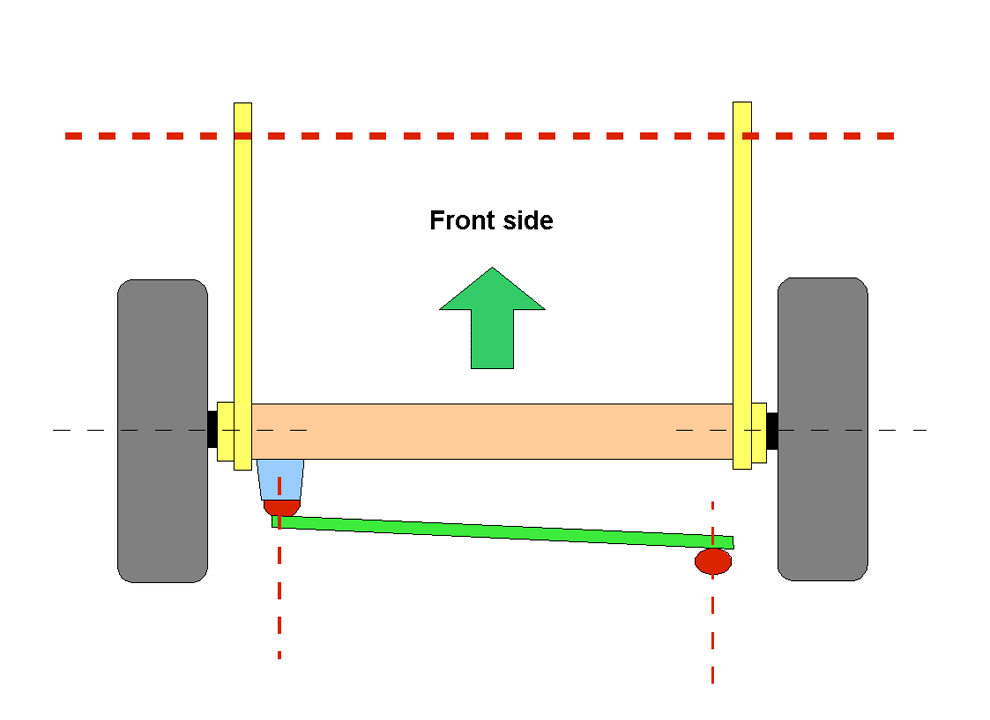
Torsion crank beam con barra Panhard
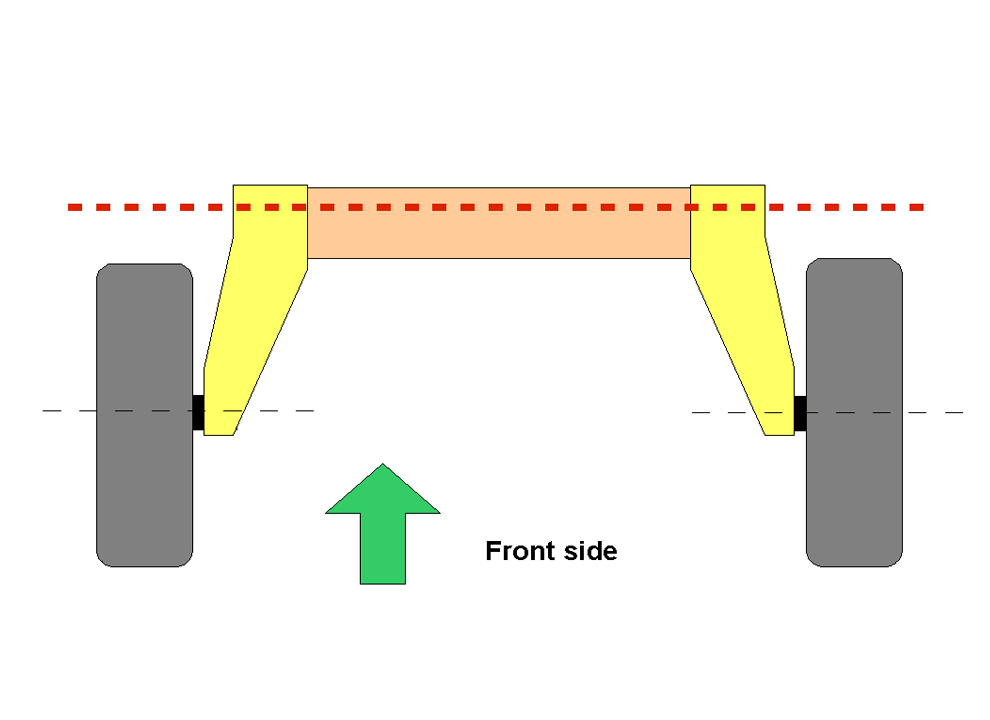
Eje torsional estándar
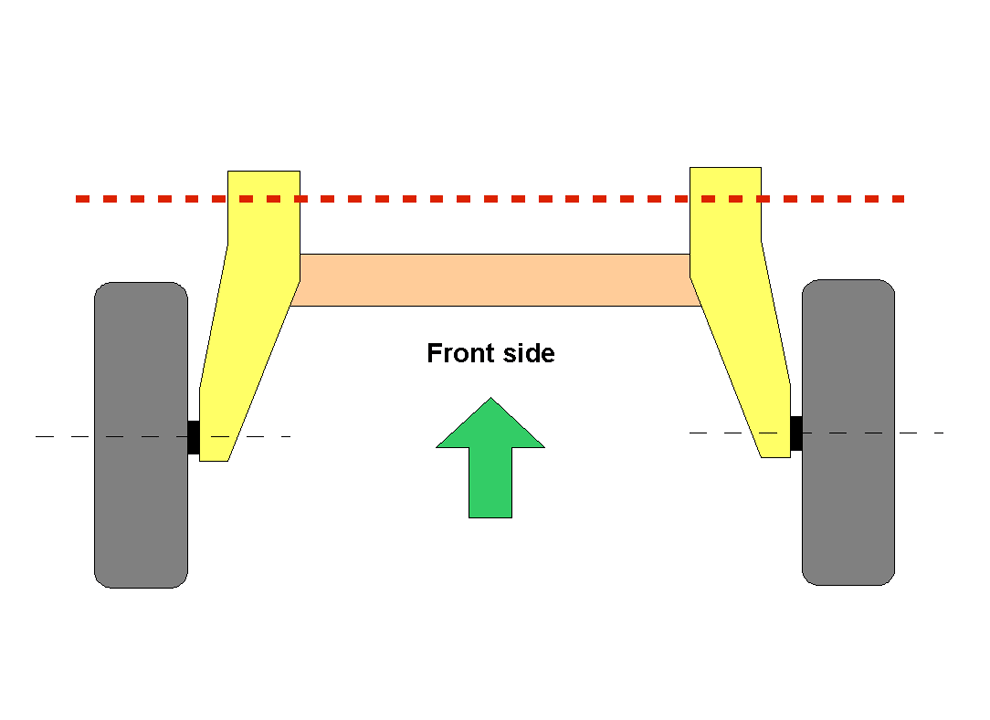
Coupled beam

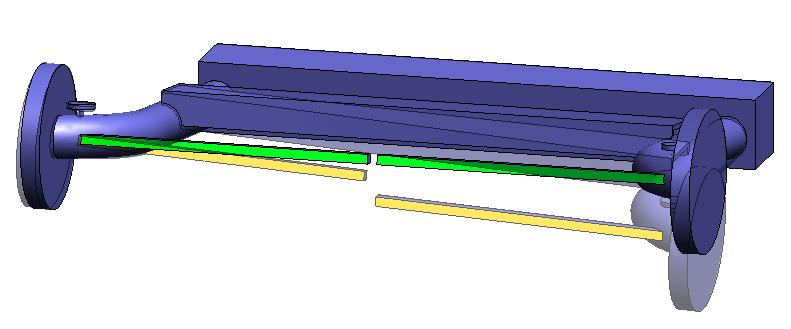
La torsión del travesaño generada por la distinta flexión de los brazos, provoca variaciones en la geometría de las ruedas (ámbar). La carga o izado del vehículo no genera torsión (verde)

Popularizado en su configuración habitual por el Volkswagen Golf MKI, llegó a convertirse a partir de la década de los años 90 en el tipo de suspensión adoptado por todos los fabricantes alemanes en los segmentos A, B, C, por la mayoría de vehículos del D salvo el Ford Mondeo [cita requerida] e incluso por los VAG del segmento E. En el resto de Europa fue utilizado por la mayor parte de los modelos franceses en sustitución de los brazos tirados, por los Fiat de los segmentos B y C y por British Leyland en los Maestro/Montego tras el abandono de la suspensión hidroelástica y posteriormente en el Rover 25 tras la ruptura con Honda. Sin embargo la adopción del sistema multilink compacto BLC en el primer Ford Focus supuso una revolución que forzó a la mayoría de los fabricantes a desarrollar sus propios sistemas multibrazo en los segmentos superiores. Tras el abandono del sistema "MLB" por Nissan, la suspensión dependiente mediante eje torsional está en desuso, mientras que los sistemas semiindependientes conviven con las suspensiones multilink, copando el mercado salvo en vehículos italianos donde es común el sistema McPherson (Camuffo). En ocasiones ambas opciones están disponibles según la versión de un mismo modelo -como en el grupo VAG o el Toyota Auris europeo-, o se adaptan ejes torsionales para las versiones locales de una plataforma mundial -como en la octava y novena generaciones del Honda Civic, cuyas versiones europeas montaron un tren trasero procedente del Honda Fit-
Ventajas:
- Reducido coste de producción y casi nulo mantenimiento.
- Conjunto que se puede situar fácilmente bajo el maletero de vehículos compactos. En comparación con una suspensión trasera macPherson convencional permite un maletero más ancho, aunque el uso de muelles impide un suelo perfectamente plano como cuando se usan brazos tirados con barras de torsión o bloques hidroelásticos o hidroneumáticos.
- Garantiza el control tanto longitudinal como transversal del tren sin necesidad de elementos auxiliares.
- Capacidad autoestabilizadora, su funcionamiento es esencialmente el de una barra antivuelco.

Inconvenientes:
- Aumento de la masa no suspendida respecto a una suspensión por brazos tirados.
- Cierta pérdida de calidad de rozadura al afectar el movimiento de una rueda a la otra.
- Mayor transmisión de ruidos y vibraciones al habitáculo que en los sistemas que utilizan manguetas.
- Limitada capacidad para gestionar los ángulos de caída y convergencia de las ruedas en apoyos. A diferencia de en una suspensión independiente en la que la geometría de cada rueda depende de su posición respecto al chasis, en un eje torsional la geometría de cada rueda depende de su posición respecto a la otra. Esto se debe a que los cubos de las ruedas no están articulados sino que forman parte integrante del brazo, lo que implica que cuanto mayor sea su distancia con el travesaño central, mayores serán las variaciones de geometría al flexionar los brazos en sentido contrario en apoyos. En la práctica esta característica limita mucho la gestión de la geometría de la suspensión, puesto que salvo que se utilicen costosos mecanismos adicionales, los ángulos de caída y convergencia de cada rueda varían continuamente y son difíciles de predecir, por lo que tienden a restringirse. Un ejemplo es el eje torsional de Renault, que utiliza el denominado diagrama de deformación programado para controlar las variaciones de geometría de la rueda ante la deformación del eje[34]

Un caso especial de eje torsional, diseñado para superar los inconvenientes inherentes al sistema es utilizado por General Motors en las versiones altas del Opel Astra K y Opel Zafira C bajo la denominación Watts Link Axle y en el Chevrolet Cruze como Z-Link. Frente a los costosos sistemas de manguetas articuladas sobre múltiples brazos, GM emplea un sencillo eje torsional sujeto al chasis por dos silent-blocks particularmente flexibles, evitando así la característica transmisión de vibraciones y ruidos propia del sistema. 
A cambio, para guiar el tren transversalmente y controlar la geometría de cada rueda se utiliza un económico mecanismo de Watt que trabaja al revés de lo habitual, es decir su articulación está anclada al bastidor y no al puente, siendo dos largas barras transversales de igual longitud las que conectan el mecanismo con los extremos del eje. La clave del sistema es el control de la geometría ejercido por las barras, que están conectadas a distinta altura en cada una de las ruedas, de modo que cuando una empuja una barra, la otra rueda recibe una fuerza de la misma magnitud pero en sentido contrario. El mecanismo de Watt se opone eficazmente a la fuerza lateral, evitando hasta el 80% de la convergencia derivada de la deformación del brazo sin necesidad de aumentar la rigidez torsional del travesaño. Al mismo tiempo el mecanismo mantiene constante la vía trasera, de modo que a la caída positiva de una rueda se opone siempre el mismo grado de caída negativa de la otra, consiguiendo mantener la mayor parte de la superficie de rodadura en contacto con la carretera.

### Delta link

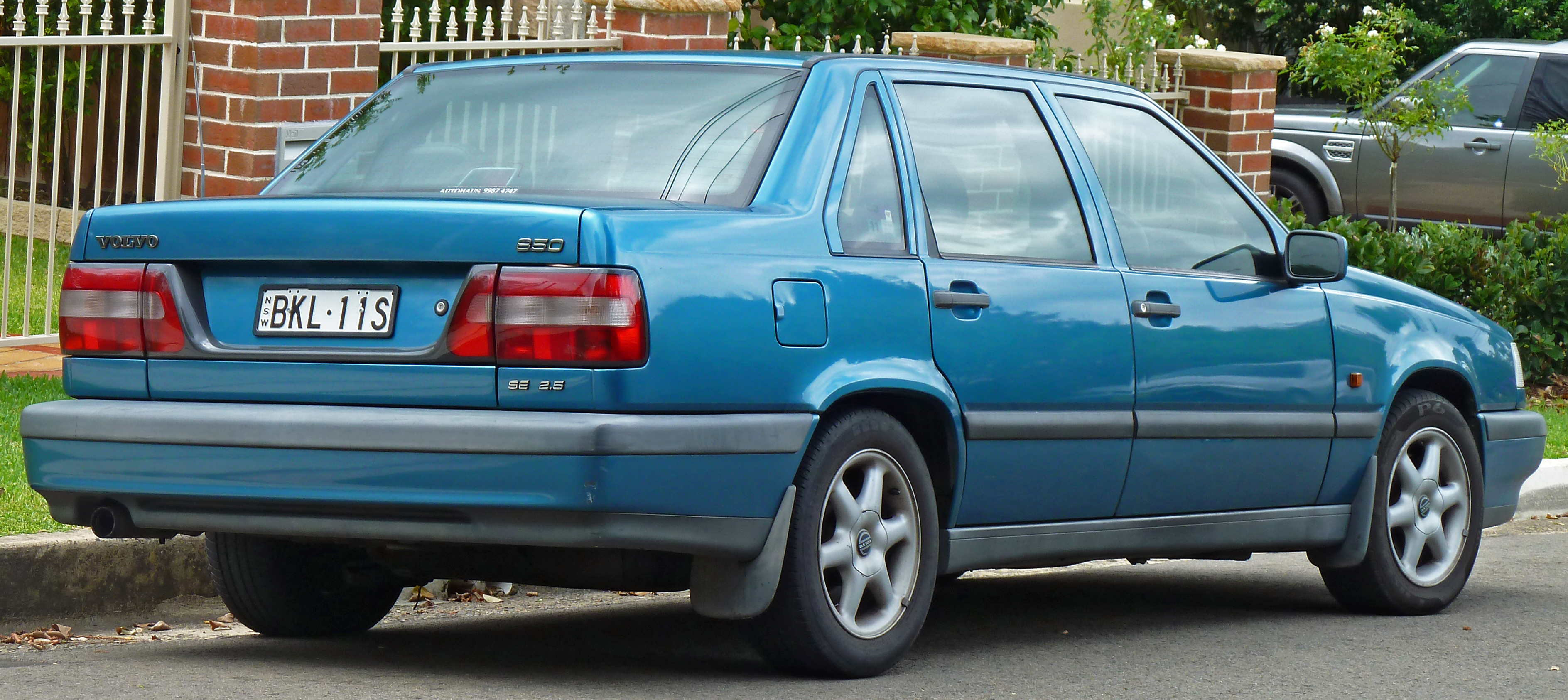
Volvo S60, las versiones de tracción delantera empleaban un sencillo y eficaz eje trasero Delta-Link

Se trata también de un sistema semiindependiente trasero empleado por Volvo en el 850 y en sus derivados, la primera generación de S60 y V70. El sistema trataba de aunar las ventajas de una suspensión independiente por brazos tirados y de un eje torsional mediante el empleo de un conjunto en H similar a un eje torsional, donde la viga central estaba dividida en dos estructuras triangulares engarzadas entre sí, cuya forma era aproximadamente la de la letra griega Δ (Delta) .
El eje estaba fijado mediante cojinetes al chasis, mientras que las dos estructuras que formaban la viga central estaban unidas flexiblemente entre sí por medio de silent-blocks, diseñados de forma que ante una fuerza lateral permitan al conjunto deformarse, adoptando las caídas adecuadas para mantener la superficie de rodadura en contacto con la carretera al tiempo que se modificaba la convergencia, permitiendo un ligero efecto direccional en el sentido de la curva.

## Suspensión dependiente parabólica
Se trata de sistemas basados en un tipo especial de ejes rígidos, anclados al chasis del vehículo mediante un único punto central flexible de una forma particularmente eficiente, de modo que su comportamiento es similar al de las suspensiones semiindependientes, contando con algunas de las ventajas de las supensiones dependientes.

### Eje Omega

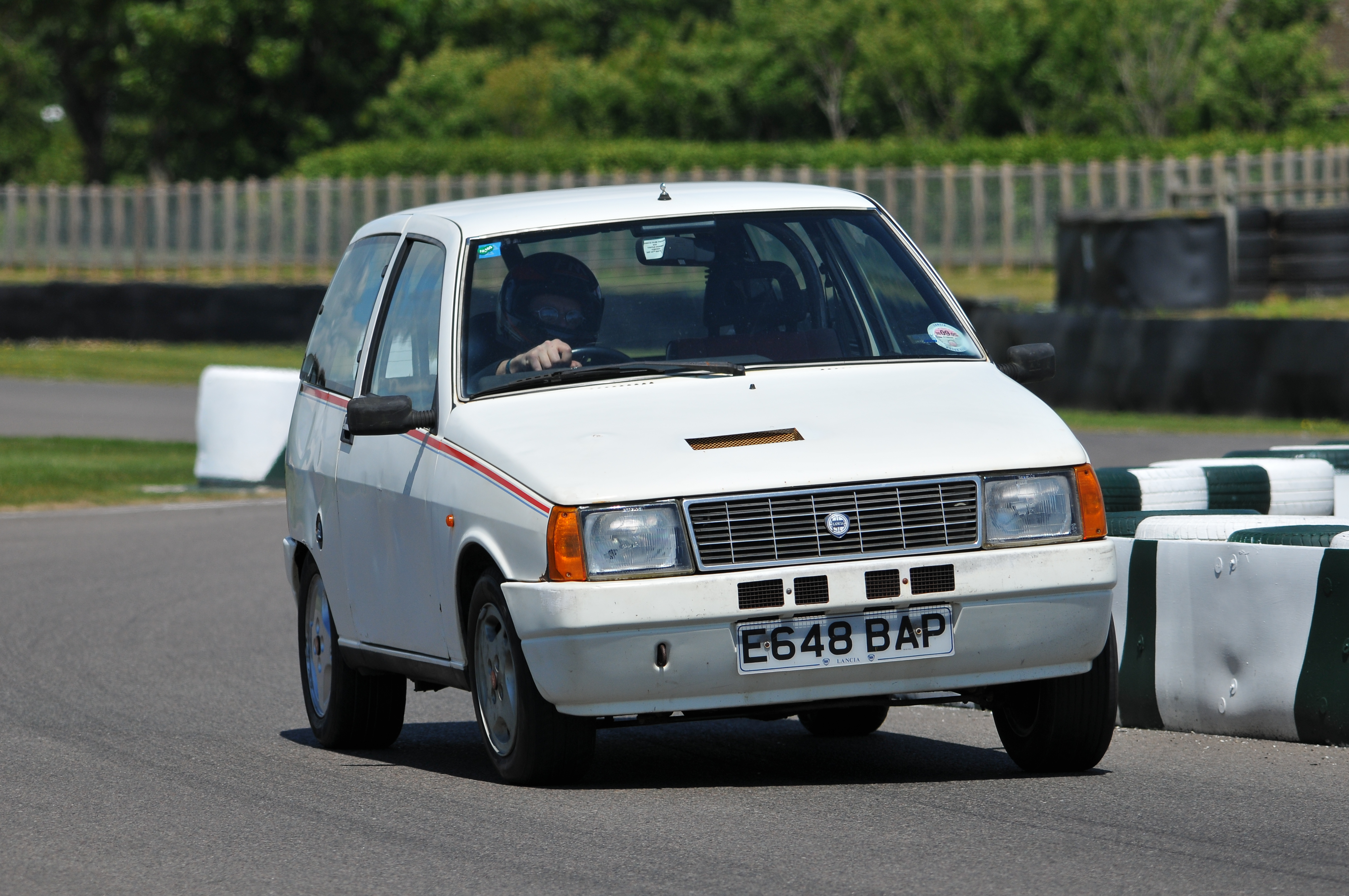
Eje Omega. En apoyos la rueda exterior adquiere caída negativa

Sistema utilizado por Fiat en el tren trasero de sus vehículos del segmento A -la segunda fase del Fiat Panda Mk1 y en el Lancia Y10 contemporáneo.
Utiliza un eje formado de una sola pieza cuya forma recuerda a la letra griega Ω (Omega) , unido a diferencia de los ejes torsionales por un único punto central al chasis, lo que hace que su funcionamiento se asemeje al de unos brazos tirados oblicuos unidos entre sí, pero tiene el inconveniente de que no proporciona guiado transversal.
Como mecanismo de guiado lateral empleaba dos bieletas de posicionamiento oblicuas en lugar de la complicación de un paralelogramo de Watt o la incomodidad de una barra panhard. Este sistema de control, ya visto en el eje rígido del Fiat 132, consiste en dos brazos articulados oblicuos que se unen al puente a mitad de los brazos principales, donde también estaban ubicados los muelles, situándose los amortiguadores detrás, junto al cubo de la rueda. 
El guiado ejercido por las bieletas lograba tanto el control lateral como inducir caídas negativa en la rueda exterior y positiva en la interior al apoyo al estilo de la suspensiones por brazos tirados oblicuos. El control longitudinal era ejercido mediante el silent-block central sobre el que basculaba el eje y las propias bieletas. 
Por último el montaje de los muelles avanzado respecto de las ruedas los obligaba a trabajar con una elevada relación de palanca, pudiendo ser más firmes sin afectar al confort, de modo que ejercían cierto control antivuelco sin necesidad de barra estabilizadora.

### Eje parabólico

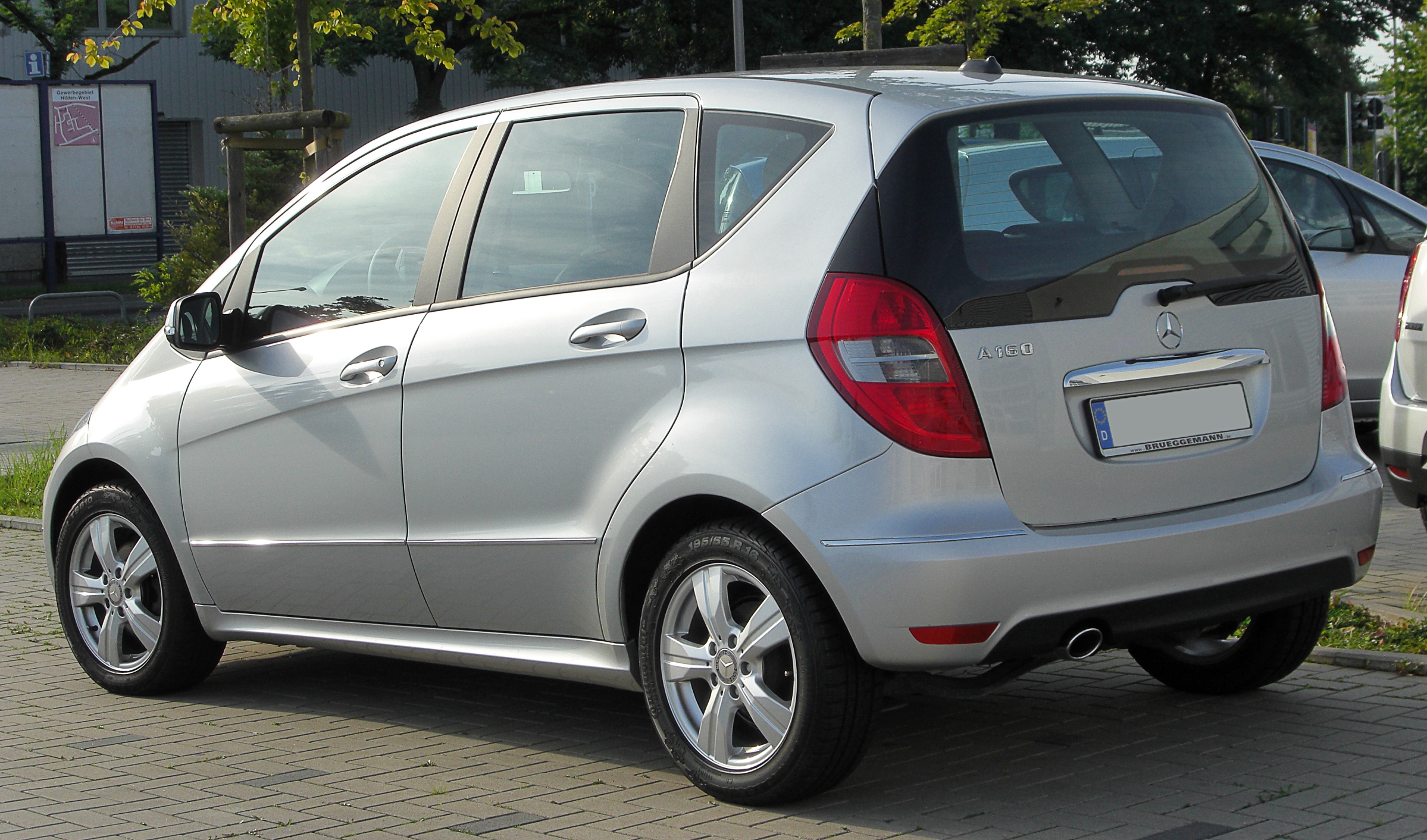
Mercedes A 160 (W169)

Mercedes-Benz  también ha utilizado un sistema similar en el puente trasero de algunos de sus vehículos de tracción delantera, concretamente en la segunda generación de Mercedes-Benz Clase A -W169- y la primera generación del Mercedes-Benz Clase B -W245-. En estos modelos empleó el denominado spherical parabolic-spring rear axle, muy compacto y robusto, que en el caso del W169 ejercía además función autoestabilizadora. El puente con forma de "C" estaba sujeto por un único silent-block central encargado de guiarlo longitudinalmente y situado lo más alto posible para proporcionar efecto antihundimiento y antivuelco. A diferencia de un eje rígido convencional, cuando una sola rueda era flexionada el ángulo de caída de la otra variaba únicamente en una proporción de un 25% aproximadamente, lo que es satisfactorio de cara al confort. Al mismo tiempo, la forma parabólica del eje hacía que cada una de sus mitades se comportase como un brazo tirado de anclaje oblicuo,  guiado por un mecanismo de Watt con la articulación fijada al bastidor del coche y conectada por barras transversales a los extremos del puente, encargado del control lateral y de la precisa geometría de las ruedas.